# Коринтианс
«Кори́нтианс» (полное название «Спортклуб „Коринтианс Паули́ста“», в Бразилии также иногда обозначается с помощью аббревиатуры SCCP) (порт. Sport Club Corinthians Paulista, бразильский португальский: [isˈpɔʁtʃi ˈklubi kʊˈɾĩtʃɐ̃s pawˈɫistɐ]) — бразильский спортивный клуб из города и штата Сан-Паулу. Наиболее известен своей футбольной командой.
Клуб был образован 1 сентября 1910 года и назван в честь лондонской команды «Коринтиан», проводившей в начале XX века множество турне с целью популяризации футбола. Вскоре «Коринтианс» стал одним из четырёх популярнейших и наиболее титулованных клубов штата Сан-Паулу, наряду с «Палмейрасом», «Сан-Паулу» и «Сантосом».
С момента своего основания «Коринтианс» зарекомендовал себя как демократичный клуб. Впервые в Бразилии в команду стали привлекать представителей бедных слоёв населения. Также «Коринтианс» стал третьим клубом (первым в своём штате и вторым — среди традиционных грандов бразильского футбола после «Васко да Гамы»), который задействовал футболистов негритянского происхождения. Во многом благодаря этим факторам «Коринтианс» много лет занимает второе место по числу болельщиков среди всех бразильских клубов, уступая в популярности лишь «Фламенго».
«Коринтианс» — первый победитель клубного чемпионата мира (2000). С двумя победами он занимает третье место после испанских клубов «Реала» и «Барселоны» по числу титулов клубного чемпионата мира, при этом являясь единственным клубом, которому удалось выиграть лишь один континентальный турнир, и два — общемирового уровня. На внутренней арене «Коринтианс» 30 раз становился чемпионом штата Сан-Паулу (рекордсмен по числу побед), пять раз выигрывал Турнир Рио-Сан-Паулу (рекорд, вместе с «Палмейрасом» и «Сантосом») и семь раз становился чемпионом Бразилии, трижды команда завоёвывала Кубок Бразилии. В других видах спорта команды «Коринтианса» также добились значительных достижений. Так, баскетболисты клуба становились чемпионами Бразилии и победителями клубного чемпионата континента, команда по мини-футболу в 2016 году стала чемпионом страны и дважды завоёвывала Чашу Бразилии, а их пляжные коллеги выигрывали чемпионат Бразилии и клубный Мундиалито.

## Название

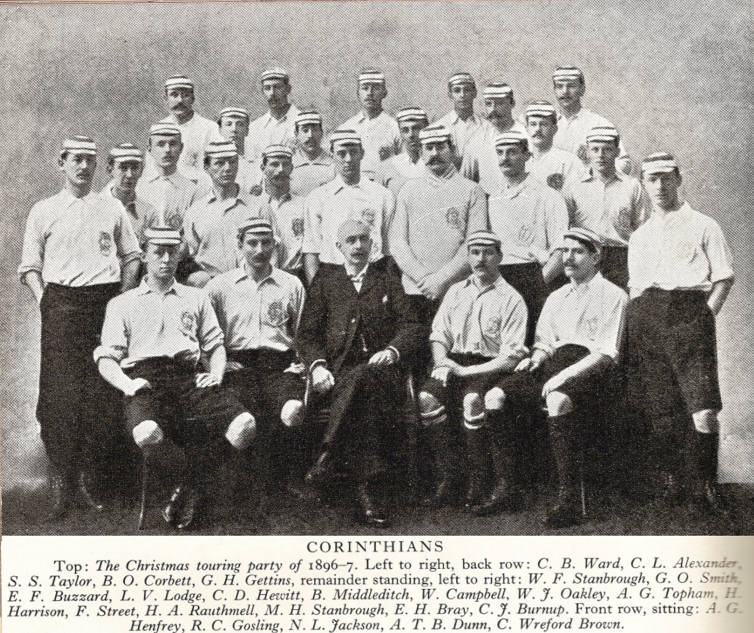
Английский клуб «Коринтиан» в сезоне 1896/97

Название «Коринтианс» получил в честь лондонского клуба «Коринтиан» (в настоящее время — «Коринтиан-Кэжуал»), произведшего фурор во время своего турне по Бразилии в 1910 году. Эта команда с момента своего основания в 1882 году участвовала исключительно в товарищеских матчах, за неё играют любители, однако многие футболисты на стыке XIX и XX веков вызывались в сборную Англии. «Коринтиан» совершил множество туров по всему миру с целью популяризации футбола. Футболки «Коринтиана» в момент основания стал использовать мадридский «Реал», а в Бразилии же был основан «Коринтианс». Само слово «Коринтиан» этимологически восходит к названию древнегреческого города Коринфа, жители которого были известны своей склонностью к роскоши и распущенности. С этим связано английское разговорное и сленговое слово Corinthian, популярное в XIX веке, обозначавшее молодого мужчину, хорошо ориентирующегося в городе и знающего «нужные места».

## История

### XX век

#### Основание, первые успехи (1910—1930)

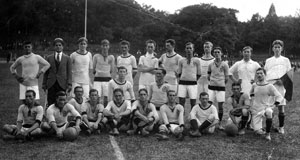
Команда «Коринтианса» 1914 года, завоевавшая первый в своей истории титул чемпионов Паулисты

1 сентября 1910 года в Сан-Паулу группа из пяти человек организовала Спорт клуб «Коринтианс Паулиста». Ещё восемь человек внесли в бюджет клуба по 20 тысяч рейсов, и они также рассматриваются в качестве соучредителей клуба. Первым президентом был избран Мигель Баталья, но он пребывал в этой должности всего 15 дней, после чего сложил с себя полномочия, извинился и переехал в Пирасикабу. Поэтому де-факто первой значительной фигурой на посту президента клуба стал его преемник — другой соучредитель — Алешандре Маньяни. Именно при нём «Коринтианс» выиграл свой первый титул в 1914 году — чемпионат штата Сан-Паулу (Лига Паулиста).
В 1913 году «Коринтианс» впервые принял участие в первенстве штата Сан-Паулу, в котором занял четвёртое место из шести команд. Во многом участие клуба в турнире стало возможным благодаря расколу в лиге — были организованы турниры под эгидой APEA и LPF, каждая из которых выявила своего чемпиона. «Коринтианс» участвовал в лиге LPF.

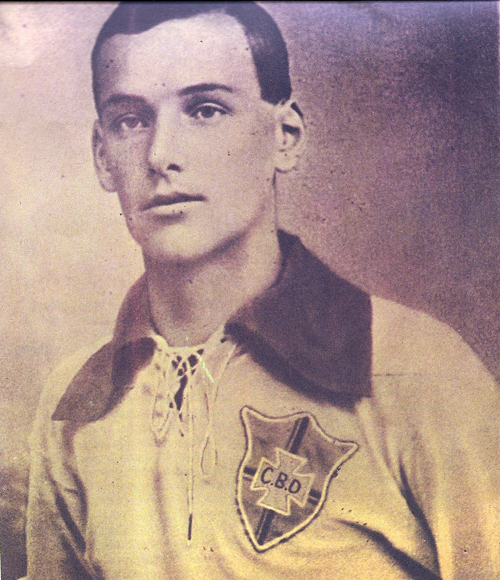
Амилкар Барбуй — один из первых звёздных игроков «Коринтианса»

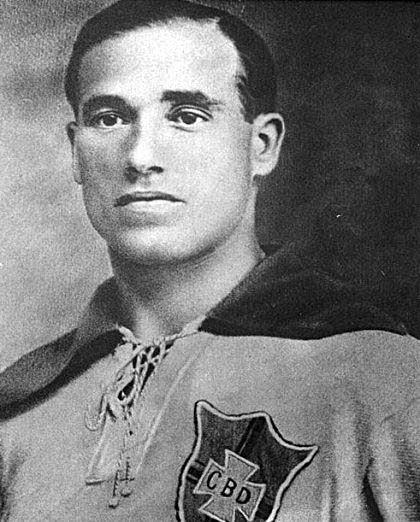
Нападающий Неко (фото 1920 года) первым из звёзд «Коринтианса» удостоился именного бюста на стадионе Парк Сан-Жорже

В 1914 году команда стала чемпионом Лиги Паулисты, организованной LPF, выиграв при этом все десять матчей в турнире, забив 37 голов и пропустив лишь девять. Позднее все результаты матчей с участием клубов «Германия» (3:1) и «Хайдкрофт» (4:1) были аннулированы, и у чемпиона показатели по забитым и пропущенным мячам стали 30:7. Лучшими игроками в той команде были Неко и Амилкар Барбуй, а основной состав первых чемпионов выглядел следующим образом: Себастьян, Фулвио, Казимиро II, Полисе, Бианко, Сезар, Америко, Перес, Амилкар, Апарисио, Неко. Неко стал лучшим бомбардиром турнира с 12 забитыми голами. В том же году «коринтийцы» провели свою первую игру против иностранной команды — «Торино». Итальянцы выиграли со счётом 3:0.
В 1915 году «Коринтианс» выступал только в товарищеских матчах из-за выхода из чемпионата LPF и невозможности заявиться в лигу APEA. Кроме того, у клуба возникли финансовые затруднения. Футболисты, которые хотели продолжить выступления на уровне чемпионата штата, отдавались в аренду. По возвращении в чемпионат в 1916 году, «Коринтианс» вновь стал первым. Сезон в чемпионате LPF начали 13 клубов, а закончили 11; клубы провели разное количество матчей — от шести до одиннадцати. Но лишь «Коринтианс» выиграл все восемь своих матчей и к концу ноября стал недосягаемым для соперников. Руководство Лиги объявило «Коринтианс» чемпионом штата. С 1914 по 1916 год «Коринтианс» не проиграл ни разу в 25 матчах в первенстве штата Сан-Паулу.
6 мая 1917 года беспроигрышная серия команды была прервана игроками «Палестры Италии», образованной в 1914 году выходцами из Италии — болельщиками «Про Верчелли» и «Торино». Часть членов «Коринтианса» итальянского происхождения перешла в этот новый клуб. В итоге «Палестра Италия» опередила «Коринтианс» в турнирной таблице, финишировав второй; первенствовал же «Паулистано», ведомый нападающим Артуром Фриденрайхом. Так в 1917 году зародились сразу три будущих «великих противостояния» клубов из Сан-Паулу — «Паулистано» в 1929 году в результате слияния с клубом «АА дас Палмейрас» образовал ФК «Сан-Паулу», а «Палестра Италия» в 1942 году на волне антифашистских настроений была переименована в «Палмейрас». Эти три клуба, а также приморский «Сантос» (финишировавший в 1917 году на четвёртом месте) по сей день представляют собой «большую четвёрку» футбола Паулисты.
Превращение «Коринтианса» в, по-сути, базовый клуб сборной в начале 1920-х годов было обусловлено начавшейся победной серией команды — титул чемпионов штата «тимау» завоёвывал в 1922—1924 годах. Победа в чемпионате Паулисты 1922 года особенно ценится поклонниками клуба, поскольку в тот год отмечалось столетие независимости Бразилии. В команде появились новые лидеры — левый защитник Армандо Дел Деббио, который выступал за клуб до 1939 года и выиграл с командой восемь титулов чемпиона штата, а также полузащитник Жозе Кастелли (Рато). Несмотря на очевидное превосходство над соперниками в плане результативности атаки, «Коринтианс» сумел обойти «Палестру» всего лишь на одно очко. В следующем году «Коринтианс» досрочно обеспечил себе титул, а в 1924 году встретил сильную конкуренцию со стороны «Паулистано». Последние шесть матчей второй фазы Лиги Паулисты прошли уже в январе 1925 года, и победа в последнем туре над «Паулистано» 1:0 позволила действующим чемпионам избежать дополнительного «золотого матча».
В 1924 году за команду дебютировал Педро Гране, на долгие годы ставший игроком основы команды. Он стал участником очередной «чемпионской трёхлетки» команды, пришедшейся на 1928—1930 годы. В воротах все эти годы играл Туфи Неужен, воспитанник «Сантоса», получивший прозвище «Сатана» за свою необычную внешность — всегда чёрную форму и чёрный костюм за пределами поля, а также большие бакенбарды. Туфи, Педро Гране и Дел Деббио формировали знаменитое на тот момент в Бразилии трио, которое обеспечивало мощную оборону для команды. Рато трудился в линии полузащиты. На левом краю атаки продолжал выступать до 1929 года Рафаэл Родригес, а для уже ставшего для команды легендой нападающего Неко последним сезоном в карьере стал победный 1930 год. В 1928 году «Коринтианс» лишь по разнице мячей сумел обогнать «Паулистано». В следующие два года преимущество над соперниками в чемпионате было очевидным — по четыре очка от ближайшего преследователя. Таким образом, «Коринтианс» в 1920-е годы двумя трёхлетними сериями выиграл шесть из десяти чемпионатов штата Сан-Паулу.

#### Профессионализация (1931—1954)

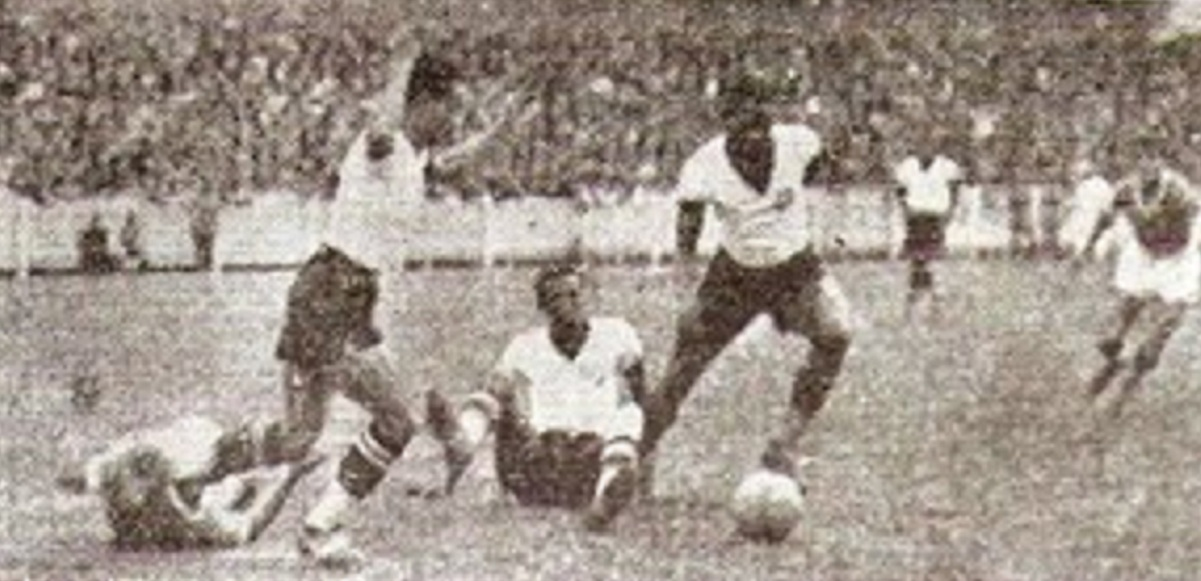
Противостояние «Коринтианса» и «Палестры Италии» в 1938 году

В первой половине 1930-х годов в команде происходила смена поколений и в 1931—1936 гг. она не выиграла ни одного трофея. Футбол в стране всё с большей интенсивностью становился профессиональным. В 1933 году Лига Паулиста, вслед за Кариокой, стала профессиональным турниром. Постепенно все ведущие клубы штата перестали быть любительскими, в их числе был и «Коринтианс». В 1933 году, как следствие начала центростремительных тенденций в бразильском футболе, впервые в истории прошёл розыгрыш Турнира Рио-Сан-Паулу, но там «Коринтианс» выступил неудачно, заняв шестое место из 12 команд. Победителем стала «Палестра Италия» из Сан-Паулу.
К 1937 году в команде сложился костяк из ветеранов прошлого и представителей нового поколения игроков, среди которых выделялись Телеко (выступал за клуб в 1934—1944 гг.), Жозе Аугусто Брандан (1935—1946), Сервилио (1938—1949). В 1937—1939 годах «Коринтианс» в третий раз в своей истории трижды подряд становился чемпионом штата Сан-Паулу. В 1941 году «Коринтианс» вновь стал чемпионом штата, лидерами в команде были «трикампеоны» конца 1930-х Жанго и Брандан, а также Освалдо, пришедший в команду годом ранее. За весь чемпионат «тимау» проиграли лишь одну встречу — в последнем туре 12 октября, уже в ранге чемпиона «чёрно-белые» уступили в принципиальном поединке «Палестре Италии» 0:2. После этого на протяжении девяти лет «Коринтианс» не добивался успехов ни в одном из турниров.
Ситуация стала меняться на рубеже десятилетий, когда в 1950 году «Коринтианс» впервые в своей истории стал победителем Турнира Рио-Сан-Паулу. Титул же чемпионов штата «Коринтианс» завоевал с возвращением на пост главного тренера бывшего игрока команды Жозе Кастелли (Рато) в следующем году.

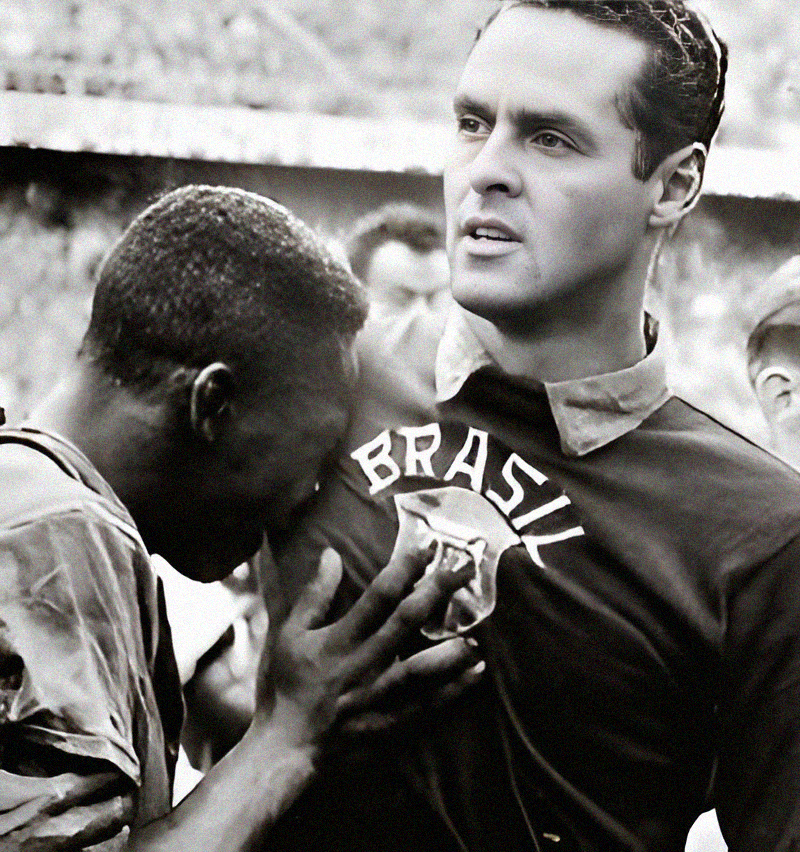
Жилмар и Пеле празднуют победу над Швецией в финале чемпионата мира 1958 года

На протяжении первой половины 1950-х «Коринтианс» был мощной командой, выигравшей ряд титулов и добивавшейся успехов на международной арене. В его составе долгое время выступали такие любимцы болельщиков, как оттянутый форвард Луизиньо, вратарь Кабесан (дебютировал в «тимау» в 1949 году, а затем с перерывами выступал за команду до 1967 года), полузащитник оборонительного плана Роберто Беланжеро, фланговый защитник Идарио Санчес. Однако истинными звёздами мирового футбола в «Коринтиансе» 1950-х были вратарь Жилмар (будущий двукратный чемпион мира) и нападающие Балтазар и Клаудио Пиньо, каждый из которых за более чем десять проведённых лет в составе «Коринтианса» забил примерно по три сотни мячей. «Коринтианс» того периода дважды (1951, 1952) выиграл чемпионат штата, трижды становился победителем Турнира Рио-Сан-Паулу (1950, 1952, 1953), а также завоевал Малый Кубок мира в 1953 году.
В 1952 году «Коринтианс» дошёл до финала крупного международного турнира Кубка Рио, по пути обыграв такие команды, как «Либертад», венскую «Аустрию» и «Пеньяроль». Обе финальные игры прошли на Маракане, что дало преимущество домашнего поля соперникам, «Флуминенсе», которые и выиграли трофей благодаря победе 2:0 и ничьей во второй игре 2:2.
В 1954 году отмечалось 400-летие основания города Сан-Паулу. Ещё перед началом чемпионата штата, которому дали название «Чемпионат 400-летия», все ведущие команды дали понять, что выиграть его будет делом принципа. Перед последним матчем с «Палмейрасом», который был перенесён на февраль 1955 года, «тимау» опережали своих преследователей на одно очко и им было достаточно сыграть вничью. «Зелёные» отчаянно атаковали, но не смогли выиграть и чемпионом стал «Коринтианс».
«Коринтианс» начала 1950-х играл по тактической схеме 1-2-3-5. Пятёрка нападающих строилась следующим образом: ярко выраженный форвард действовал в центре штрафной площади (как правило, Балтазар), чуть сзади его поддерживали другие два нападающих, а ещё двое играли по флангам. Таким образом, выдвинутому вперёд форварду оказывал поддержку «полумесяц» из партнёров по атаке. От схемы «дубль-вэ» это построение отличалось тем, что «Коринтианс» продолжал играть с двумя защитниками, а не с тремя.

#### Десятилетия без титулов (1955—1976)

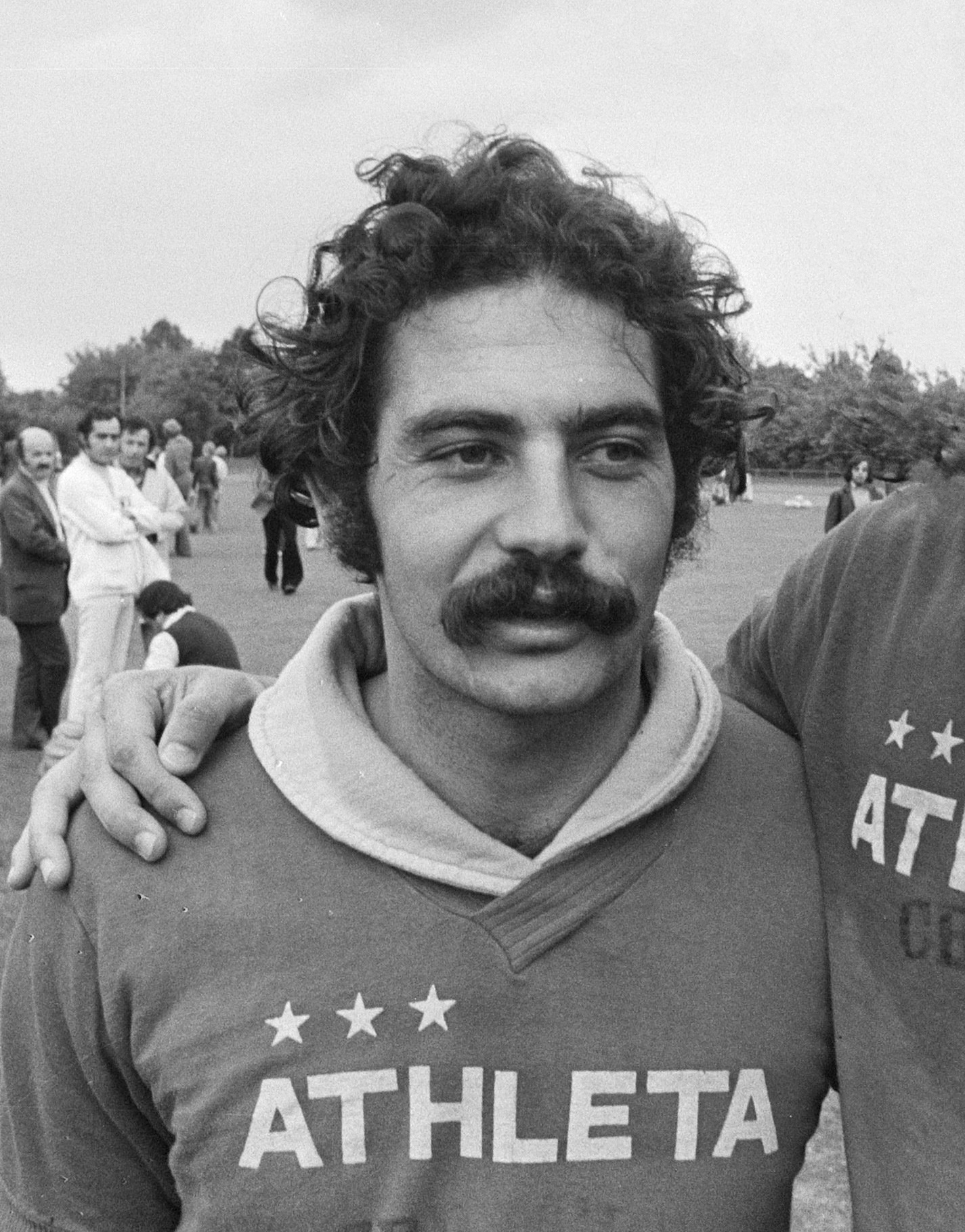
Роберто Ривелино — лидер «Коринтианса» второй половины 1960-х — начала 1970-х годов

Период с 1955 по 1976 год в истории «Коринтианса» называется специалистами и болельщиками как «период без побед» — 22 или 23 года, в зависимости от способа подсчёта. Однако за этот период команда всё же завоевала один титул, выиграв Турнир Рио-Сан-Паулу в 1966 году. Тот факт, что этот трофей к моменту победы в Лиге Паулисты 1977 года уже не воспринимался всерьёз, объясняется тем, что с конца 1950-х годов в стране стали проводиться общенациональные турниры — вначале Трофей (или Чаша) Бразилии (он же старый Кубок Бразилии), затем Кубок Роберто Гомеса Педрозы, а в 1971 году прошёл первый розыгрыш Серии A чемпионата Бразилии.
В конце 1950-х в клуб пришёл бизнесмен испанского происхождения Висенте Матеус, с именем которого связана целая эпоха в истории команды. Матеус имел неоднозначную репутацию, не раз покидал пост президента (впервые он возглавил клуб 13 апреля 1959), но именно при нём команда сумела в 1977 году прервать свою «чёрную серию» без титулов, а в 1990 году и впервые стать чемпионом Бразилии.
В начале 1960-х годов новое руководство клуба предприняло попытку усилить состав — в 1960 году у «Васко да Гамы» был приобретён Алмир Пернамбукиньо, но он провёл лишь полтора года в «Коринтиансе», после чего уехал в «Боку Хуниорс». 1961 год стал одним из самых провальных, и вошёл в историю клуба как год, который «заставил меня смеяться» (порт. ‘Faz-me rir’). После первого круга Лиги Паулисты команда шла на последнем месте, проиграв в семи матчах из 11. В срочном порядке произошла тренерская рокировка, были куплены новые игроки: Адилсон, Бейруте, Эспаньол, Феррейра и Маноэлзиньо. «Коринтианс» сумел добраться до шестой строчки в турнирной таблице и избежать позорного вылета во второй дивизион.
К середине десятилетия ситуация стала улучшаться. В команде дебютировал Роберто Ривелино, ставший настоящим «идолом» торсиды, несмотря лишь на один завоёванный с командой титул. В 1966 году «Коринтианс» приобрёл двукратного чемпиона мира Гарринчу. Переход звезды с воодушевлением встретили болельщики, но первые два матча с его участием получились провальными — поражения 2 марта от «Васко» 0:3 и 10 марта от «Ботафого» (бывшей команды Гарринчи) 1:5 стали одними из крупнейших не только во всей предыдущей истории «Коринтианса», но и в карьере самого Манэ. Впрочем, уже в третьем матче Гарринча принёс победу своей команде, а позже помог «Коринтиансу» выиграть Турнир Рио-Сан-Паулу (титул был поделён с «Ботафого», «Сантосом» и «Васко да Гамой»). Однако партнёры по команде были недовольны высокой зарплатой новой звезды, который уже не мог постоянно играть в полную силу из-за травмированного колена, и к тому же злоупотреблял алкоголем. Спустя год Гарринча покинул команду. Одними из лучших в тот период в «Коринтиансе» были защитник Дитан и полузащитник Наир, купленный в «Португезе». В 1968 году «Коринтиансу» удалось «снять табу» — после 11-летней бызвыигрышной серии в личных встречах обыграть «Сантос» Пеле (2:0).
Первая половина 1970-х годов прошла под знаком постоянных поисков игроков, способных вернуть клубу чемпионские титулы. Некоторые из них закрепились в команде и принесли ей долгожданный трофей. В 1972 году на левом фланге «тимау» стал играть Владимир Родригес, выступавший за команду до 1985 года и ставший рекордсменом клуба по проведённым матчам. На правом фланге на протяжении 13 лет, с середины 1970 года, выступал Зе Мария, приобретённый у «Португезы». Почти столько же (в 1971—1981 гг.) за «тимау» выступал атакующий полузащитник Важиньо, перешедший из «Атлетико Минейро». Одним из игроков, причастных к исторической победе в Лиге Паулисте 1977 года, был Жералдо да Силва (Жералдан). Он выступал в первой половине 1970-х годов за «Ботафого» из Рибейран-Прету в связке с Сократесом. В 1979 году Жералдан и Сократес вновь стали играть вместе — уже за «Коринтианс».

#### «Вторжение на Маракану», новые трофеи (1976—1980)

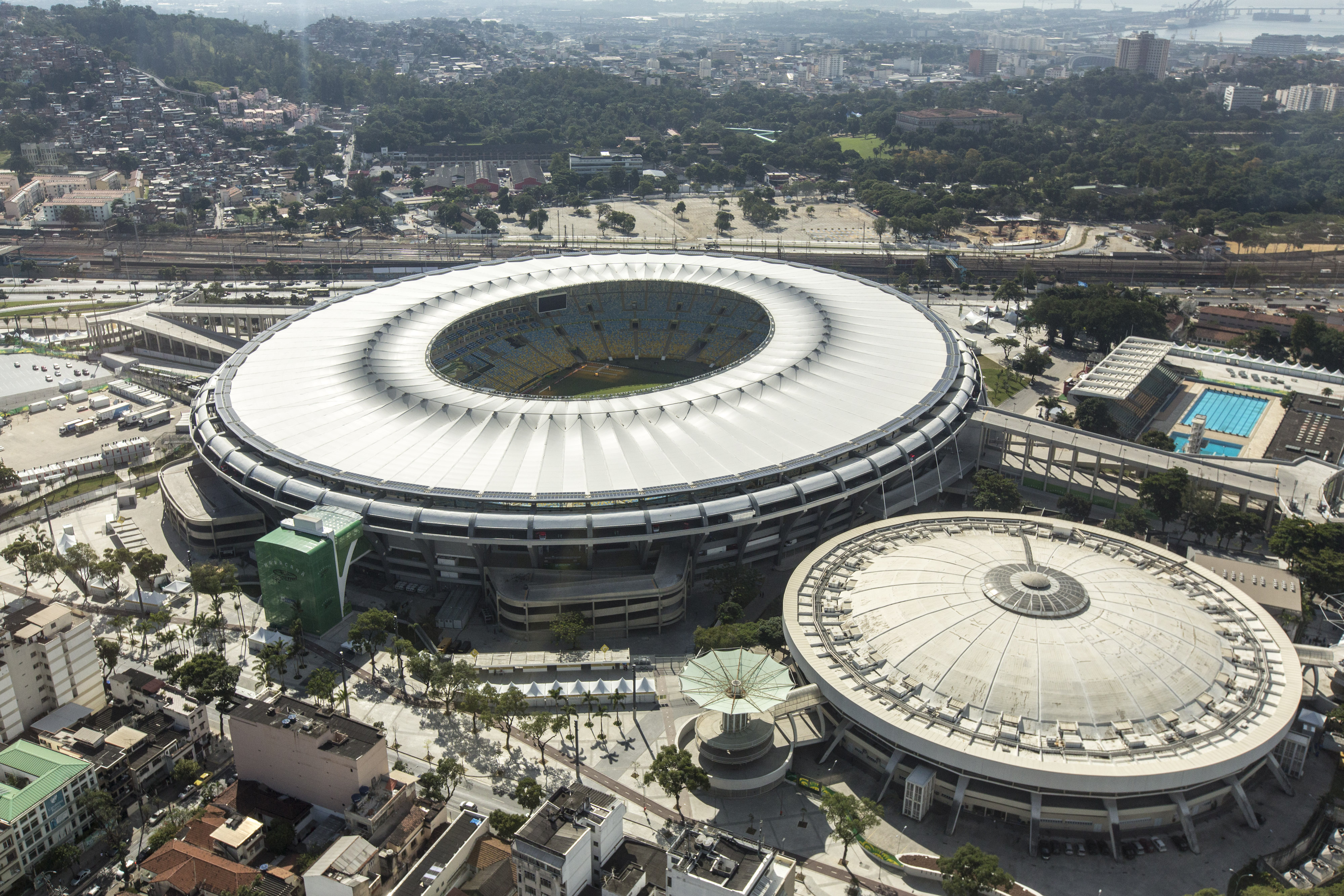
Стадион Маракана в 2013 году

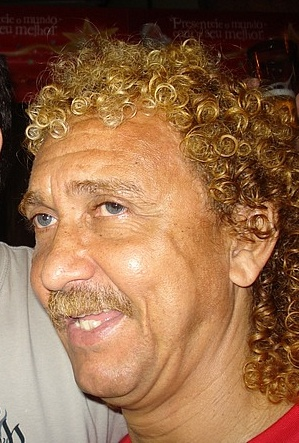
Биро-Биро

«Коринтианс» провёл в 1976 году одну из самых выдающихся кампаний в чемпионате Бразилии, которая, впрочем, вновь не принесла трофеев. В полуфинале первенства «чёрно-белые» встречались с «Флуминенсе», лидером которого был недавний кумир торсиды «тимау» Ривелино. Матч между этими командами вошёл в историю под названием «Вторжение коринтийцев на Маракану» (A invasão corintiana ao Maracanã) — чтобы посмотреть за игрой своих футболистов в Рио-де-Жанейро приехали 70 тысяч болельщиков «Коринтианса». Противостояние с «Флу» получилось очень тяжёлым, но в итоге команда из Сан-Паулу сумела одержать победу в серии пенальти.
Финальный матч проходил на Бейра-Рио, поскольку «Интернасьонал» был выше на предварительном этапе. На матче присутствовало не менее 12 тысяч болельщиков «Коринтианса» — могло быть больше, но руководство «Интера» ограничило число мест для болельщиков команды гостей. Игра прерывалась несколько раз, в том числе на 20 минут после того как главный арбитр Жозе Роберто Райт засчитал спорный второй мяч в ворота «тимау» в исполнении Валдомиро. Лишь слова капитана «Коринтианса» Зе Марии сумели убедить гостевую команду не покидать поле. «Коринтианс» в последние несколько минут доминировал на поле, но «Интер» выручал вратарь Манга, а также штанга, куда пришёлся удар Русо. В результате «Интернасьонал», ведомый Фалькао и Элиасом Фигероа стал трёхкратным чемпионом Бразилии, а «Коринтиансу» пришлось ждать титула до следующего года.
В начале 1977 года президент «Коринтианса» Висенте Матеус приобрёл у «Крузейро» из Белу-Оризонти за рекордную сумму в 7 млн крузейро нападающего Пальинью I. Он на некоторое время стал самым большим любимцем торсиды клуба. Менее чем через год после «Вторжения на Маракану» «тимау» сумел отпраздновать победу в первенстве штата и прервать серию из почти 23 лет без побед в главных официальных турнирах. После обмена гостевыми победами в финальных играх с «Понте-Претой» (на домашней игре на «Морумби» присутствовало более 146 тыс. болельщиков) на 13 октября была назначена решающая третья игра, победу в которой одержал «Коринтианс» 1:0 — благодаря единственному голу Базилио.
Перед началом 1978 года клуб приобрёл Сократеса у «Ботафого» (Рибейран-Прету), игрока, который впоследствии станет символом «Коринтианса» 1980-х годов. Ещё одним серьёзным укреплением стал Биро-Биро, выступавший за «чёрно-белых» до 1989 года. В 1979 году «тимау» вновь стали чемпионами штата Сан-Паулу, причём в финале в трёх матчах команде из Сан-Паулу опять противостояла сильная в конце 1970-х годов «Понте-Прета».

#### «Коринтианская демократия» (1981—1985)

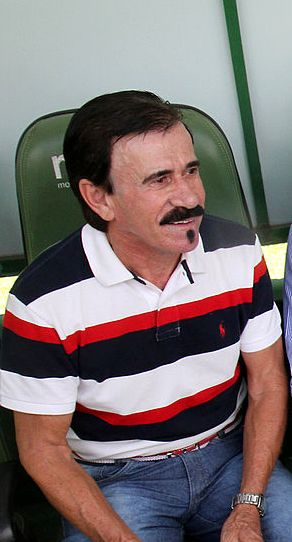
Один из идеологов «Коринтианской демократии» Зенон — в 2014 году
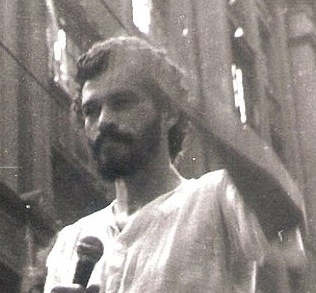
Сократес призывает правительство позволить бразильцам участвовать в выборах
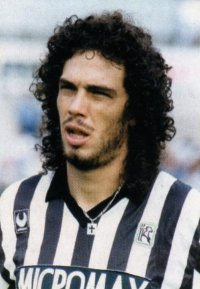
Валтер Казагранде

Наша команда жила, трудилась и играла гармонично. Каждый из нас имел одинаковые права, независимо от образования, цвета кожи, политических взглядов. Каждый мог высказывать свою точку зрения. Она обсуждалась, и, бывало, человек прощался с клубом по своему желанию. Знаменитый вратарь Леао некоторое время был у нас, но предпочёл возвратиться в «Палмейрас». Леао — сильная личность, но ему чужды демократические взгляды, и это мешало командной работе
— Сократес, 

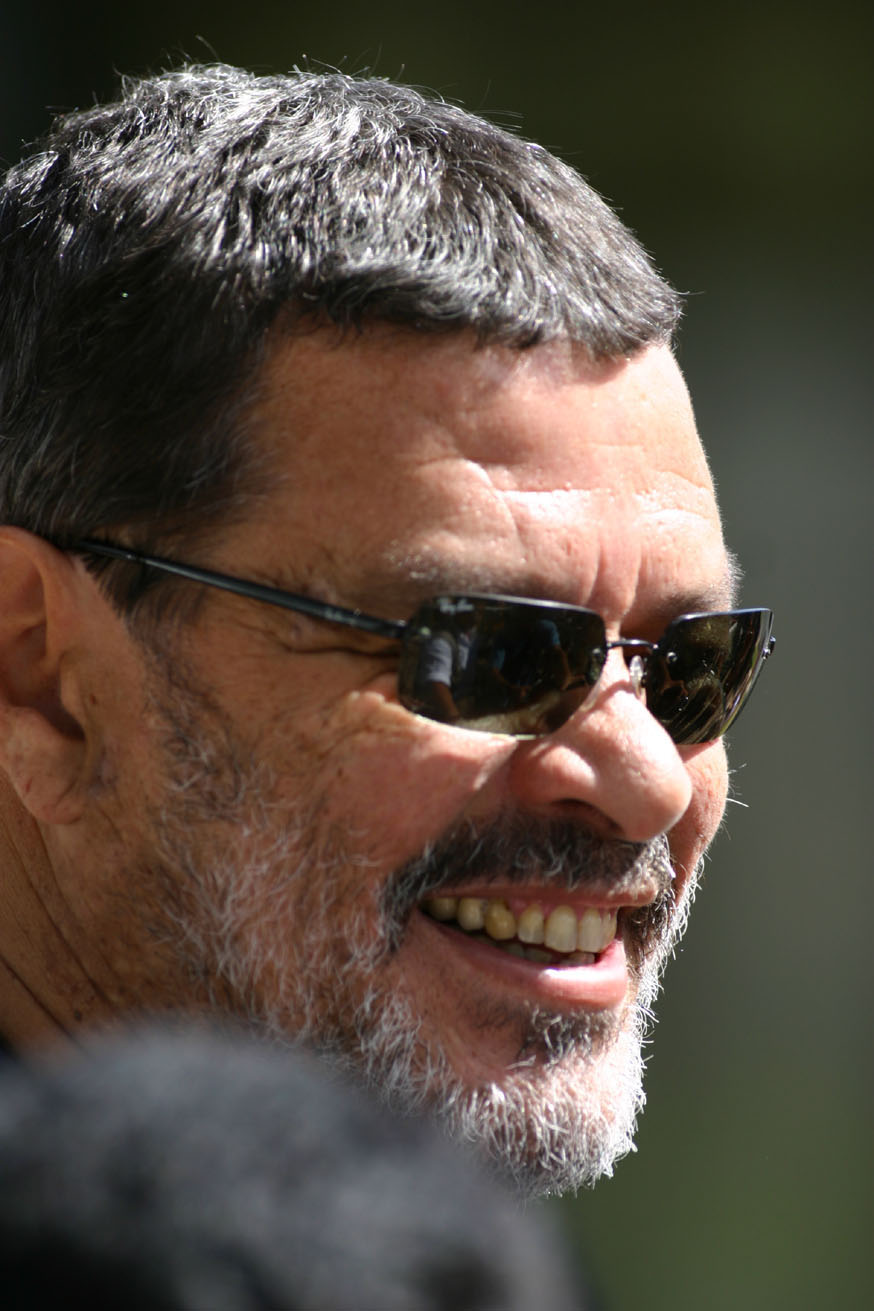
Сократес в 2005 году.

«Коринтианская демократия» («Демократия Коринтиана») — период в истории клуба с 1982 по 1984 год, когда все важные вопросы, такие как приём на работу, распределение доходов, право на употребление алкоголя в общественных местах, свобода выражения политических взглядов и т. д., решались путём равноправного голосования членов клуба. Голос технического работника, массажиста или физиотерапевта был равен голосу функционера из администрации клуба или звёздного игрока. Это создало своеобразное «самоуправление» команды, которое очень ярко контрастировало с диктаторским режимом, действовавшим тогда в Бразилии.
1981 год стал для «Коринтианса» неудачным — как в чемпионате штата, так и в чемпионате Бразилии. В апреле 1982 года вместо Висенте Матеуса новым президентом клуба стал Валдемар Пирес. Одними из самых авторитетных игроков у «чёрно-белых» были политически активные и тяготевшие к левым «народным» взглядам Сократес и Владимир Родригес, поэтому в «Коринтиансе» сложились предпосылки для демократических изменений. Это движение было достаточно неприятным для военного руководства страны.
Результатом внедрения политики «Коринтианской демократии» стало улучшение обстановки в команде, что отразилось и на спортивных результатах. «Коринтианс» дошёл до полуфинала чемпионата Бразилии 1982 года, а также выиграл Паулисту в 1982 и 1983 годах. Подбор исполнителей в команде также был на высоком уровне: Биро-Биро сыграл важную роль в победе в чемпионате штата 1982 года, забив решающий гол в ворота «Сан-Паулу», чемпион мира 1970 года Зе Мария завоевал свой последний титул чемпиона штата в 1983 году уже в качестве играющего тренера, Зенон и Сократес были «мозговым центром» в середине поля, надёжно играл опытнейший полузащитник Эдуардо. «Коринтианс» играл по тактической схеме 1-4-4-2, с полузащитой, выстроенной «ромбом» (Паулиньо — полузащитник оборонительного плана, по краям — Биро-Биро и Зенон, а также Сократес в качестве атакующего полузащитника). Пара нападающих выстраивалась необычным образом — Казагранде действовал постоянно на самом краю атака, в то время как Аталиба пребывал в «тени», как правило, чаще подключаясь с правого края. По бразильской традиции, фланговые защитники, то есть латерали, курсировали по всему флангу и тоже могли участвовать в атакующих действиях команды.
В период «самоуправления» клуб полностью избавился от долгов и даже получил чистую прибыль в размере 3 млн долларов США. В 1984 году «Коринтианская демократия» начала вытесняться из клуба. Сократес, один из главных идеологов этой политики, уехал играть в Италию, «бунтарь» Валтер Казагранде ушёл в аренду в стан принципиальных соперников — «Сан-Паулу», но самое главное — была подготовлена почва для возвращения «вечного» президента Висенте Матеуса, который проповедовал стиль управления, далёкий от идеалов «Коринтианской демократии». В итоге на выборах президента клуба, прошедших 1 апреля 1985 года, с минимальным перевесом победу над Монтейро Алвесом одержал союзник Матеуса, Роберто Паскуа.

#### Правление семейства Матеусов (1987—1993)

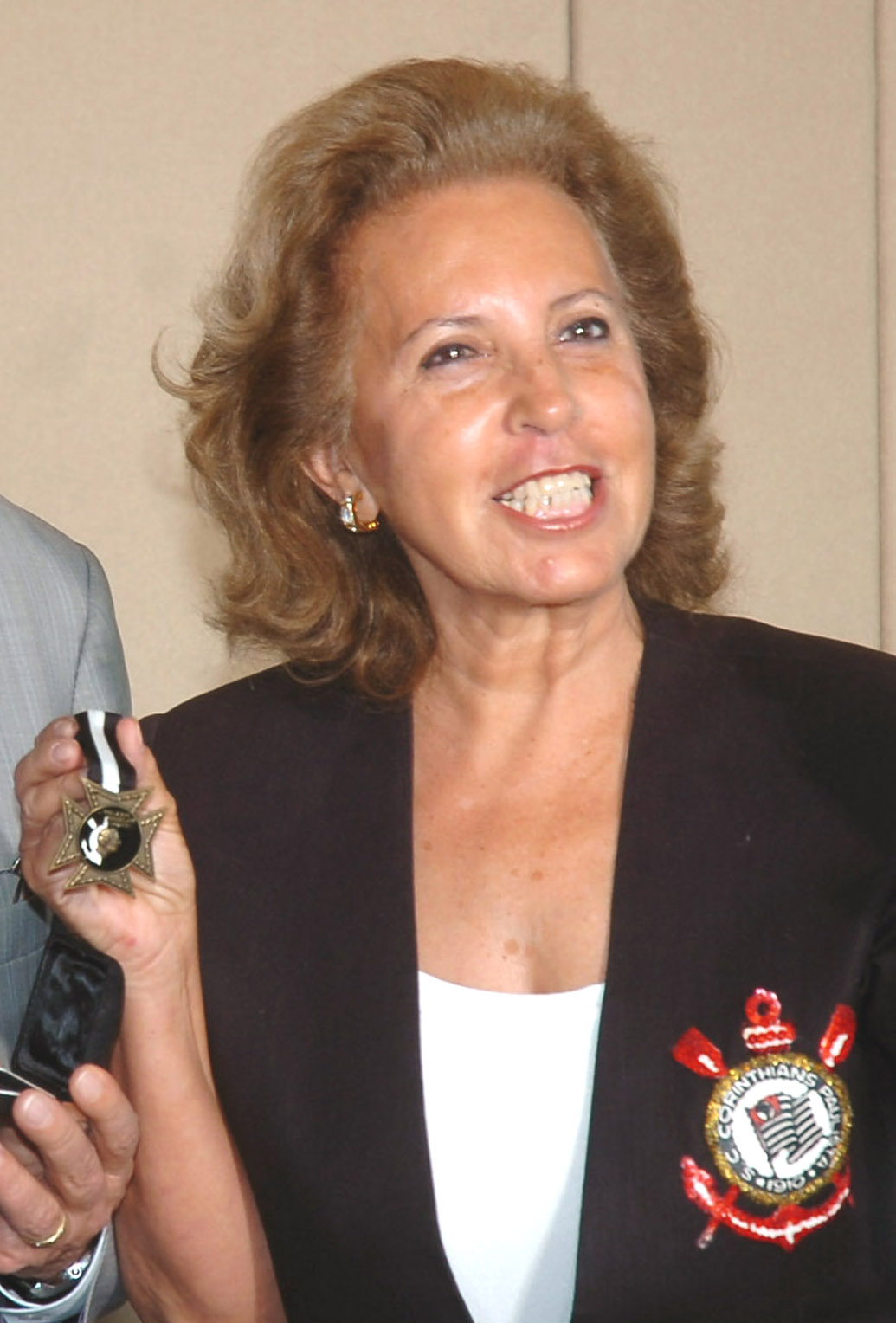
Марлене Матеус стала первой женщиной-президентом одного из сильнейших клубов Бразилии

После завершения эры «Коринтианской демократии» в клубе вернулись к прежнему, классическому стилю руководства. В 1987 году президентом в очередной раз стал Висенте Матеус, а уже в следующем году он смог отчитаться перед своими избирателями, поскольку команда впервые за пять лет сумела завоевать трофей, выиграв Лигу Паулисту, причём победа над «Гуарани» в финале стала юбилейной 20-й победой «тимау» в турнире.
В 1990 году «Коринтианс» сумел впервые в своей истории стать чемпионом Бразилии. Руководил командой Нелсиньо Баптиста, в 1970-е годы игравший за «Сан-Паулу» и «Сантос», и начавший тренерскую карьеру лишь в 1985 году. В регулярном турнире «Коринтианс» финишировал на четвёртом месте, впрочем, у команд, занявших места с третье по седьмое, было одинаковое количество очков — по 22, а у лидера «Гремио» — 25. В четвертьфинале «мушкетёры» обыграли «Атлетико Минейро», которые финишировали вторыми в регулярном сезоне, благодаря победе 2:1 и ничьей 0:0. В полуфинале с абсолютно идентичным показателем была пройдена «Баия», чемпион страны 1988 года. Три из четырёх голов, забитых «Коринтиансом» в этих четырёх матчах, записал на свой счёт полузащитник Жозе Нето, ещё один гол забил Пауло Родригес. Обе финальные игры прошли на стадионе «Сан-Паулу» «Морумби». В формально гостевом матче, состоявшемся 13 декабря, «Коринтианс» выиграл благодаря единственному голу Вилсона Мано. В ответной игре, прошедшей 16 декабря, в составе «Коринтианса» выделялись Нето, вратарь Роналдо, а также пара полузащитников Марсио Битенкорт и Вилсон Мано, постоянно нагнетавшие напряжение в обороне звёздного состава «Сан-Паулу», который спустя пару сезонов станет сильнейшим клубом мира. «Коринтианс» был сильнее и в ответной игре, одержав победу за счёт гола Тупанзиньо II, забитого на 54-й минуте встречи.
Чемпионскую схему игры «Коринтианса» можно описать тактическим построением 1-4-2-3-1. В полузащите Вилсон Мано и Марсио больше отвечали за переход из обороны в атаку, по краям располагались Мауро и Фабиньо, а атакующий полузащитник Нето, помогавший Тупанзиньо, настолько часто выполнял роль оттянутого форварда, что тактику команды можно было охарактеризовать и как игру с двумя форвардами.
В начале 1991 года «Коринтианс» стал победителем второго розыгрыша Суперкубка Бразилии, абсолютно непопулярного в стране турнира, который после 1992 года больше не проводился. Этот титул стал «лебединой песней» для Висенте Матеуса. Из Кубка Либертадорес 1991, в котором команда выступила во второй раз в своей истории, «Коринтианс» вылетел на стадии 1/8 финала, не сумев справиться с более опытной «Бокой Хуниорс» (игры завершились со счётом 1:3 и 1:1).
После того как стало понятно, что Висенте Матеус больше не получит возможности баллотироваться на пост президента «Коринтианса» в 1991 году, он выдвинул свою супругу Марлене в качестве преемника. Марлене выиграла выборы с 2119 голосами избирателей и стала первой женщиной, возглавившей в качестве президента один из ведущих бразильских клубов. За время её правления команда не сумела добиться серьёзных успехов на спортивной арене (лучший результат — третье место в Серии A 1993 года, а также второе место в Лиге Паулисте того же года), что дало козыри в борьбе за пост предпринимателю ливанского происхождения Алберто Дуалибу.

#### Начало эры Дуалиба, клубные чемпионы мира (1993—2000)

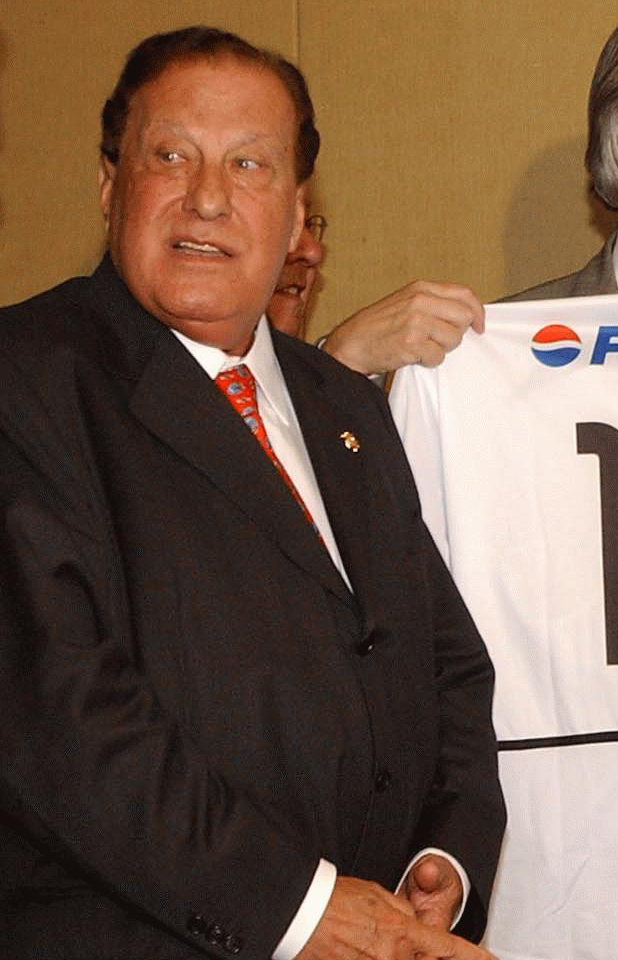
Алберто Дуалиб

Во второй половине 1990-х годов команда вновь выдвинулась на лидирующие позиции в футболе Бразилии. Первые титулы к команде Дуалиба пришли в 1995 году. «Коринтианс» впервые в своей истории завоевал Кубок Бразилии, причём в ходе турнира не проиграл ни одного матча (все стадии турнира проходят в двухматчевом противостоянии). В финальных играх «тимау» обыграли обладателя Кубка Либертадорес 1995 года «Гремио». «Паулистас» были сильнее в обоих матчах — дома 2:1 (голы на счету Виолы и Марселиньо Кариоки) в гостях 1:0 (единственный гол забил Марселиньо Кариока). Также в 1995 году «Коринтианс» одержал очередную победу в Лиге Паулисте.
В январе 1997 года Дуалиб заключил спонсорское соглашение с банком Excel, который выделил на укрепление состава около 16,5 млн реалов. Громким приобретением стал переход из «Ботафого» Тулио, отправившего за пару сезонов в ворота соперников около 100 мячей. Вначале Тулио оправдывал возложенные на него надежды, став лучшим бомбардиром своей команды в победной Лиге Паулисте 1997 года. Он начал в основе и чемпионат Бразилии, но травма помешала развитию карьеры нападающего в «Коринтиансе». Тренер Нелсиньо Баптиста принял решение изменить тактическую схему и вместо ярко выраженного форварда до конца первенства атака «тимау» представляла собой сдвоенный центр из Донизете и Мирандиньи, в то время как Тулио отводилась участь игрока, выходящего на замену. В итоге звёздный форвард был вынужден вернуться в «Ботафого». Благодаря контракту с Excel «Коринтианс» приобрёл ещё несколько будущих лидеров — защитника Антонио Карлоса, полузащитника Фредди Ринкона, а также нападающего Эдилсона.
Инвестиции в игроков начали себя оправдывать в 1998 году, когда во главе тренерского штаба встал Вандерлей Лушембурго. Он привёл с собой несколько сильных игроков — парагвайца Карлоса Гамарру, бразильцев Вампету и Рикардиньо, вернул из «Валенсии» Марселиньо Кариоку.
Команда довольно быстро сыгралась и без проблем выиграла второй титул чемпионов Бразилии. «Коринтианс» финишировал на первом месте в регулярном чемпионате, набрав в 23 турах 46 очков и лишь на одно опередив «Палмейрас». Плей-офф проводился из трёх матчей. В четвертьфинале «тимау» в первой домашней игре уступил дома со счётом 0:2, но два раза обыграл «Гремио» в гостевом и втором домашнем матче — по 1:0, пройдя в следующую стадию. В полуфинальном противостоянии с «Сантосом» исход противостояния решила лучшая разница забитых мячей. Дома «рыбы» победили со счётом 2:1 (гол у гостей забил Карлос Гамарра), а на «Пакаэмбу» 6 декабря «Коринтианс» оказался сильнее 2:0 (голы на счету Марселиньо Кариоки и Эдилсона). В третьей игре команды сыграли вничью 1:1 (у «Коринтианса» отличился Эдилсон).
В финале «Коринтианс» вновь на правах победителя предварительной стадии получил право провести две из трёх игр дома. Соперником стал «Крузейро», занявший в турнирной таблице Бразилейро лишь седьмое место, но имеющий опыт недавней победы в Кубке Либертадорес 1997 года. Первую игру «лисы» проводили на стадионе «Минейран». «Крузейро» успешно начал встречу, его игроки Мюллер и Валдо Фильо сделали счёт 2:0 уже к середине матча. Но выход на замену Динея перевернул ход встречи. На 53-й минуте он сравнял счёт, а спустя три минуты поучаствовал в атаке, успешно завершённой Марселиньо — 2:2. Во второй игре Марселиньо опять с передачи Динея открыл счёт, но «Крузейро» сумел свести результат к ничьей. Решающая встреча состоялась 23 декабря. За «Коринтианс» во втором тайме отличились Эдилсон и Марселиньо, забивший с передачи в очередной раз вышедшего на замену Динея — 2:0.
Во второй половине 1998 года стало известно о банкротстве банка Excel — его приобрела испанская банковская группа BBVA. Дуалибу удалось уговорить испанцев продолжить финансирование «Коринтианса» в рамках заключённого договора, но на большее новые владельцы банка Excel не пошли и руководству клуба пришлось искать новых спонсоров. Им стала американская финансовая группа Hicks, Muse, Tate & Furst (HMTF), ныне известная как HM Capital Partners.

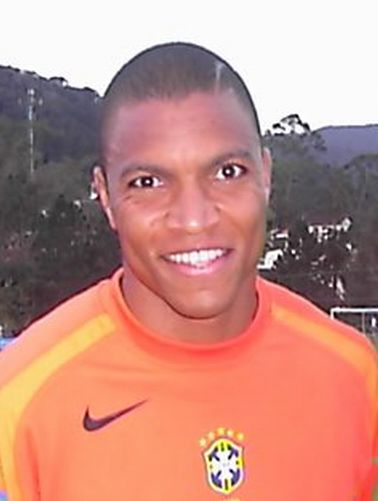
Чемпион мира 2002 года вратарь Дида
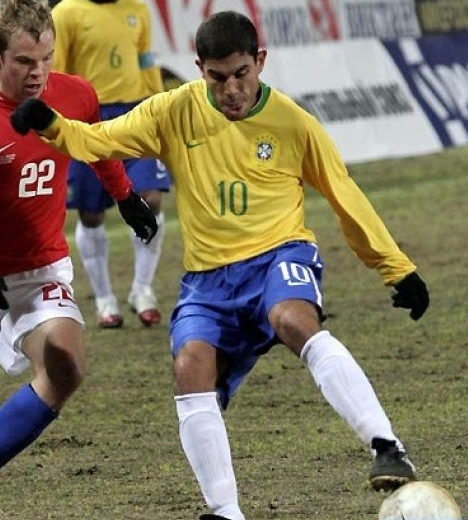
Чемпион мира 2002 года Рикардиньо
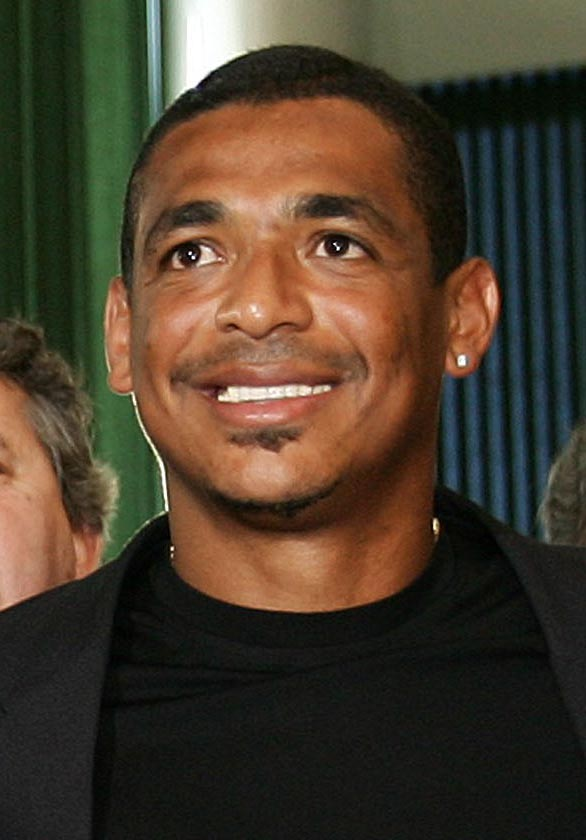
Чемпион мира 2002 года Вампета
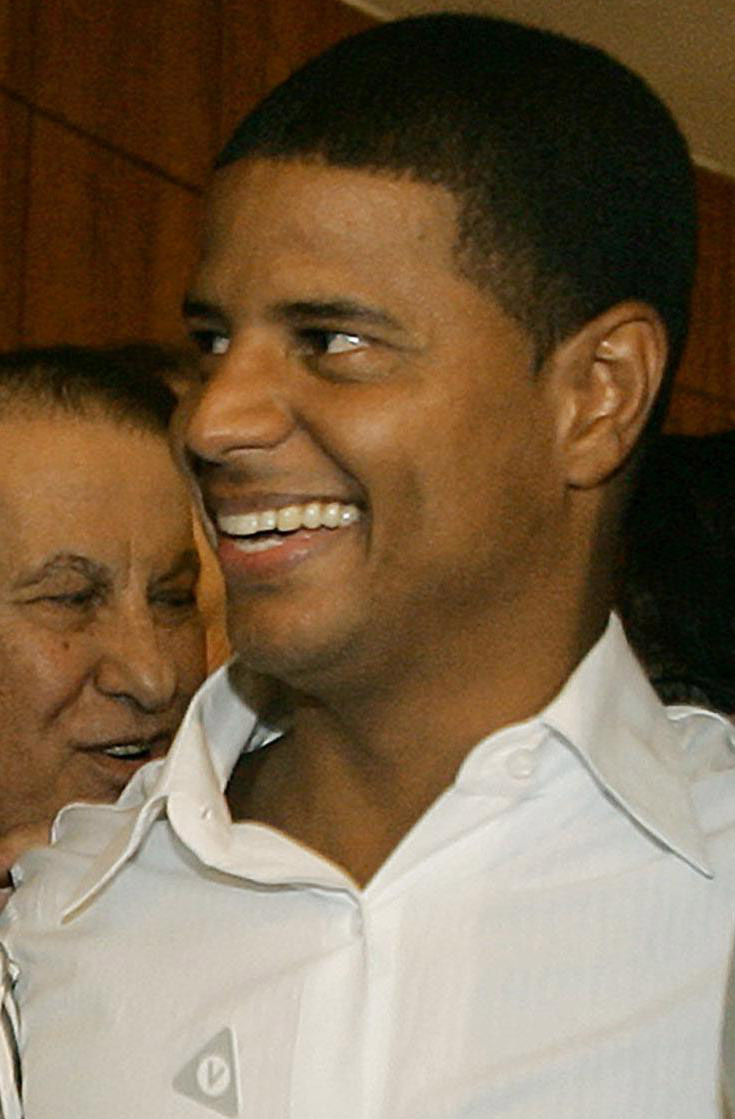
Марселиньо Кариока дебютировал за «Коринтианс» в 1994 году, а последнюю игру провёл в 2006

Лушембурго, благодаря успеху 1998 года, был приглашён на пост главного тренера сборной Бразилии, с которой выиграл Кубок Америки 1999. Контракт с новыми спонсорами позволил стабилизировать финансовое положение клуба и приобрести перед сезоном 1999 года новых звёзд (Диду, Луизана, Фернандо Баиано) Ещё более укрепившийся «Коринтианс» под руководством Освалдо де Оливейры во второй раз подряд стал чемпионом Бразилии. Как и годом ранее, «тимау» завершил групповой этап на первом месте, а в финале обыграл команду, которая была седьмой на первой стадии, на этот раз это был «Атлетико Минейро». В четвертьфинале «Коринтианс» в трёх матчах (0:0, 2:0, 1:1) обыграл «Гуарани» из Кампинаса. Первый финальный матч состоялся 12 декабря на «Минейране» и завершился победой хозяев поля со счётом 3:2. Все три мяча за «галос» забил лучший бомбардир чемпионата Гильерме, причём он открыл счёт уже на 15-й секунде встречи. В составе «тимау» отличились Вампета и Луизан. Последний также отметился дублем в ответной встрече на «Пакаэмбу», в которой «Коринтианс» 19 декабря взял реванш со счётом 2:0. Ничья в третьем матче 0:0, прошедшем 22 декабря, сделала чемпионом «Коринтианс».
В том же году «мушкетёры» победили и в Лиге Паулисте.
Благодаря победе в чемпионате Бразилии «Коринтианс» получил право представлять страну-организатора первого в истории клубного чемпионата мира, организованного ФИФА и прошедшего в Сан-Паулу и Рио-де-Жанейро. Южную Америку в турнире представлял победитель Кубка Либертадорес 1998 года «Васко да Гама». Обе бразильские команды выиграли свои группы, причём «Коринтианс» оказался в турнирной таблице выше мадридского «Реала» благодаря лучшей разнице забитых и пропущенных мячей. Очное противостояние с испанским клубом завершилось со счётом 2:2 — по дублю у команд оформили Николя Анелька («Реал») и Эдилсон («Коринтианс»). В финальном матче на «Маракане» «Коринтианс» в серии пенальти со счётом 4:3 обыграл «Васко», в составе которого блистали Ромарио и Эдмундо, и стал первым клубным чемпионом мира под эгидой ФИФА. Лучшим игроком чемпионата был признан Эдилсон.
| Коринтианс                                         | 0:0   | Васко да Гама                                         |
| -------------------------------------------------- | ----- | ----------------------------------------------------- |
|                                                    | Отчёт |                                                       |
| Пенальти                                           |       |                                                       |
| Ринкон · Баияно · Луизан · Эду Гаспар · Марселиньо | 4:3   | Ромарио · Алекс Оливейра · Жилберто · Виола · Эдмундо |

| Коринтианс | Васко да Гама |

| Коринтианс:         |    |                 |                 |     |
|                     |    |                 |                 |     |
| Вр                  | 1  | Дида            |                 |     |
| Защ                 | 2  | Индио           | 97'             |     |
| Защ                 | 3  | Адилсон Батиста | 75'             |     |
| Защ                 | 16 | Фабио Лусиано   |                 |     |
| Защ                 | 6  | Клебер          |                 |     |
| Защ                 | 5  | Вампета         | 91'             |     |
| ПЗ                  | 8  | Фредди Ринкон   | Капитан команды | 43' |
| ПЗ                  | 7  | Марселиньо      |                 |     |
| ПЗ                  | 11 | Рикардиньо      | 61'             |     |
| ПЗ                  | 10 | Эдилсон         | 113'            |     |
| Нап                 | 9  | Луизан          | 113'            |     |
| Запасные:           |    |                 |                 |     |
| ПЗ                  | 20 | Эду Гаспар      | 45'             |     |
| Нап                 | 23 | Жилмар Фиба     | 91'             |     |
| Нап                 | 17 | Фернандо Баияно | 113'            |     |
| Главный тренер:     |    |                 |                 |     |
| Освалдо де Оливейра |    |                 |                 |     |

| Васко да Гама:  |    |                      |                 |      |
|                 |    |                      |                 |      |
| Вр              | 12 | Элтон                |                 |      |
| Защ             | 15 | Пауло Миранда        | 54'             |      |
| Защ             | 3  | Одван                |                 |      |
| Защ             | 4  | Мауро Галван         |                 |      |
| Защ             | 13 | Жилберто             |                 |      |
| ПЗ              | 5  | Амарал               | 33'             |      |
| ПЗ              | 8  | Жуниньо Пернамбукано | 96'             |      |
| ПЗ              | 6  | Фелипе               | 102'            |      |
| ПЗ              | 9  | Рамон                | 16'             | 111' |
| Нап             | 10 | Эдмундо              | Капитан команды | 98'  |
| Нап             | 11 | Ромарио              |                 |      |
| Запасные:       |    |                      |                 |      |
| Защ             | 19 | Виола                | 96'             |      |
| ПЗ              | 23 | Алекс Оливейра       | 102'            |      |
| Нап             | 7  | Донизете             | 111'            |      |
| Главный тренер: |    |                      |                 |      |
| Антонио Лопес   |    |                      |                 |      |

| Помощники главного арбитра: Йенс Ларсен Фернандо Креши Четвёртый судья: Вильям Maттус | Правила матча - 90 минут. - 30 минут дополнительного времени при необходимости. - Серия послематчевых пенальти, если счет остался равным. - 12 запасных. - Максимальное число замен — 3. |

В том же 2000 году «Коринтианс» впервые в своей истории дошёл до полуфинала Кубка Либертадорес. Команда финишировала на первом месте в своей группе, а в плей-офф выбила сначала «Росарио Сентраль», а затем «Атлетико Минейро». В непримиримом противостоянии с «Палмейрасом», защищавшим свой титул 1999 года, победителя удалось определить лишь в серии пенальти, где удача была на стороне «зеленейших». Истощённый борьбой на международной арене, «Коринтианс» провалил вторую половину 2000 года, в ходе которой состоялся Кубок Жоао Авеланжа, заменивший в том сезоне чемпионат Бразилии. Команда финишировала только на предпоследнем месте «Синего модуля», состоявшего из 25 «элитарных» клубов.
Под руководством нескольких тренеров «Коринтианс» в конце 1990-х в основном действовал по тактический схеме 1-4-3-3. На примере команды 2000 года эту схему можно пояснить следующим образом: латерали Клебер и Индио постоянно участвовали в атакующих действиях команды, а ближе к Диде постоянно находились лишь два защитника — Адилсон и Лусиано. Опорный полузащитник Ринкон был связующим звеном с линией обороны, а Вампета и Рикардиньо отвечали за созидание. Классическими форвардами выступали Эдилсон и Луизан, в то время как Марселиньо Кариока был «свободным художником».

### XXI век

#### Переходные годы (2001—2003)

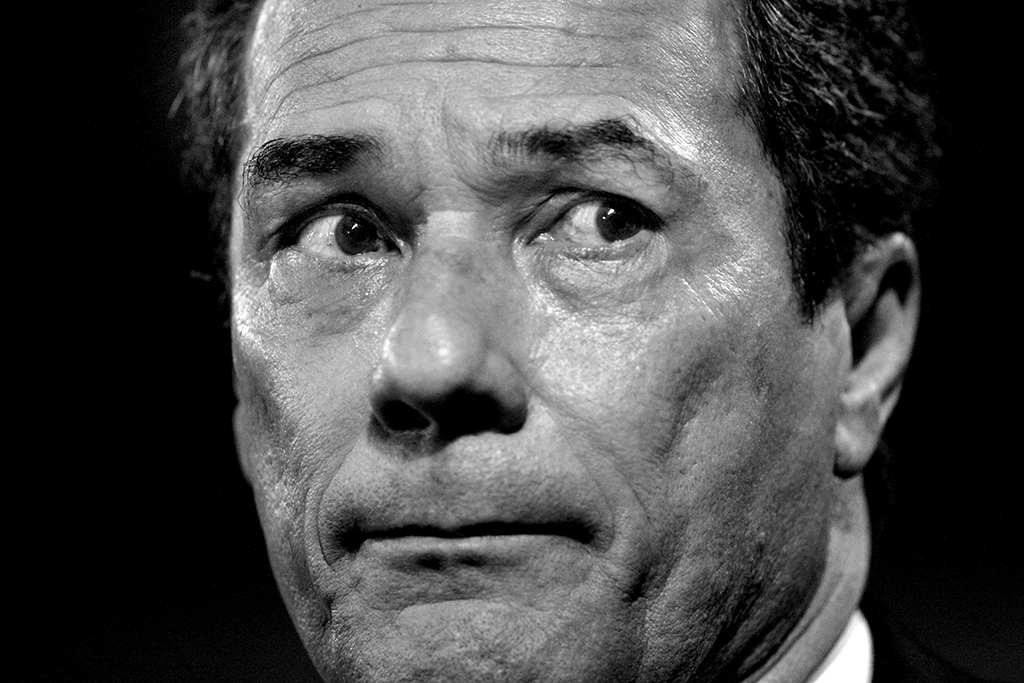
Вандерлей Лушембурго возглавлял «Коринтианс» в 1998—1999 и 2001—2002 годах.

В начале XXI века «Коринтианс» покинули некоторые лидеры, а также тренер Освалдо Оливейра. Новый наставник, тренер чемпионов мира 1994 года Карлос Алберто Паррейра, сумел привести команду к победе в Лиге Паулисте 2001 года. Вторую половину 2001 года команда провела неоднозначно. В июне «тимау» уступили в финале Кубка Бразилии «Гремио» (2:2 в Порту-Алегри, 1:3 на Морумби). В последнем розыгрыше Кубка Меркосур команда дошла до полуфинала, где уступила с общим счётом 3:5 (2:1; 1:4) будущему победителю аргентинскому «Сан-Лоренсо». В чемпионате Бразилии «Коринтианс» финишировал на 18 месте из 28 команд.
В 2002 году «Коринтианс» во второй раз в своей истории завоевал Кубок Бразилии, победив «Бразильенсе» в финале (2:1; 1:1), причём все три мяча за «алвинегрос» в решающих играх забил Дейвид. Эта победа стала последней для HTMF в качестве спонсора бразильской команды. Затем «тимау» сумели дойти до финала чемпионата Бразилии, где уступили «Сантосу», впервые ставшему победителем Серии A. Кроме того, в 2002 году «Коринтианс» стал победителем Турнира Рио-Сан-Паулу, одолев в финале «Сан-Паулу» (3:2; 1:1) — в последний раз «мушкетёрам» этот трофей покорялся ещё в 1966 году совместно с ещё тремя командами. Розыгрыш 2002 года стал последним в истории этого турнира.
В 2003 году «Коринтианс» завоевал свой 25-й титул чемпиона штата, но на этом успехи команды закончились почти на два года.

#### Период MSI, завершение правления Дуалиба (2004—2007)
Практически весь 2004 год в стане болельщиков клуба («фиэл») ходили слухи о приобретении «Коринтианса» международной инвестиционной группой Media Sports Investment (MSI), которую в Бразилии представлял британский бизнесмен иранского происхождения Киаваш (Киа) Джурабчиан. В ноябре сделка была официально оформлена, и в состав Совета директоров вошли двое представителей вновь образованной группы MSI. По условиям соглашения, MSI обязалась погасить долги «Коринтианса» (около 16 млн долларов) и инвестировать в клуб около 35 млн долларов, в обмен на это MSI могла рассчитывать на получение 51 % доходов клуба в следующие 10 лет. «Коринтианс» вскоре стал самым богатым клубом Южной Америки. С начала 2005 года в команду пришли аргентинские звёзды — Карлос Тевес (сумма трансфера составила 21,5 млн долларов), Хавьер Маскерано (13,4 млн долларов), Себастьян Домингес (2,5 млн долларов), а также местные игроки Марсело Матос (приобретён за 1,2 млн долларов), игроки сборной Бразилии Нилмар, Густаво Нери, Карлос Алберто и другие футболисты.
«Коринтианс» стал чемпионом Бразилии 2005 года в жёстком противостоянии с «Интернасьоналом» до самого последнего тура. В итоговое распределение мест в турнирной таблице вмешался судейский скандал, получивший название «Мафия свистков», и последовавшая за ним переигровка матчей, которые обслуживались главным участником махинаций — арбитром Эдилсоном Перейрой де Карвальо. Футбольная мафия работала именно с арбитрами, и последние пытались, по мере своих возможностей, предрешать исход поединков. Если не учитывать переигранные матчи, чемпионом Бразилии 2005 года становился бы не «Коринтианс», а «Интернасьонал» (это впоследствии признал сам Алберто Дуалиб), выигравший в следующем году первый в своей истории Кубок Либертадорес.
Что же касается «Коринтианса», которого представители прессы в 2005 году стали называть «галактикос» по аналогии с мадридским «Реалом», то клуб пережил болезненный вылет из этого турнира на стадии 1/8 финала от «Ривер Плейта» — аргентинская команда была сильнее в обоих матчах — 3:2 на «Монументале» и 3:1 на «Пакаэмбу», причём ответная встреча была прервана на 83-й минуте из-за беспорядков на трибунах. После второго гола Гонсало Игуаина (и третьего для аргентинцев) Джурабчиан спешно покинул трибуны стадиона в сопровождении Дуалиба и под ругательства фанатов клуба, которые попытались прорваться на поле и встретили отпор со стороны сотрудников полиции. Позже счёт 3:1 в пользу гостей КОНМЕБОЛ признала итоговым.
После вылета из главного континентального кубка отношения «фиэл» с ведущими игроками, а следовательно и с инвесторами, обострились. Торсида критиковала руководство клуба за то, что несмотря на инвестиции в более чем 150 млн реалов, команда продолжала терпеть неудачи в Кубке Либертадорес, который к тому моменту выигрывали и «Палмейрас», и «Сан-Паулу» (трижды), и «Сантос» (дважды). Кроме того, болельщики хотели, чтобы в клуб вернулся их кумир Марселиньо Кариока, символ успехов «Коринтианса» рубежа веков, но у него были плохие отношения с руководством.

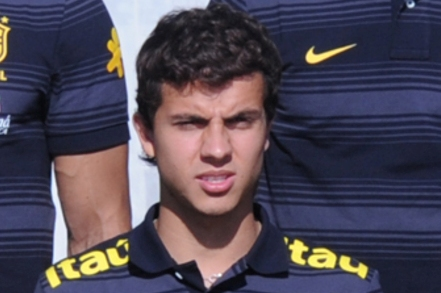
Нилмар выступал за «тиман» в 2005—2007 годах
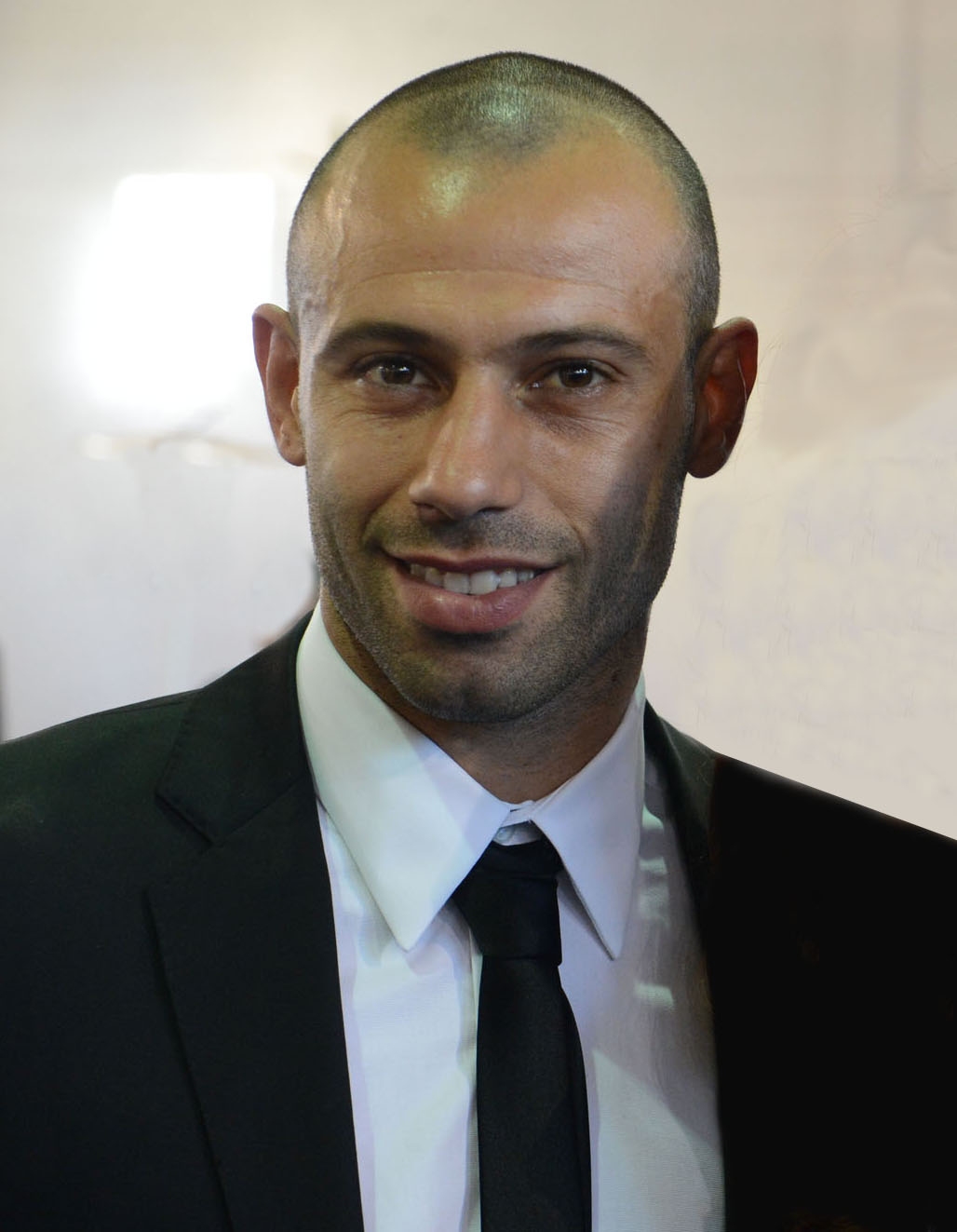
Полузащитник сборной Аргентины (2003—2018) Хавьер Маскерано
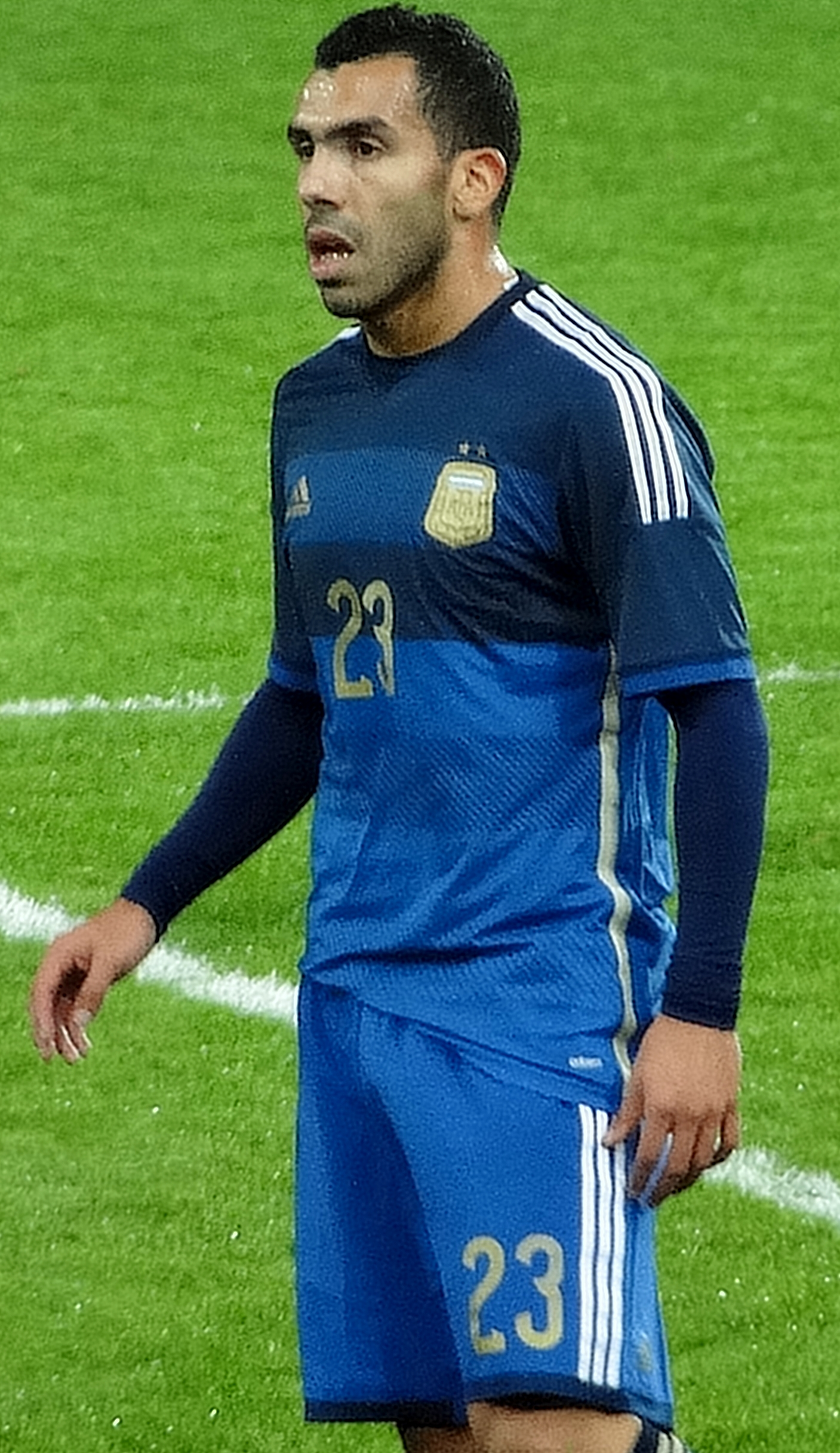
Карлос Тевес — нападающий сборной Аргентины в 2004—2015 годах

С декабря 2004 года в Бразилии началось расследование по поводу сделки MSI и Дуалиба. Согласно докладу Группы специального назначения по борьбе с организованной преступностью (GAECO) Прокуратуры штата Сан-Паулу, опубликованному в 2005 году, деньги в группу поступали, в первую очередь, со стороны российского олигарха Бориса Березовского, который на тот момент находился в Лондоне, скрываясь от российского правосудия, обвинявшего того в организации преступлений и мошенничестве, а также грузинского бизнесмена Бадри Патаркацишвили — владельца тбилисского «Динамо» и бывшего владельца российской газеты «Коммерсантъ». Операции по переводу денег для осуществления трансферов проводились при помощи компаний-однодневок типа Devetia Limited, Just Sport Limited, Global Soccer Agencies Limited и Mystere Services Limited зарегистрированных в офшорах на Британских Виргинских островах. GAECO сделала вывод о том, что трансферы MSI использовала для эффективного отмывания денег.
У нас достаточно улик, указывающих на то, что партнёрство MSI и «Коринтианса» используется для отмывания денег, большая часть которых получена от Бориса Березовского, чьей выдачи в связи с совершёнными преступлениями финансового характера требует Россия
— Рейналдо Гимарайнс Карнейро, Генеральный прокурор штата Сан-Паулу, 
Незадолго до закрытия трансферного окна в середине 2006 года футбольный мир «взорвала» новость о переходе Тевеса (в третий раз подряд признанного футболистом года в Южной Америке) и Маскерано из «Коринтианса» в лондонский клуб «Вест Хэм Юнайтед»; как выяснилось позднее, переход был осуществлён с нарушениями правил английской Премьер-лиги, которая запрещает клубам покупать футболистов, права на которых принадлежат третьим лицам, помимо клуба-продавца. Позднее и Тевес, и Маскерано перешли в более сильные клубы — «Манчестер Юнайтед» и «Ливерпуль» соответственно, благодаря чему MSI сумела заработать десятки миллионов долларов.
13 июля 2007 года Федеральный суд Бразилии принял постановление о выдаче ордера на арест Бориса Березовского, директоров компании MSI Киа Джурабчиана и Нояна Бедру, а также нескольких руководителей «Коринтианса» по обвинению в отмывании денег. Бразильские власти обратились в Интерпол с просьбой об аресте подозреваемых. Интерес к Бразилии у владельцев MSI иссяк, и 24 июля 2007 года Совет директоров «Коринтианса» единогласно принял решение о прекращении сотрудничества с международной группой. Почти через два месяца, 21 сентября, в отставку подал Алберто Дуалиб. В отношении него было возбуждено уголовное дело, но в 2014 году суд оправдал бывшего президента «Коринтианса», которому на тот момент исполнилось 94 года. По итогам 2007 года «Коринтианс» впервые в своей истории вылетел из бразильской Серии A.

#### Финансовое оздоровление (2007—2010)

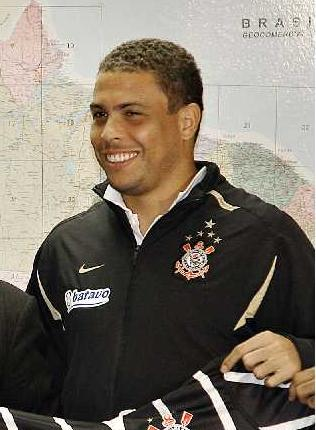
Роналдо завершил карьеру футболиста в «Коринтиансе».

По окончании Лиги Паулисты 2007 из команды ушла ещё одна группа игроков, появившихся в эпоху MSI — Рожер, Марсио Аморозо, Марсело Матос, Магран. Клуб не стал продлевать соглашение с Густаво Нери, который на правах аренды выступал в «Сарагосе», а также разорвал контракт с опытным Вампетой. Взамен «Коринтианс» укрепился рядом игроков из «Брагантино», который дошёл до полуфинала чемпионата штата 2007. Эмерсон Леао покинул тренерский пост, вместо него «тимау» возглавил Пауло Сезар Карпежиани, не имевший тренерской практики с 2004 года, и последний раз работавший на клубном уровне в 2001 году в «Крузейро». После крупного поражения 0:3 как раз от «Крузейро» в 21 туре чемпионата Бразилии Карпежиани подал в отставку. До сентября основой руководил тренер молодёжного состава «тимау» (2001—2012) Зе Аугусто, никогда ранее не работавший со взрослыми командами. В сентябре в команду вернулся Нелсиньо Баптиста, но и ему не удалось спасти «Коринтианс» от вылета. После ничьей с «Гремио» (1:1) 2 декабря «тимау» впервые в своей истории вылетели во второй дивизион.
После разрыва контракта с MSI и увольнения Дуалиба исполняющим обязанности президента клуба стал директор Клодомил Орси (работавший в «Коринтиансе» с 1951 года и занимавший эту должность с 1959 года), а чуть позже новым президентом был избран предприниматель испанского происхождения Андрес Санчес. С новой командой он начал реализацию кампании «Обновление и прозрачность» (Renovação e Tranparência), в рамках которой было запущено множество маркетинговых проектов. В конце 2007 года Санчесу удалось найти нового титульного спонсора. По соглашению со здравоохранительной компанией Medial Saúde «Коринтианс» получил в 2008 году 16,5 млн реалов (9,25 млн долларов по курсу декабря 2007). Это позволило начать процесс погашения 100-миллионного долга, образовавшегося у клуба в период MSI.
Главным тренером команды стал Мано Менезес, уже имевший опыт успешного переустройства бразильского суперклуба, вылетевшего в Серию B — в 2005 году он вернул «Гремио» в элиту. В чемпионате штата «Коринтианс» занял 5-е место, но очень успешно выступил в розыгрыше Кубка Бразилии 2008, дойдя до финала турнира, где уступил «Спорту» из Ресифи лишь за счёт меньшего количества голов, забитых на чужом поле (3:1; 0:2). В Серии B команда выступила с подавляющим преимуществом над соперниками, оформив возвращение в элиту за шесть туров до завершения первенства. «Мушкетёры» опередили занявшего второе место «Санту-Андре» на 17 очков.
В 2008 году сформировался костяк команды, многие из игроков, пришедших в «тимау» в том году, впоследствии сыграли решающую роль в победах как на внутренней, так и на международной арене — Андре Сантос, Кристиан Барони, Шикан, Алессандро, Дуглас дос Сантос. 17 декабря 2008 года «Коринтианс» подписал контракт с двукратным чемпионом мира Роналдо, вернувшимся в Бразилию после 14 лет выступлений в Европе.
«Коринтианс» стал чемпионом штата Сан-Паулу 2009 без единого поражения в ходе турнира. Роналдо (как и Шикан) забил восемь голов — в два раза меньше, чем лучший бомбардир Педран из «Гремио Баруэри», но именно эти голы принесли важнейшие результаты для «тимау». В первом финале с «Сантосом» дубль Роналдо принёс «Коринтиансу» гостевую победу 3:1; домашняя игра завершилась со счётом 1:1. Роналдо был признан лучшим игроком Лиги Паулисты 2009 года.
Победа в финале Кубка Бразилии 2009 над «Интернасьоналом» (2:0; 2:2, игры прошли 17 июня и 1 июля) позволила команде Мано Менезеса выполнить главную задачу на сезон — завоевать путёвку в Кубок Либертадорес 2010 — года столетия «Коринтианса». Вторую половину 2009 года «Коринтианс» провёл не столь уверенно, финишировав на 10 месте.
Год столетия «Коринтианс» встретил с очередным звёздным пополнением в лице чемпиона мира Роберто Карлоса. Руководство клуба делало большую ставку на успешном выступлении в Кубке Либертадорес, но вновь «тимау» эта вершина не покорилась — «Коринтианс» вылетел из турнира после поражения в 1/8 финала от «Фламенго», действовавшего на тот момент чемпиона Бразилии.
Успехи тренерского штаба «тимау» в построении командной игры были отмечены КБФ и 24 июля Мано Менезес стал главным тренером сборной Бразилии.
Излияния чувств болельщиков были искренними, и это имеет для меня очень большое значение. Нечасто тренер удостаивается такого. Кроме того, наши болельщики горды ещё и тем, что их тренер будет работать с главной командой страны. Думаю, что если оценить мою работу в клубе, то можно сказать, что я добился неплохих результатов.
— Мано Менезес, 
Травма Роналдо, которому к тому же и в здоровом состоянии постоянно приходилось бороться с лишним весом, а также уход Менезеса привели к тому, что «Коринтианс» растерял довольно много очков в ходе «Бразилейрау», а после домашнего поражения 10 октября от «Атлетико Гоияниенсе» (3:4) руководство уволило Адилсона Батисту. Спустя два тура на пост главного тренера был назначен Тите. Уже в первом матче под его руководством «Коринтианс» обыграл в дерби «Палмейрас» 1:0. До конца чемпионата «тимау» больше не проигрывал, заняв третье место в турнирной таблице и отстав от чемпиона, «Флуминенсе», лишь на три очка.

#### Новейшая история: Чемпионы Бразилии, Америки и мира, новый стадион (2011—н.в.)

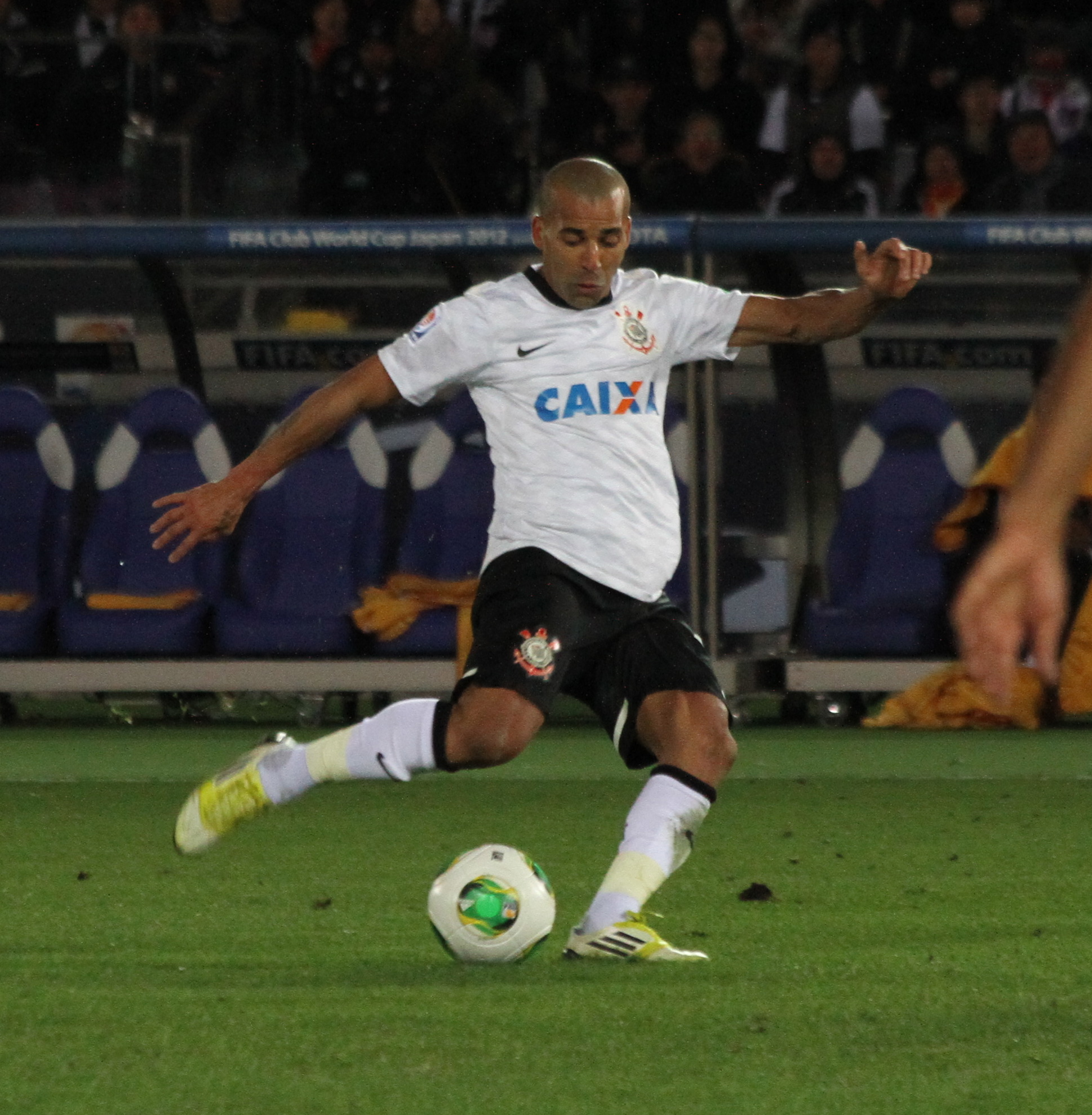
Эмерсон Шейх на КЧМ-2012.

2011 год «Коринтианс» начал крайне неудачно, уступив в предварительной стадии Кубка Либертадорес колумбийской «Депортес Толиме». Это стало причиной конфликта клубной торсиды со звёздами и резкого обновления состава — из-за конфликта с «фиэл» ушёл в «Анжи» Роберто Карлос, досрочно завершил профессиональную карьеру Роналдо. Коллектив пополнился такими игроками, как Лиедсон, Фабио Сантос, а в мае из московского «Спартака» перешёл Алекс Мескини.
Лучшим бомбардиром команды с 12 забитыми голами стал Лиедсон. Пятый титул «тимау» завоевали 4 декабря после нулевой ничьей в матче последнего тура против «Палмейраса». Игра началась с минуты молчания в память об ушедшем из жизни в тот же день Сократесе. Игроки «Коринтианса» повторили увековеченный в период «Демократии Коринтианы» жест Сократеса — поднятую вверх правую руку — призыв дать гражданам возможность голосовать.
Длительное время «Коринтианс» оставался единственным футбольным грандом Сан-Паулу, который не доходил до финалов крупнейших международных турниров. Участие в Клубном чемпионате мира 2000 года стало возможным только благодаря тому, что «тимау» был чемпионом страны-организатора. В 2012 году второй по популярности клуб Бразилии наконец сумел не только выйти в финал Кубка Либертадорес, но и выиграть его. Чемпионы Бразилии уступили на групповой стадии по количеству набранных очков среди всех участников лишь соотечественникам из «Флуминенсе». В 1/8 финала команда легко обыграла эквадорский «Эмелек» (0:0; 3:0). В 1/4 финала в упорной борьбе был обыгран обладатель Кубка Бразилии 2011 «Васко да Гама», с которым «тимау» боролись за чемпионство на финише прошлого чемпионата Бразилии (0:0; 1:0).
В полуфинале «Коринтианс» сумел в первой гостевой встрече обыграть действующего победителя турнира, «Сантос», за счёт единственного гола Эмерсона Шейха. В ответной встрече Неймар открыл счёт в конце первого тайма, но в начале второй половины Данило счёт сравнял. Этот счёт остался без изменений и «Коринтианс» сумел впервые в своей истории выйти в финал международных турниров под эгидой КОНМЕБОЛ.
Групповой этап (Группа 6)
- 16.02.2012 —  «Депортиво Тачира» — «Коринтианс»  — 1:1 («Полидепортиво де Пуэбло-Нуэво», Сан-Кристобаль). Гол: Ралф '90+4
- 08.03.2012 —  «Коринтианс» — «Насьональ»  — 2:0 («Пакаэмбу», Сан-Паулу). Голы: Данило '38, Жорже Энрике '67
- 15.03.2012 —  «Крус Асуль» — «Коринтианс»  — 0:0 («Асуль», Мехико).
- 22.03.2012 —  «Коринтианс» — «Крус Асуль»  — 1:0 («Пакаэмбу», Сан-Паулу). Гол: Данило '35
- 12.04.2012 —  «Насьональ» — «Коринтианс»  — 1:3 («Николас Леос», Асунсьон). Голы: Жорже Энрике '29, Эмерсон Шейх '52, Элтон Брандан '71
- 19.04.2012 —  «Коринтианс» — «Депортиво Тачира»  — 6:0 («Пакаэмбу», Сан-Паулу). Голы: Данило '17, Паулиньо '26, Жорже Энрике '62, Эмерсон Шейх '70, Лиедсон '72, Дуглас '83

1. «Коринтианс» — 13 очков
2. «Крус Асуль» — 12
3. «Насьональ» — 4
4. «Депортиво Тачира» — 3

1/8 финала
- 02.05.2012 —  «Эмелек» — «Коринтианс»  — 0:0 («Джордж Кэпвелл», Гуаякиль).
- 09.05.2012 —  «Коринтианс» — «Эмелек»  — 3:0 («Пакаэмбу», Сан-Паулу). Голы: Фабио Сантос '8, Паулиньо '66, Алекс Мескини '86

Четвертьфинал
- 17.05.2012 —  «Васко да Гама» — «Коринтианс»  — 0:0 («Сан-Жануарио», Рио-де-Жанейро).
- 24.07.2012 —  «Коринтианс» — «Васко да Гама»  — 1:0 («Пакаэмбу», Сан-Паулу). Гол: Паулиньо '18

Полуфинал
- 14.06.2012 —  «Сантос» — «Коринтианс»  — 0:1 («Вила Белмиро», Сантус). Гол: Эмерсон Шейх '28
- 21.06.2012 —  «Коринтианс» — «Сантос»  — 1:1 («Пакаэмбу», Сан-Паулу). Гол: Данило '48

Финал
- 27.06.2012 —  «Бока Хуниорс» — «Коринтианс»  — 1:1 («Бомбонера», Буэнос-Айрес). Гол: Ромариньо '85
- 04.07.2012 —  «Коринтианс» — «Бока Хуниорс»  — 2:2 («Пакаэмбу», Сан-Паулу). Голы: Эмерсон Шейх '54, '72

В финальных матчах бразильцы встретились с «Бокой Хуниорс», которая могла завоевать свой седьмой трофей и сравняться с рекордом «Индепендьенте». Матч в Буэнос-Айресе 27 июня на «Бомбонере» завершился вничью 1:1. Счёт открыл Факундо Ронкалья, а на 85-й минуте гол забил вышедший на замену за две минуты до того нападающий «тимау» 21-летний Ромариньо. Это была первая (и единственная) игра Ромариньо в турнире, и дебют в международных соревнованиях, причём гол он забил первым же касанием мяча.
В ответной встрече 4 июля первый тайм прошёл в равной борьбе, а на 54-й минуте лучший игрок матча Эмерсон Шейх забил гол. После подачи штрафного удара Данило сумел пяткой отдать пас на находившегося на грани офсайда Эмерсона и тот переиграл вратаря «Боки» Себастьяна Сосу. На 72-й минуте ошибся защитник гостей Роландо Скьяви и Эмерсон, пробежавший половину поля, вышел один на один с вратарём и вновь забил гол, ставший для нападающего пятым в турнире. Таким образом, «Коринтианс» завоевал свой первый Кубок Либертадорес (и первый трофей под эгидой КОНМЕБОЛ), завершив турнир, не потерпев ни одного поражения. Команда получила путёвку на Клубный чемпионат мира.
Финал Кубка Либертадорес 2012:
Первый матч
| 27 июня 2012 21:55   | \| Бока Хуниорс \| 1:1 (отчёт) \| Коринтианс \| \| Факундо Ронкалья 73′ \| Голы \| Ромариньо 85′ \| | Бомбонера Буэнос-Айрес, Аргентина Зрителей: 57 400 Судья: Энрике Оссес |
| Бока Хуниорс         | 1:1 (отчёт)                                                                                         | Коринтианс                                                             |
| Факундо Ронкалья 73′ | Голы                                                                                                | Ромариньо 85′                                                          |

|         | Агустин Орион           | 1  | В |
|         | Матиас Каруссо          | 6  | З |
| 19' 73′ | Факундо Ронкалья        | 23 | З |
|         | Роландо Скьяви          | 2  | З |
|         | Клементе Родригес       | 3  | З |
| 42'     | Хуан Роман Рикельме (к) | 10 | З |
|         | Леандро Сомоса          | 18 | П |
| 82'     | Пабло Ледесма           | 16 | П |
|         | Вальтер Эрвити          | 11 | П |
| 87'     | Пабло Моуче             | 7  | Н |
| 85'     | Сантьяго Сильва         | 19 | Н |
|         | Запасные:               |    |   |
|         | Себастьян Соса          | 13 | В |
|         | Гастон Сауро            | 14 | З |
|         | Хуан Санчес Миньо       | 5  | П |
| 82'     | Диего Риверо            | 8  | П |
|         | Кристиан Чавес          | 21 | П |
| 82'     | Дарио Цвитанич          | 20 | Н |
| 56'     | Лукас Вьятри            | 24 | Н |
|         | Тренер:                 |    |   |
|         | Хулио Сесар Фальсьони   |    |   |

| В | 24 | Касио          |         |
| З | 6  | Фабио Сантос   | 87'     |
| З | 3  | Шикан          | 74'     |
| З | 2  | Алессандро (к) |         |
| З | 4  | Леандро Кастан |         |
| П | 20 | Данило         | 83'     |
| П | 12 | Алекс          | 90+2'   |
| П | 8  | Паулиньо       |         |
| П | 5  | Ралф           |         |
| Н | 23 | Жорже Энрике   | 39'     |
| Н | 11 | Эмерсон Шейх   |         |
|   |    | Запасные:      |         |
| В | 1  | Жулио Сезар    |         |
| З | 10 | Маркиньос      |         |
| З | 18 | Велдиньо       |         |
| З | 25 | Уоллас         | 90+2'   |
| П | 15 | Дуглас         |         |
| Н | 9  | Лиедсон        | 39'     |
| Н | 21 | Ромариньо      | 83' 85′ |
|   |    | Тренер:        |         |
|   |    | Тите           |         |

Помощники судьи:
 Франсиско Мондрия
 Карлос Астроса
Четвёртый арбитр:
 Патрисио Полич
Второй матч
| 4 июля 2012 21:55     | \| Коринтианс \| 2:0 (отчёт) \| Бока Хуниорс \| \| Эмерсон Шейх 54′, 72′ \| Голы \| \| | Пакаэмбу Сан-Паулу, Бразилия Зрителей: 37 400 Судья: Вильмар Рольдан |
| Коринтианс            | 2:0 (отчёт)                                                                            | Бока Хуниорс                                                         |
| Эмерсон Шейх 54′, 72′ | Голы                                                                                   |                                                                      |

|               | Касио          | 24 | В |
|               | Фабио Сантос   | 6  | З |
| 5'            | Шикан          | 3  | З |
|               | Алессандро (к) | 2  | З |
| 71'           | Леандро Кастан | 4  | З |
|               | Данило         | 20 | П |
| 89'           | Алекс          | 12 | П |
|               | Паулиньо       | 8  | П |
|               | Ралф           | 5  | П |
| 58' 90+2'     | Жорже Энрике   | 23 | Н |
| 54′ 72′ 90+1' | Эмерсон Шейх   | 11 | Н |
|               | Запасные:      |    |   |
|               | Жулио Сезар    | 1  | В |
|               | Маркиньос      | 10 | З |
|               | Рамон          | 16 | З |
| 90+2'         | Уоллас         | 25 | З |
| 89'           | Дуглас         | 15 | П |
| 90+1'         | Лиедсон        | 9  | Н |
|               | Ромариньо      | 21 | Н |
|               | Тренер:        |    |   |
|               | Тите           |    |   |

| В | 1  | Агустин Орион           | 33'    |
| З | 6  | Матиас Каруссо          | 55'    |
| З | 2  | Роландо Скьяви          | 52'    |
| З | 3  | Клементе Родригес       |        |
| З | 4  | Франко Соса             |        |
| З | 10 | Хуан Роман Рикельме (к) |        |
| П | 18 | Леандро Сомоса          |        |
| П | 16 | Пабло Ледесма           | 82'    |
| П | 11 | Вальтер Эрвити          |        |
| Н | 7  | Пабло Моуче             | 5' 87' |
| Н | 19 | Сантьяго Сильва         | 44'    |
|   |    | Запасные:               |        |
| В | 13 | Себастьян Соса          | 33'    |
| З | 14 | Гастон Сауро            |        |
| П | 5  | Хуан Санчес Миньо       |        |
| П | 8  | Диего Риверо            |        |
| П | 22 | Кристиан Эрбес          |        |
| Н | 20 | Дарио Цвитанич          | 66'    |
| Н | 24 | Лукас Вьятри            | 82'    |
|   |    | Тренер:                 |        |
|   |    | Хулио Сесар Фальсьони   |        |

Помощники судьи:
 Абраам Гонсалес
 Умберто Клавихо
Четвёртый арбитр:
 Хосе Битраго
В декабре сильнейший клуб Южной Америки отправился в Японию для участия в Клубном чемпионате мира. «Коринтианс», как и представитель Европы, начал турнир сразу с полуфинала, где обыграл со счётом 1:0 чемпиона Африки «Аль-Ахли» из Каира. Единственный мяч в этой встрече на 30 минуте забил новичок «тимау» нападающий сборной Перу Хосе Паоло Герреро.
В финальном матче бразильцам противостоял английский «Челси», также впервые в своей истории ставший клубным чемпионом своего континента. В первом тайме игра проходила на равных. У «Челси» возможность забить упустили Гари Кэхилл, Виктор Мозес и Фернандо Торрес, а после удара нападающего «Коринтианса» Эмерсона Шейха мяч попал в штангу. В начале второго тайма «Челси» выдал серию ударов по воротам «Коринтианса», но отлично проявил себя вратарь «тимау» Касио, спасший свою команду в этой встрече как минимум четыре раза. Вскоре бразильцы перехватили инициативу и на 69-й минуте открыли счёт — после удара Данило мяч отскочил к Герреро, отправившего его ударом головой в пустые ворота. В концовке арбитр матча турок Джюнейт Чакыр справедливо отменил забитый Торресом гол, поскольку испанец находился в положении вне игры. На последних минутах игру спасти мог Хуан Мата, но он попал с острого угла в штангу. После этого Чакыр дал финальный свисток, и «Коринтианс» стал двукратным клубным чемпионом мира.

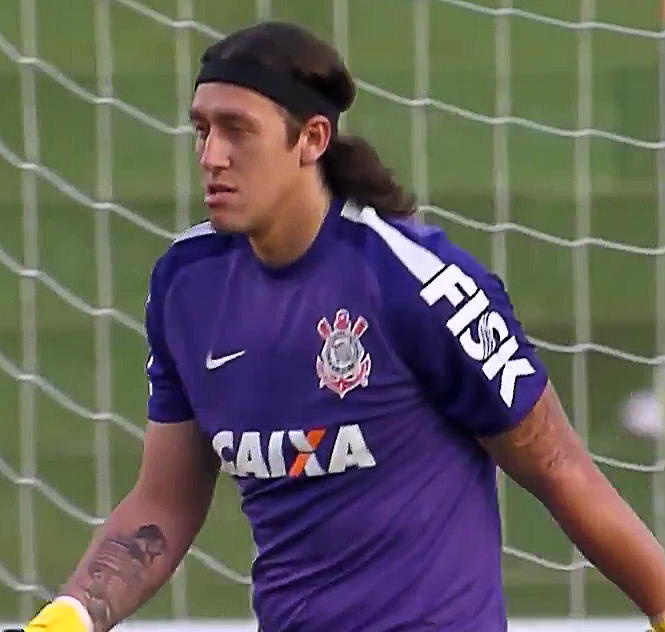
Вратарь Касио Рамос — один из лидеров клуба в 2010-е годы
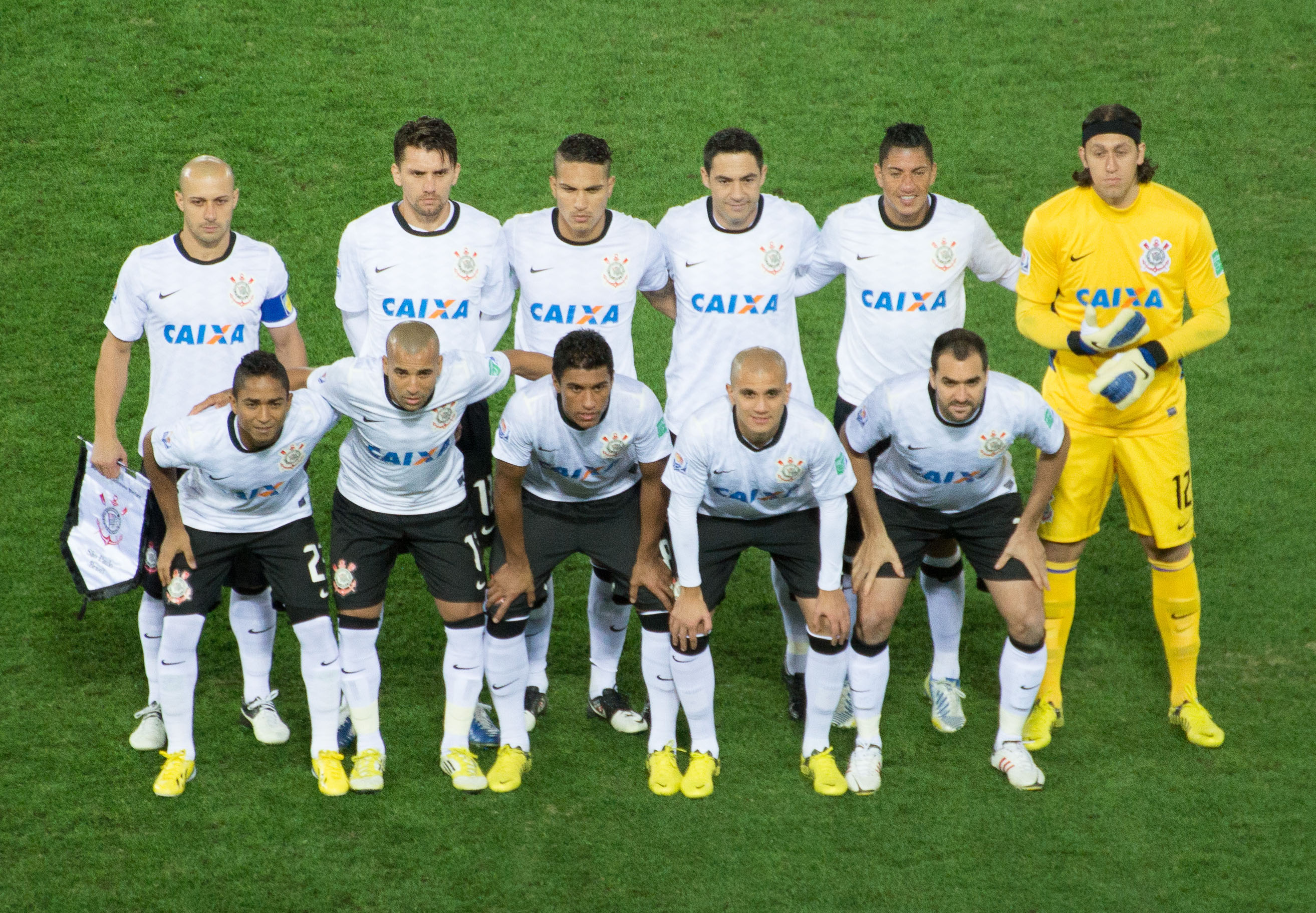
Игроки «Коринтианса» перед финалом КЧМ-2012 с английским «Челси»
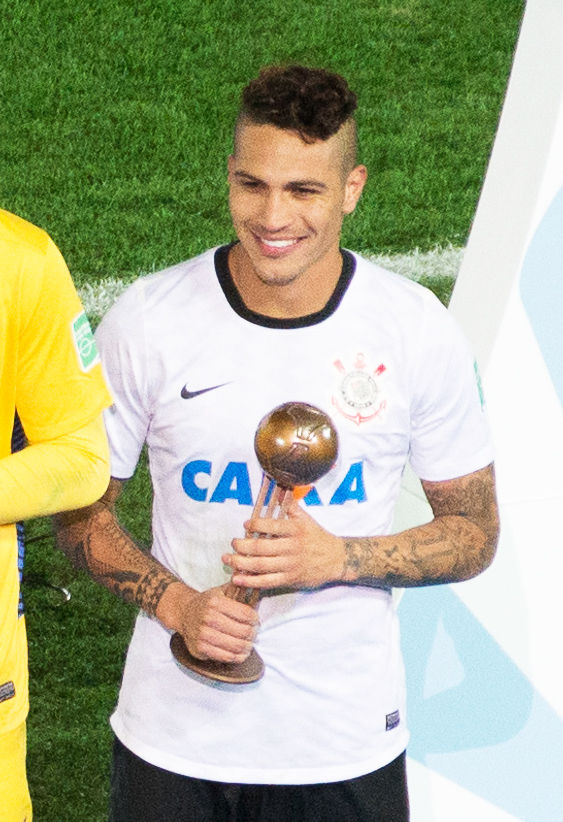
Голы Паоло Герреро принесли команде второй титул клубных чемпионов мира

Вратарь «Коринтианса» Касио Рамос был признан лучшим игроком как финальной встречи, так и всего КЧМ-2012. Его соотечественник, игрок «Челси», Давид Луис получил «серебряный мяч», а автор обоих голов «Коринтианса» на турнире Хосе Паоло Герреро стал обладателем «бронзового мяча».
| Коринтианс  | 1:0     | Челси |
| ----------- | ------- | ----- |
| Герреро 69′ | (отчёт) |       |

| Коринтианс | Челси |

| ВР      | 12 | Касио Рамос           |     |       |
| ЗЩ      | 2  | Алессандро (к)        |     |       |
| ЗЩ      | 3  | Шикан                 |     |       |
| ЗЩ      | 13 | Пауло Андре           |     |       |
| ЗЩ      | 6  | Фабио Сантос          |     |       |
| ПЗ      | 5  | Ралф                  |     |       |
| ПЗ      | 8  | Паулиньо              |     |       |
| ПЗ      | 11 | Эмерсон Шейх          |     | 90+1' |
| ПЗ      | 20 | Данило                |     |       |
| ПЗ      | 23 | Жорже Энрике          | 56' |       |
| НП      | 9  | Хосе Паоло Герреро    |     | 87'   |
| Замены: |    |                       |     |       |
| НП      | 7  | Хуан Мануэль Мартинес |     | 87'   |
| ЗЩ      | 4  | Уоллас                |     | 90+1' |
| Тренер: |    |                       |     |       |
| Тите    |    |                       |     |       |

| ВР              | 1  | Петр Чех           |     |     |
| ЗЩ              | 2  | Бранислав Иванович |     | 83' |
| ЗЩ              | 24 | Гари Кэхилл        | 90' |     |
| ЗЩ              | 4  | Давид Луис         | 72' |     |
| ЗЩ              | 3  | Эшли Коул          |     |     |
| ПЗ              | 7  | Рамирес            |     |     |
| ПЗ              | 8  | Фрэнк Лэмпард (к)  |     |     |
| ПЗ              | 13 | Виктор Мозес       |     | 73' |
| ПЗ              | 10 | Хуан Мануэль Мата  |     |     |
| ПЗ              | 17 | Эден Азар          |     | 87' |
| НП              | 9  | Фернандо Торрес    |     |     |
| Замены:         |    |                    |     |     |
| ПЗ              | 11 | Оскар              |     | 73' |
| ЗЩ              | 28 | Сесар Аспиликуэта  |     | 83' |
| ПЗ              | 21 | Марко Марин        |     | 87' |
| Тренер:         |    |                    |     |     |
| Рафаэль Бенитес |    |                    |     |     |

| Игрок матча Касио Рамос «(Коринтианс)» Помощники судьи: Бахаттин Дуран Тарык Онгун Четвертый судья: Алиреза Фагани Пятый судья: Хассан Камранифар | Правила матча - 90 минут основного времени. - В случае ничьей, два дополнительных тайма по 15 минут. - Серия пенальти, если в основное и дополнительное время победитель не выявлен. - Двенадцать запасных игроков. - В основное время максимум три замены. |

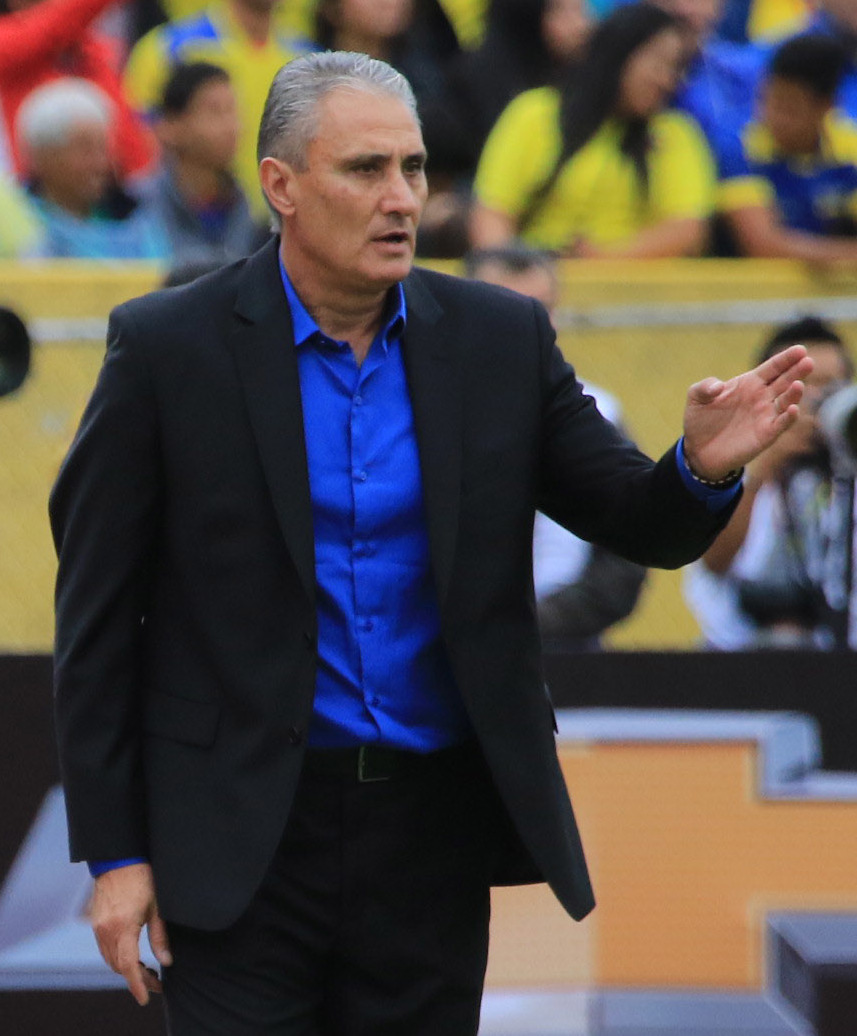
Тите — наиболее титулованный тренер в истории «Коринтианса».

2013 год «Коринтианс» начал с победы в чемпионате штата. В финале «тимау» обыграл по сумме двух матчей «Сантос» (2:1, 1:1), который до того трижды подряд становился победителем Лиги Паулисты. В июле «Коринтианс» завоевал континентальный суперкубок, Рекопу. «Мушкетёры» обыграли обладателя Южноамериканского кубка 2012 «Сан-Паулу» в обоих матчах — сначала в гостях 2:1, а затем 2:0 на Пакаэмбу. Таким образом, «Коринтианс» за год завоевал все три возможных международных трофея. Защитить свой титул сильнейшего клуба континента «Коринтиансу» не удалось — команда уступила «Боке Хуниорс» в 1/8 финала (0:1, 1:1). В Кубке Бразилии «тимау» на правах победителя КЛ-2012 и участника КЛ-2013 был допущен к участию сразу с 1/8 финала, но пройти дальше 1/4 финала команде не удалось — «Коринтианс» уступил в серии пенальти «Гремио». По окончании сезона Тите покинул пост главного тренера и в следующем году команду вновь тренировал Мано Менезес.
В 2014 году открылся новый стадион клуба — «Арена Коринтианс», чаще называемый болельщиками «Итакеран», по названию восточного района Сан-Паулу Итакера, в котором он расположен. Первую официальную игру на новом стадионе, прошедшую 18 мая, «Коринтианс» уступил «Фигейренсе» с минимальным счётом 0:1. Единственный гол в поединке забил Джованни Аугусто, ставший игроком «тимау» в 2016 году. «Арена Коринтианс» приняла шесть матчей чемпионата мира по футболу 2014 года (во время этого турнира ФИФА использовала наименование «Арена Сан-Паулу»), в том числе матч открытия с участием сборных Бразилии и Хорватии (3:1) и один из полуфиналов — между Нидерландами и Аргентиной (0:0, пен. 2:4). Титулов в 2014 году «Коринтианс» не завоевал.
В 2015 году президентом «Коринтианса» стал Роберто ди Андраде и сразу же вернул на место главного тренера Тите, который в итоге привёл команду к шестому титулу чемпионов Бразилии. «Чёрно-белые» установили рекорд Серии A по количеству набранных очков — 81. Команда обеспечила себе титул за три тура до конца первенства, сыграв вничью 1:1 на «Сан-Жануарио» с «Васко да Гамой» — в этот момент преимущество «мушкетёров» над «Атлетико Минейро» составило 12 очков. Этот разрыв в итоге сохранился после заключительного тура. Лидерами атак в победной кампании «Коринтианса» стали Вагнер Лав и Жадсон, забившие 14 и 13 голов соответственно. В полузащите наибольший вклад в успех внесли Ралф, Ренато Аугусто, Паулиньо, Элиас и Малкон, а оборону во главе с вратарём Касио цементировали Жил, Фелипе Монтейро и Фагнер.
Команда Тите первой половины 2010-х годов играла в тактически грамотный футбол, с упором на стремление владеть мячом, а также максимально эффективно переходить в контратаки. Игра «Коринтианса» называлась аналитиками «европейской». В 2013 году Пеле высказал мнение о том, что командная игра «Коринтианса» должна стать основой для сборной Бразилии:
Если быть честным, то командой, способной сегодня быть базой для сборной, является «Коринтианс». Это команда без звёзд, однако она играет хорошо, побеждает и доказывает, что является сильным коллективом. Но я не исключаю и то, что в «Коринтиансе» может появиться и звёздный игрок для национальной команды. Считаю, что у главного тренера бразильской сборной Луиса Фелипе Сколари не так много времени до розыгрыша Кубка Конфедераций, поэтому ему было бы лучше сделать ставку на «Коринтианс»
— Пеле, 
Излюбленная тактическая схема Тите — 1-4-5-1, в которой пять полузащитников могли располагаться на поле по-разному, в зависимости от соперника: как правило, был один опорный полузащитник, но иногда их становилось двое; фланговые атакующие полузащитники могли становится чистыми форвардами. Данная модель игры использовалась Тите со времён победной кампании в Кубке Либертадорес, и в начале 2016 года, после вылета команды из главного континентального турнира от уругвайского «Насьоналя», в СМИ подвергли критике тактическую «негибкость» Тите, однако игроки «Коринтианса» отвергали эти претензии. Также схему игры Тите, как и Мано Менезеса, называли «скучной» для восприятия.
В июне 2016 года Тите был назначен главным тренером сборной Бразилии и покинул «тимау». До конца года руководил командой Освалдо ди Оливейра.
В 2017 году команду на постоянной основе возглавил Фабио Кариле, который ранее неоднократно временно исполнял обязанности главного тренера. «Коринтианс» довольно быстро возглавил турнирную таблицу чемпионата Бразилии, став главным фаворитом первенства. В сентябре клуб на два года продлил контракт с Кариле. За четыре тура до окончания чемпионата, 15 ноября, «тимау» выиграл свой седьмой титул чемпионов Бразилии. В «золотом» матче, выигранном у «Флуминенсе» 3:1, дублем отметился воспитанник клуба Жо, вернувшийся в команду спустя 12 лет после трансфера в российский ЦСКА.
В 2018 и 2019 годах «Коринтианс» продолжил победную серию в Лиге Паулисте, доведя число титулов до 30. Команда дошла до финала Кубка Бразилии 2018, где в обоих матчах уступил «Крузейро» (0:1; 1:2). В чемпионате Бразилии «мушкетёры» заняли лишь 13-е место, но заработали путёвку в розыгрыш Южноамериканского кубка 2019, где в итоге бразильская команда дошла до полуфинала. На этой стадии «коринфяне» уступили по сумме двух матчей эквадорскому «Индепендьенте дель Валье», который впоследствии стал обладателем трофея. По итогам чемпионата Бразилии 2019 «Коринтианс» стал восьмым, заработав путёвку в розыгрыш Кубка Либертадорес 2020. Однако участие в этом турнире для команды ограничилось лишь двумя матчами во втором квалификационном этапе — благодаря большему числу голов на выезде дальше прошёл парагвайский «Гуарани».
В чемпионате Бразилии 2020, который завершился уже в начале календарного 2021 года из-за переносов, вызванных пандемией COVID-19, «Коринтианс» занял лишь 12-е место, но это позволило заработать путёвку в Южноамериканский кубок 2021. В групповом этапе «тиман» не сумел оказать достойного сопротивления уругвайскому «Пеньяролю», а второе место в группе не давало выхода в плей-офф. Команда сумела сосредоточиться на чемпионате Бразилии, в котором улучшила свой результат — пятое место позволило команде квалифицироваться в Кубок Либертадорес 2022.

## Клуб

### Бизнес и финансы
«Коринтианс» — один из самых богатых клубов Бразилии и Южной Америки. По состоянию на 2016 год, клуб занимает второе место в стране по величине бюджета, уступая лишь «Фламенго». Чистый доход за финансовый год у «чёрно-белых» запланирован в объёме 267,4 млн реалов (85,64 млн долларов США); у «Фламенго» этот показатель равен 395,8 млн реалов (126,8 млн $). По объёму получаемых средств от продажи прав на телевизионные трансляции «Коринтианс» также занимает второе место после «Фламенго» — 141,2 млн реалов (45,2 млн $) против 197,1 млн реалов (63,1 млн $), данная статья доходов выросла по сравнению с 2015 годом. «Коринтианс» имеет небольшое преимущество в доходах от продаж футболок — 80 млн реалов (25,6 млн $) против 74,39 млн реалов (23,8 млн $) у «Фламенго».
В 2015 году стоимость товарного знака «Коринтианса» оценивалась BDO Brasil в 1241,4 млн реалов (390,4 млн $), стоимость «Фламенго» — 1243,7 млн реалов (391,1 млн $), что значительно выше третьей команды Бразилии, «Сан-Паулу» — 878,1 млн реалов (276,2 млн $).
В июне 2016 года президент «Коринтианса» Роберто ди Андраде заявил, что принятый бюджет является лишь основой для финансовой деятельности клуба, но у руководства нет задачи непременно следовать ему.
Бюджет существует, потому что это закон… Если у меня есть деньги, я могу потратить их или не потратить… Бюджет — это закон, но в моей администрации он не имеет никакого практического значения.
— Роберто ди Андраде, 
Первым титульным спонсором клуба в 1982 году стала бразильская компания Bombril, производящая средства для чистки и гигиены. С 2012 года главным спонсором является государственный банк Caixa, расположенный в столице страны Бразилиа. В 1982 году команда впервые получила и технического спонсора — им стал местный производитель спортивной одежды Topper. С 2003 года экипировку для «Коринтианса» поставляет Nike.
Технический спонсор
| Период     | Спонсор |
| ---------- | ------- |
| 1982—1989  | Topper  |
| 1990—1994  | Finta   |
| 1995—1998  | Penalty |
| 1999—2002  | Topper  |
| 2003—н. в. | Nike    |

Титульный/главный спонсор
| Период     | Спонсор                          | Сфера деятельности                                                               |
| ---------- | -------------------------------- | -------------------------------------------------------------------------------- |
| 1983       | Bombril                          | Производитель средств для чистки и гигиены                                       |
| 1983       | Cofap                            | Производитель автомобильных деталей                                              |
| 1984       | Bic                              | Производитель одноразовых товаров                                                |
| 1984       | Corona                           | Производитель автомобилей Dardo                                                  |
| 1985—1994  | Kalunga                          | Поставщик канцелярских и офисных принадлежностей                                 |
| 1995—1996  | Suvinil                          | Бразильское подразделение BASF, производитель красок и других химических веществ |
| 1997—1998  | Excel                            | Банк                                                                             |
| 1998       | Embratel                         | Телекоммуникационная компания                                                    |
| 1999—2000  | Batavo                           | Пищевая промышленность (замороженные и молочные продукты)                        |
| 2000—2004  | Pepsi                            | Пищевая промышленность (безалкогольные напитки)                                  |
| 2005—2007  | Samsung                          | Группа компаний; производитель электроники, бытовой техники и т. д.              |
| 2008       | Medial Saúde                     | Здравоохранение                                                                  |
| 2009       | VISA                             | Финансовые услуги, платёжная система                                             |
| 2009       | Batavo                           | Пищевая промышленность (замороженные и молочные продукты)                        |
| 2010—2012  | Hypermarcas (Neo Química/Jontex) | Производитель потребительских товаров                                            |
| 2012       | Iveco                            | Автомобилестроительная компания                                                  |
| 2012—н. в. | Caixa                            | Государственный банк                                                             |

### Стадионы

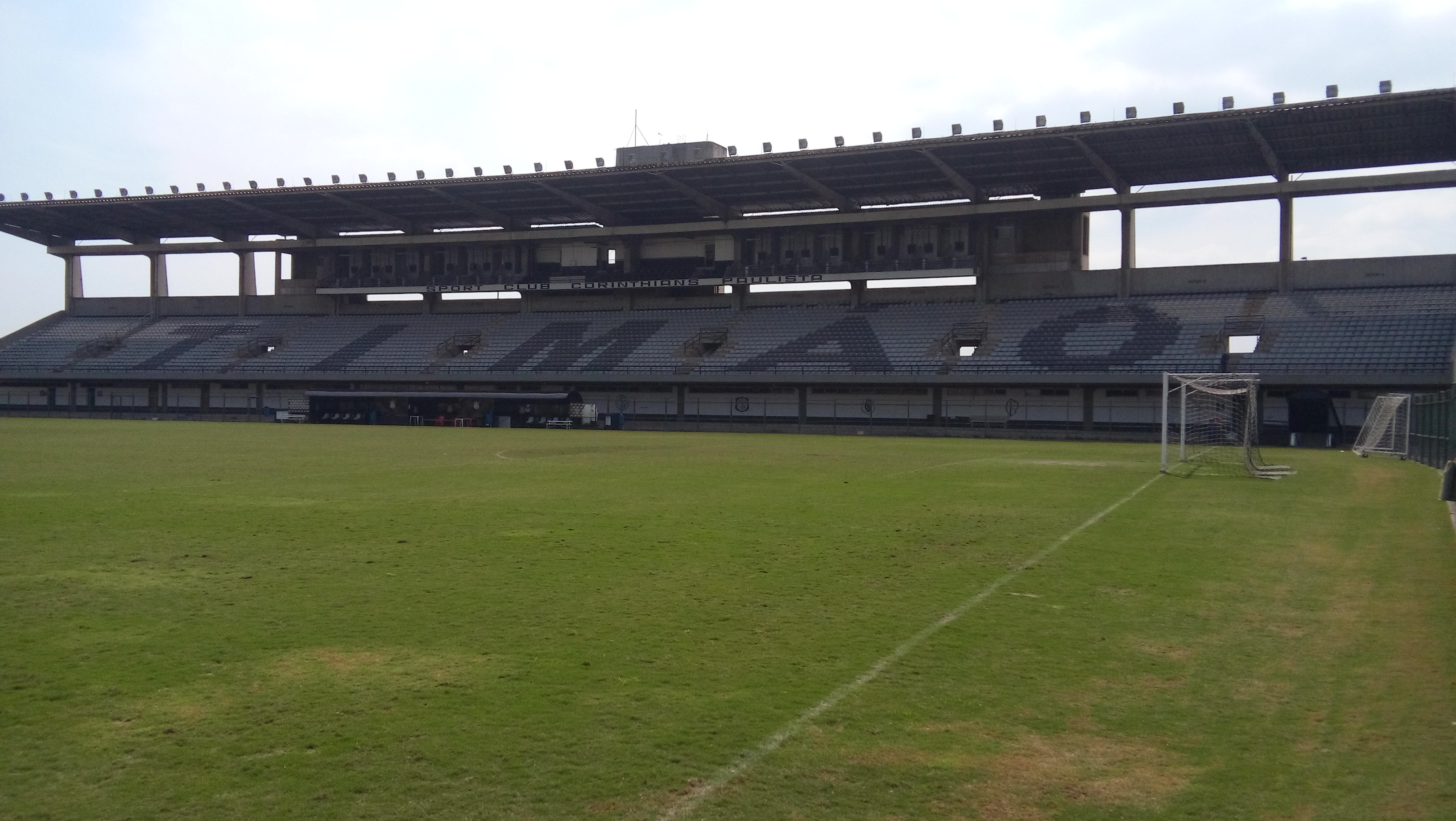
Трибуна стадиона «Алфредо Шюринг» с надписью Timão.

«Коринтианс» был образован в районе Бон-Ретиру в центральной части Сан-Паулу. Первое поле, на котором выступала команда, находилось на улице Жозе Паулино, и называлось O lenheiro — «Склад пиломатериалов», поскольку его владелец был дровосеком. Полноценный стадион «Понти-Гранди» на 8 тыс. зрителей появился у команды в 1918 году. Он располагался в северной части Сан-Паулу, на правом (северном) берегу реки Тиете. Этот стадион использовался командой до 1927 года.
«Алфредо Шюринг»
В 1928 году «Коринтианс» открыл новый стадион в Парке Сан-Жорже, расположенном на территории района Сан-Паулу Татуапе, чуть дальше по течению Тиете, но на левом (южном) берегу этой реки, в сравнении с расположением «Понти-Гранди». Территорию Парка Сан-Жорже за 750 рейсов приобрёл президент клуба (1926, 1928) Эрнесто Кассано, который и начал строительство нового стадиона. Однако окончательный свой вид арена приобрела при другом президенте, Алфредо Шюринге, руководившим клубом в 1930—1933 годах.
«Алфредо Шюринг» в момент своей окончательной доработки в начале 1930-х годов был способен вместить до 33 тыс. зрителей, а рекордная посещаемость была зафиксирована в 1962 году в поединке «тимау» с «Сантосом» — 27 384 зрителей. В настоящий момент стадион «Алфредо Шюринг», или «Фезендинья» (популярное название среди болельщиков), вмещает 18,5 тыс. зрителей. Последнюю игру на этой арене основа «Коринтианса» провела 3 августа 2002 года, обыграв «Бразильенсе» со счётом 1:0. Всего с 1928 по 2002 год «Коринтианс» провёл на «Фазендинье» 484 матча, одержал 356 побед, 65 раз сыграл вничью и проиграл 63 раза. Игроки «тимау» забили в ворота соперников 1345 голов и пропустили 491 мяч. Теперь на «Алфредо Шюринге» играют молодёжные команды «тимау», а также дочерняя команда по американскому футболу «Коринтианс Стимроллерс».
«Пакаэмбу»

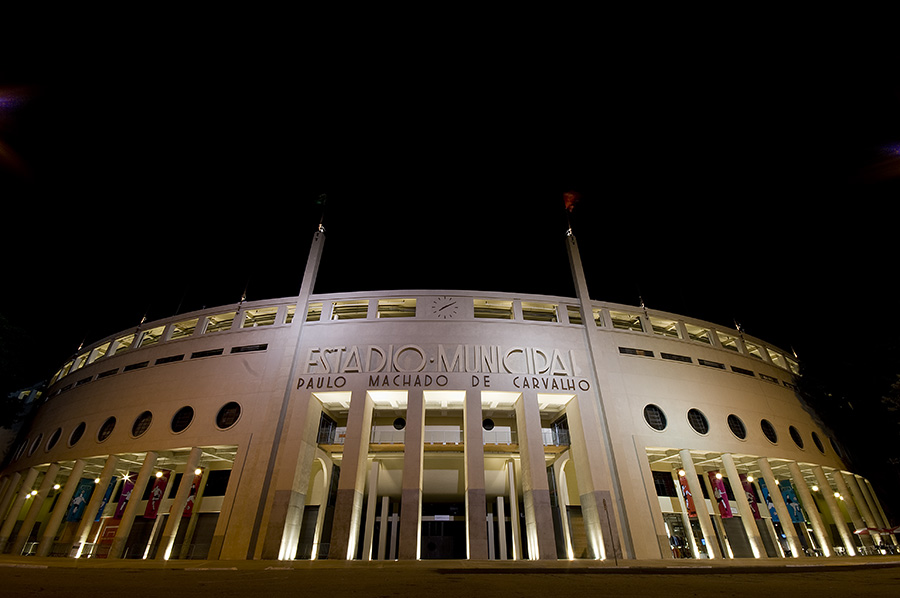
Фасад «Пакаэмбу» ночью.

С 1940 по 2013 год основной ареной для клуба являлся Муниципальный стадион Пауло Машадо де Карвальо, более известный как «Пакаэмбу». Впервые «мушкетёры» сыграли на этом стадионе против «Атлетико Минейро» (4:2) в рамках Кубка города Сан-Паулу. «Пакаэмбу» сыграл большую роль в бразильском футболе. До ввода Мараканы (1950 год) он имел статус национального стадиона, сборная Бразилии довольно регулярно играла на нём до конца 1960-х годов. Практически все достижения «Коринтианса» второй половины XX века и начала XXI века связаны с «Пакаэмбу». Стадион принял шесть матчей чемпионата мира 1950 года, включая три игры финальной пульки. В 1990-е годы стадион и прилегающая площадь Чарльза Миллера получили статус исторического наследия города Сан-Паулу.
Всего вплоть до 2014 года «Коринтианс» сыграл на «Пакаэмбу» 1689 матчей, выиграв 966 матчей, сыграв вничью 396 раз и проиграв 327 матчей. «Алвинегрос» забили на этой арене 3308 голов и пропустили 1924.Через два года после переезда на «Итакеран», 8 августа 2016, «Коринтианс» вернулся на «Пакаэмбу», где сыграл матч 19 тура чемпионата Бразилии против «Крузейро» — «тимау» сделали это из-за занятости своего основного стадиона в Олимпийских играх. Игра завершилась со счётом 1:1.
Постепенно «Пакаэмбу» всё больше устаревал, и клуб задался целью строительства нового стадиона ещё в 1978 году. Однако вплоть до 2014 года, когда был введён в строй «Итакеран», «Пакаэмбу» был одним из символов «Коринтианса», несмотря на то, что стадион всегда был собственностью города, и на нём периодически проводили свои матчи другие команды — в том числе самые принципиальные соперники «тимау» — «Сан-Паулу», «Палмейрас» и «Сантос». С 2008 года на территории «Пакаэмбу» работает Музей футбола.
«Итакеран»

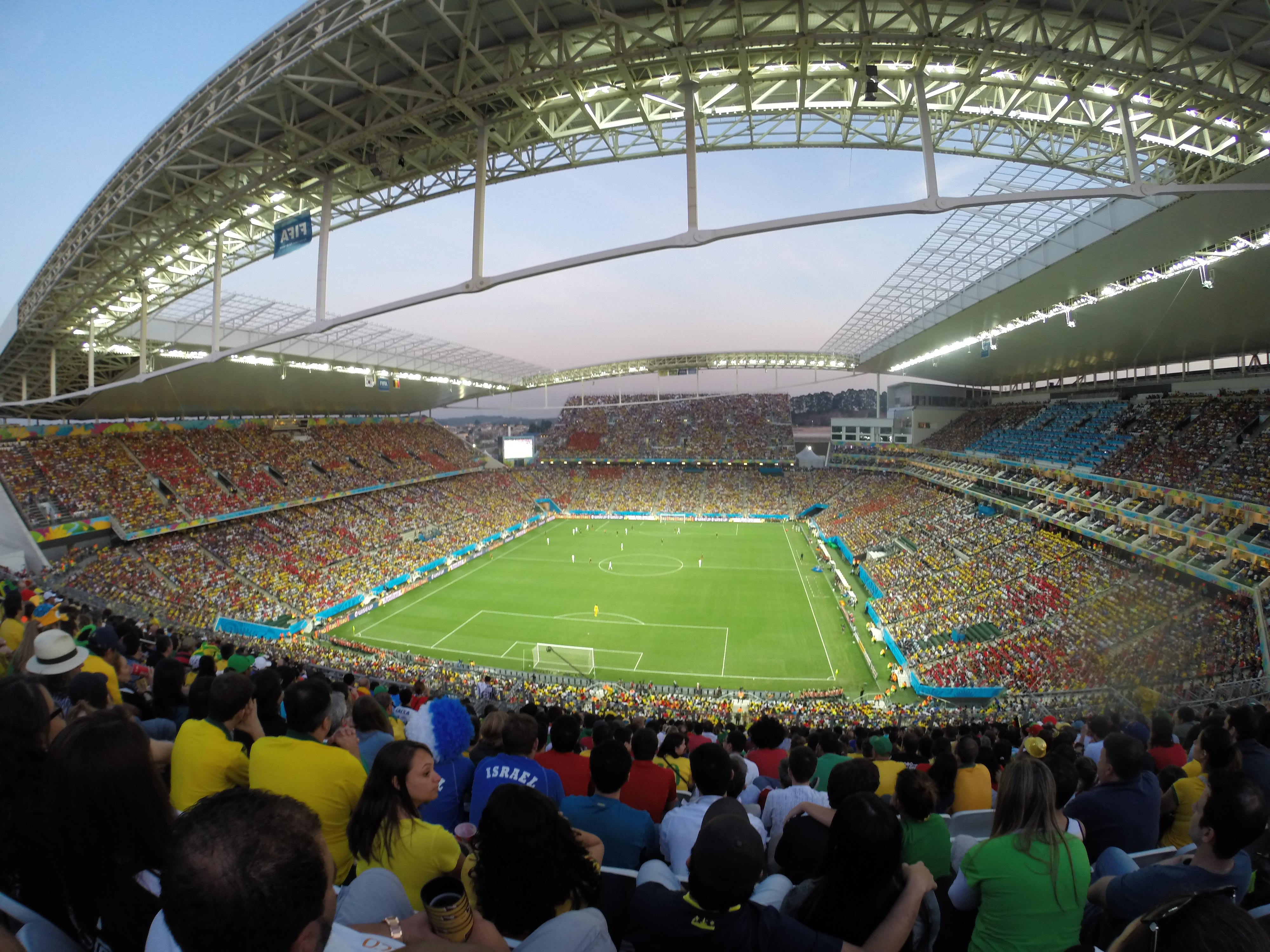
Вид на поле «Итакерана» во время матча ЧМ-2014 между Кореей и Бельгией.

Стадион «Нео Кимика Арена» расположен в восточной части Сан-Паулу, в районе Итакера, из-за чего болельщики и некоторые СМИ называют его «Итакеран» (Itaquerão), хотя также встречается название «Фиэлзан» (Fielzão) — в честь «фиэл». Во время Мундиаля-2014 ФИФА называла стадион «Ареной Сан-Паулу».
Место под арену выбрали на востоке Сан-Паулу ещё в 1978 году.После того, как Бразилия получила право провести чемпионат мира 2014 года, клубу удалось убедить инвесторов и оргкомитет турнира в необходимости поддержки строительства своей арены. Общие затраты на «Итакеран» составили 820 млн реалов (526 млн $ по курсу середины 2011 года). «Коринтианс» объявил о проектировании стадиона на 48 тысяч мест, стоимостью в R$335 млн и с ожидаемым доходом R$100 млн в 2010 году. Клубу надо было получить финансирование от спонсоров, чтобы оплатить расходы на строительство. Но оно не было получено.Стадион построен с соблюдением всех современных норм безопасности, оборудован одним из самых крупных в мире видео-экраном (170 на 20 метров), лампами освещения мощностью по 2 кВт. Экран производства Osram имеет 210 тыс. светодиодов. Площадь крыши над трибунами составляет 32,3 тыс. м².
12 июня 2014 года на «Арене Сан-Паулу» состоялся матч открытия чемпионата мира, в котором хозяева турнира обыграли Хорватию со счётом 3:1. В первом тайме этого матча на двух трибунах частично погасло освещение, сотрудники стадиона устранили неполадки за семь минут. На стадионе прошли ещё три матча группового этапа и две игры плей-офф, в том числе полуфинал между Аргентиной и Нидерландами (0:0, пен. 4:2). В 2016 году на «Арене Коринтианс» прошли 10 матчей мужского и женского футбольных турниров Олимпийских игр.
После переезда на новый стадион первым титулом для «Коринтианса» стала победа в чемпионате Бразилии 2015 года.

### Парк Сан-Жорже

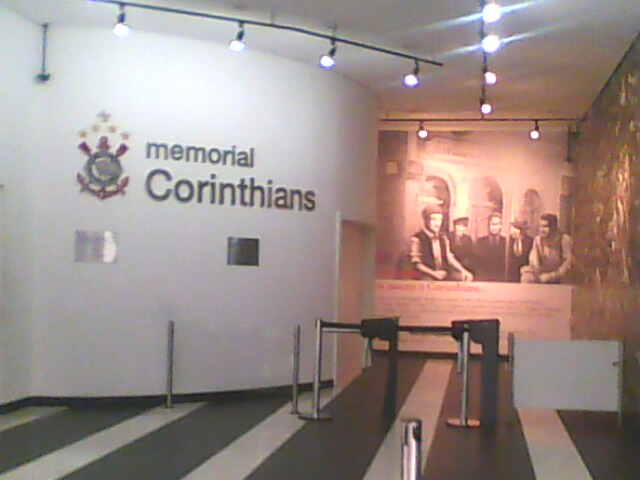
Вход в клубный музей.

Зачастую стадион «Алфредо Шюринг» называют просто «Парком Сан-Жорже», но это не вполне корректно, поскольку это название территории, на которой расположен не только стадион, но и множество других объектов, в том числе здание управления и штаб-квартиры «Коринтианса», клубный музей «Мемориал», конгресс-центр, библиотека Лидо Пиччинини, клубный магазин, часовня Святого Георгия, гимназия, мультиспортивные площадки, предприятия общественного питания и другие.

### Тренировочный центр
Центр спортивной подготовки «Жоакин Грава» (Joaquim Grava) был открыт в сентябре 2010 года в рамках подготовки празднования столетия клуба. Он расположен на улице Арлиндо Бетио, 502, чуть западнее парка Ибирапуэра в Сан-Паулу. В инфраструктуру тренировочно-медицинского центра входят три полноценных футбольных поля, мини-поле для вратарей, гостиница на 32 номера, зал для встречи со спортсменами, ресторан, кухня, физиотерапевтический и массажный кабинеты, раздевалки, игровая комната, интернет-кафе, комната для подсчёта статистики, тренажёрный зал, бассейн, пресс-зал для 100 журналистов, залы для занятия баскетболом и волейболом (которые могут принимать официальные игры, поскольку лицензированы ФИБА и ФИВБ), а также теннисный корт и площадка для детей-спортсменов.

### Молодёжная академия

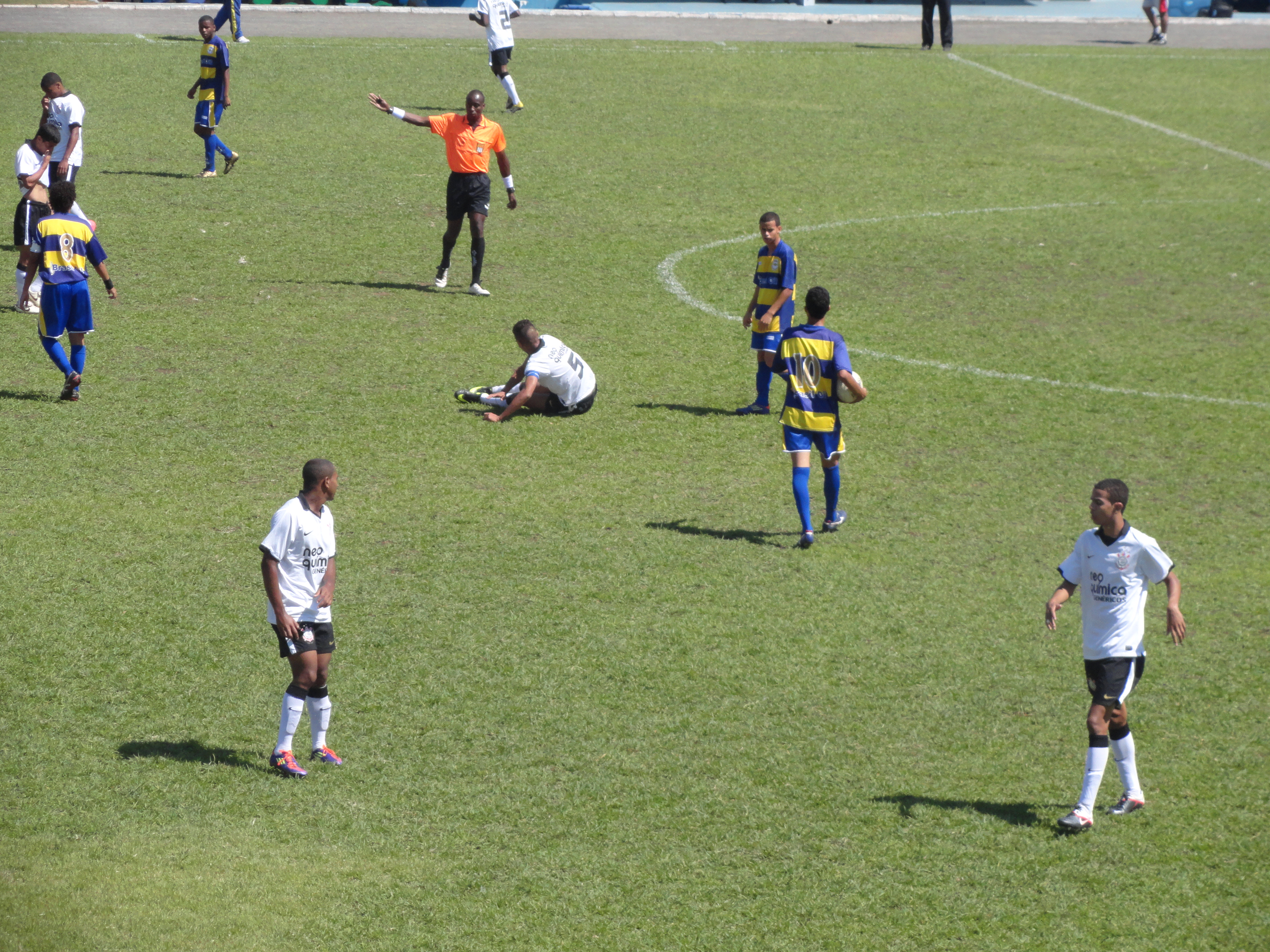
Эпизод игры «Коринтианса» в чемпионате Паулисты до 17 лет (2012 год).

«Коринтианс» располагает сетью лицензированных школ, которые осуществляют подготовку молодых футболистов по всей Бразилии. Эта сеть называется «Начальный удар» (Chute Inicial) и в ней занимаются несколько тысяч детей. Если же у молодого игрока обнаруживается потенциал для роста в профессионального игрока, его переводят в одну из юношеских и молодёжных команд (до 11, 13, 15, 17, 18, 20 лет). Одним из важнейших центров подготовки молодёжи является лицензированная школа в Гуарульюсе.
Наиболее престижным в Бразилии молодёжным футбольным соревнованием является Молодёжный кубок Сан-Паулу (Copa São Paulo de Futebol Júnior). В кубке выступают молодёжные команды ведущих клубов Бразилии, также во многих розыгрышах в нём принимали участие и зарубежные гости (в том числе такие знаменитые клубы, как «Бавария», «Бока Хуниорс», «Пеньяроль», «Велес Сарсфилд» и «Серро Портеньо»). Молодёжный кубок Сан-Паулу проводится с 1969 года, и «Коринтианс» с девятью победами является самым титулованным клубом.
Титулы молодёжных команд «Коринтианса»
- Обладатели Молодёжного кубка Сан-Паулу (9): 1969, 1970, 1995, 1999, 2004, 2005, 2009, 2012, 2015[197]
- Чемпионы Бразилии среди молодёжи (до 20 лет) (1): 2014[198][комм. 4]

## Соперники

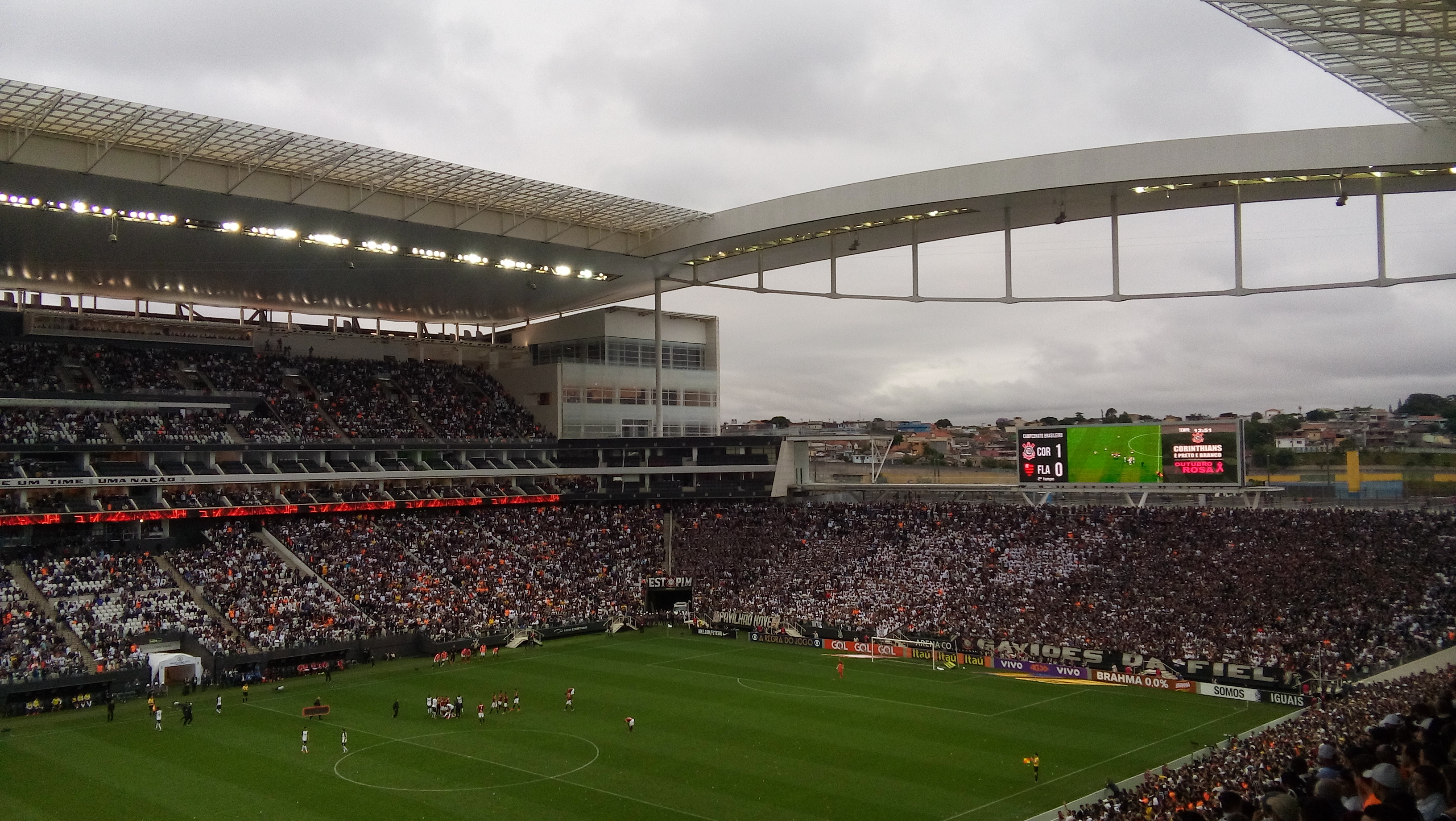
Игра «Коринтианса» против «Фламенго» на «Итакеране», 25 октября 2015 года.

Противостояние трёх самых титулованных и популярных клубов города Сан-Паулу называется «Железное трио» («Трио ди Ферро», Trio de Ferro), оно окончательно сформировалось в конце 1920-х годов, когда «АА дас Палмейрас» объединился с «Паулистано» и образовал ФК «Сан-Паулу да Флореста», переименованный в 1935 году в «Сан-Паулу». В последние десятилетия между этими тремя командами установился примечательный статистический баланс: у «Палмейраса» больше побед в противостоянии с «Коринтиансом», который имеет преимущество над «Сан-Паулу», который, в свою очередь, опережает по числу побед «Палмейрас». Чуть позже, в конце 1950-х, на авансцену бразильского футбола выдвинулся «Сантос», базирующийся в «морских воротах» Сан-Паулу — городе Сантусе. Именно эти четыре клуба относятся к «большой четвёркой» штата Сан-Паулу, в то время как «Железное трио» выделяют просто как внутригородское противостояние.
Также у «Коринтианса» на региональном уровне существуют менее принципиальные соперничества против «Понте-Преты» и с четвёртой командой города Сан-Паулу — «Португезой». Первое соперничество возникло во второй половине 1970-х годов, когда «Коринтианс», который не мог завоевать трофеев много лет, встретил сопротивление в решающих матчах Лиги Паулисты именно со стороны клуба из Кампинаса. В финальной игре Лиги Паулисты 1977 года между «Коринтиансом» и «Понте-Претой» на Морумби присутствовали 146 082 зрителя, из них 138 032 зрителя оплатили билеты. Противостояние с «Португезой» также обусловлено расположением в одном городе.
Наиболее важным общебразильским противостоянием является «Народное класико» («Класико ду пову», Clássico do Povo) между «Коринтиансом» и «Фламенго» — двумя самыми популярными клубами страны. На уровне чемпионата Бразилии матч между этими двумя командами, состоявшийся 6 мая 1984 года, удерживает второе место по абсолютному числу зрителей на играх «Коринтианса». Тогда на «Народном класико» присутствовали 123 435 человек, из них 115 002 оплатили билеты.
Кроме этих противостояний, в Бразилии традиционно приковано большое внимание и к другим играм с командами из Клуба Тринадцати: «Интернасьоналом», «Васко да Гамой», «Флуминенсе», «Крузейро», «Атлетико Минейро», «Гремио», «Ботафого».

### «Палмейрас»

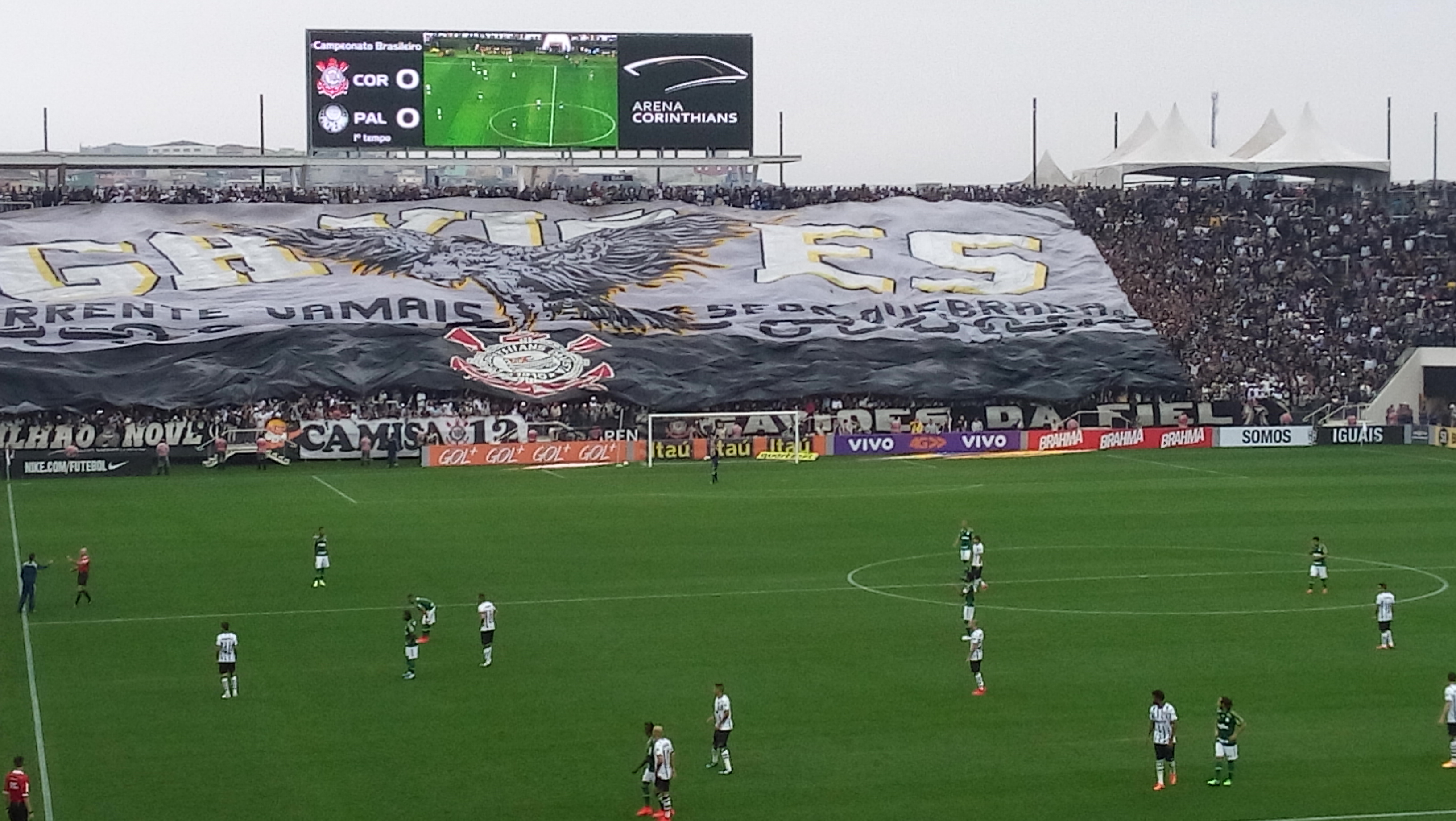
«Великое дерби» на «Итакеране», 31 мая 2015 года.

Самым принципиальным соперником для «Коринтианса» является «Палмейрас». Этот клуб был основан в 1914 году итальянцами, и некоторые члены «Коринтианса» перешли после этого в «Палестру Италию» (так до 1943 года назывался «Палмейрас»). Противостояние «Коринтианса» и «Палмейраса» называется «Дерби Паулиста» (Derby Paulista) (букв. «Дерби штата Сан-Паулу»), либо «Великое дерби» (O Grande Derby). По версии ряда СМИ, «Дерби Паулиста» относится к числу самых принципиальных противостояний в мировом футболе. Так, CNN поставила это противостояние на девятое место. По состоянию на 2016 год, этот матч находится на 18 месте в списке дерби специализированного сайта footballderbies.com.
Первая игра между командами состоялась 6 мая 1917 года на Парк Антарктике, и завершилась победой «Палестры Италии» 3:0.
Ниже представлена статистика противостояния клубов с 1917 года по настоящее время.
| Соперник  | И   | В   | Н   | П   | ГЗ  | ГП  |
| --------- | --- | --- | --- | --- | --- | --- |
| Палмейрас | 361 | 127 | 107 | 127 | 481 | 516 |

### «Сан-Паулу»

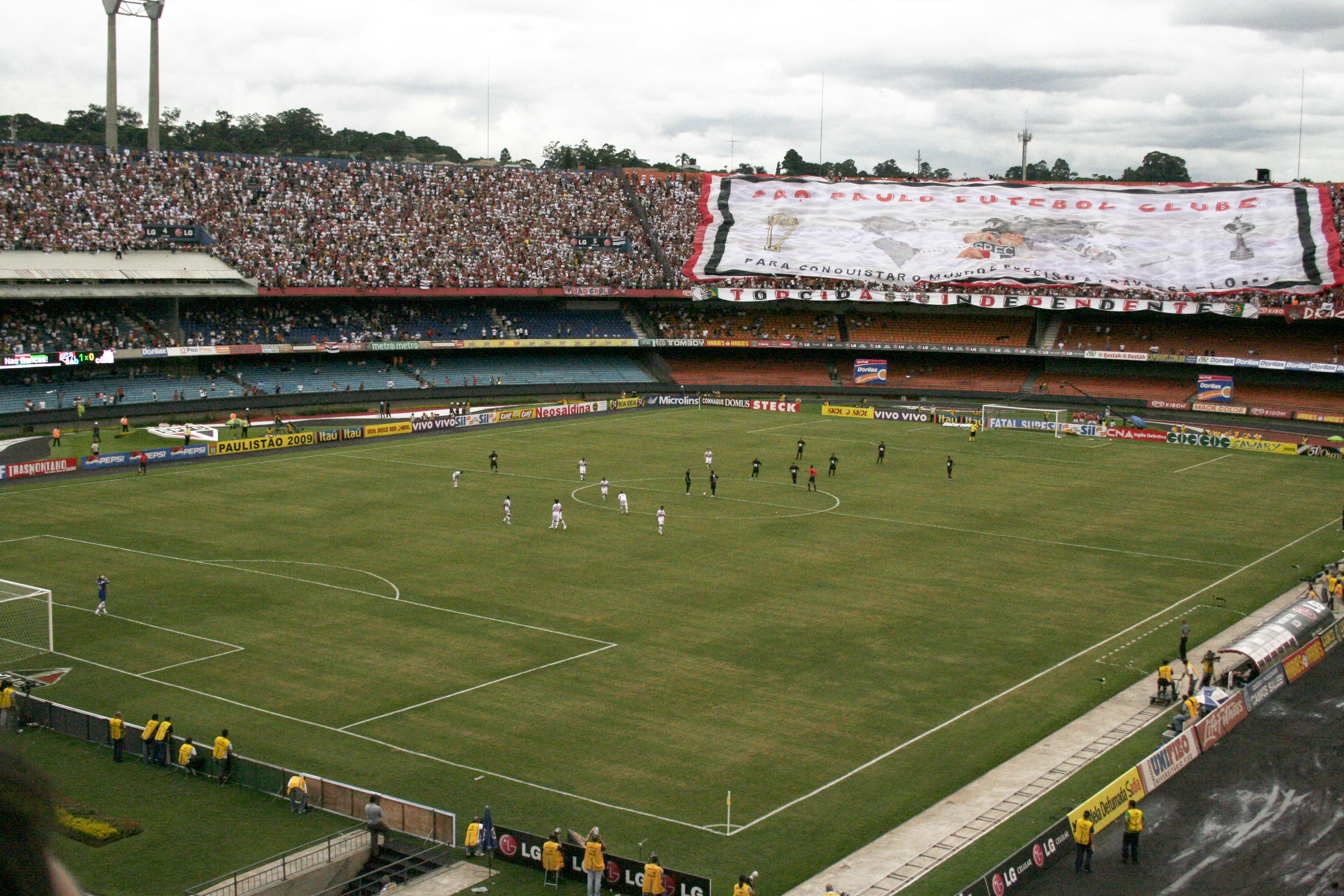
«Мажестозу» на «Морумби» в 2009 году.

Противостояние с «Сан-Паулу», хотя и не имеет этнической подоплёки, как в случае с «Палмейрасом», с точки зрения принципиальности не уступает «Дерби Паулисты». Матчи между двумя самыми популярными клубами штата (а также второй и третьей по популярности командами всей Бразилии) называются «Мажестозу» (Majestoso) (что можно перевести как «Величественное» противостояние). Как и в случае с «Дерби Паулиста», название этому класико придумал журналист Томазо Маццони (1900—1970).
Поскольку существуют разночтения по поводу точной даты основания «Сан-Паулу», есть разные версии того, когда состоялся первый матч «Мажестозу». Большая часть статистиков указывает игру 25 мая 1930 года, в которой «Коринтианс» обыграл «трёхцветных» со счётом 2:1. Некоторые же источники указывают первой игру от 6 сентября 1936 года, в которой «Коринтианс» также одержал верх со счётом 3:0.
Ниже представлена статистика противостояния клубов с 1930 года по настоящее время.
| Соперник  | И   | В   | Н   | П   | ГЗ  | ГП  |
| --------- | --- | --- | --- | --- | --- | --- |
| Сан-Паулу | 340 | 128 | 108 | 104 | 492 | 464 |

### «Сантос»

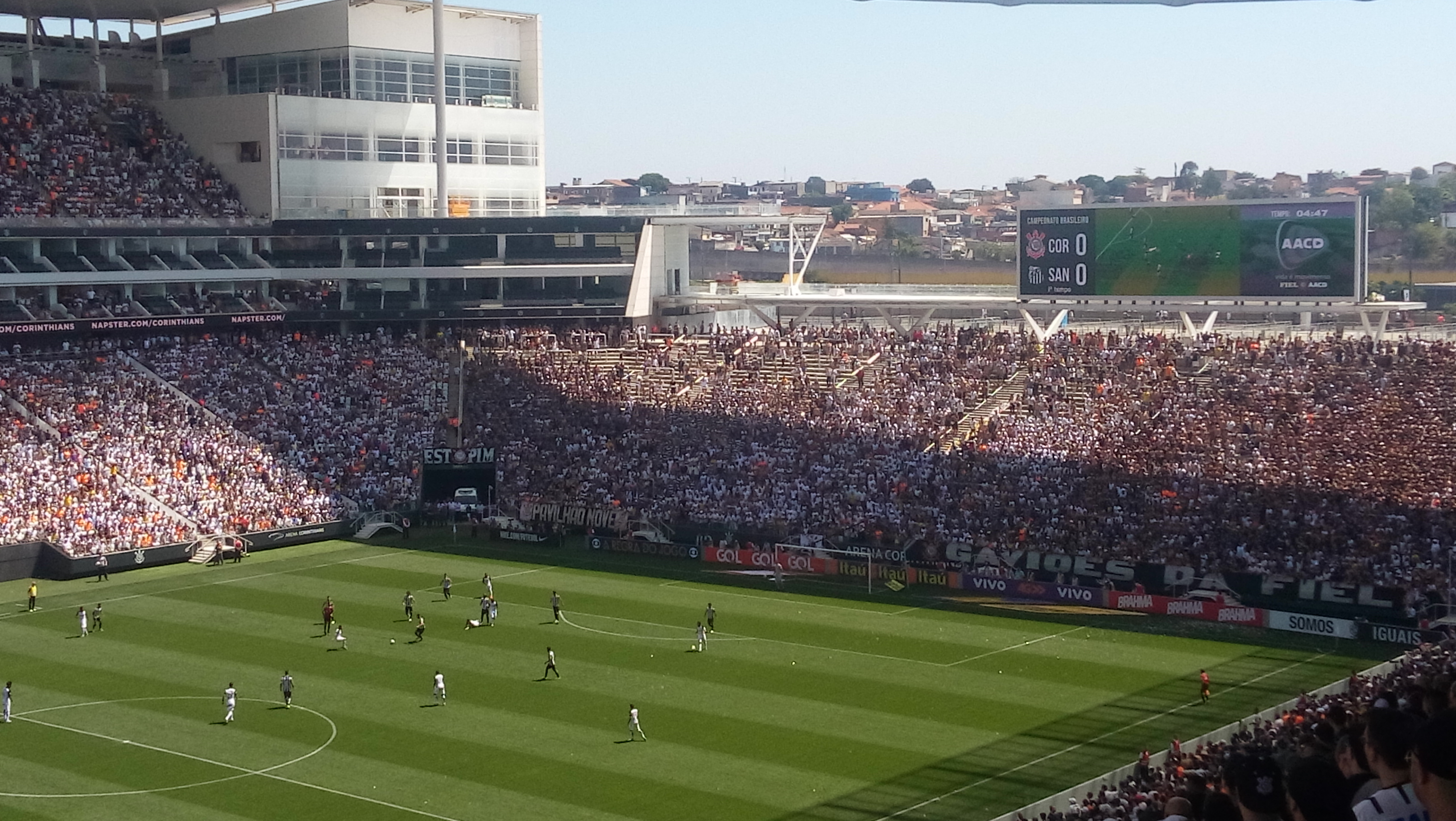
«Бело-чёрная конфронтация» на «Итакеране», 20 сентября 2015 года.

Третьим принципиальным соперником для «тимау» является «Сантос», с которым у команды имеется «Бело-чёрная конфронтация» (Confronto dos Alvi-negros / Clássico Alvinegro), также это противостояние называется «Класико голеад» (Clássico das Goleadas) и «Класико табу» (O Clássico dos Tabus). Основное название дано по цветам команд, «Класико голеад» — в связи с высокой результативностью в матчах между ними. «Табу» применительно к класико в Бразилии называют ситуацию, когда одна из команд не может длительное время одержать победу над другой.
Первый матч между «Коринтиансом» и «Сантосом» состоялся 22 июня 1913 года на Парк Антарктике, и в полном соответствии с альтернативным названием «Класико голеад» завершился победой «Сантоса» со счётом 6:3.
Ниже представлена статистика противостояния клубов с 1913 года по настоящее время.
| Соперник | И   | В   | Н  | П   | ГЗ  | ГП  |
| -------- | --- | --- | -- | --- | --- | --- |
| Сантос   | 335 | 132 | 96 | 107 | 585 | 505 |

## Символы

### Эмблема
С момента основания до 1913 года на футболках у игроков «Коринтианса» не было эмблемы. После присоединения к Лиге Паулисте команда стала использовать простое сочетание переплетающихся латинских букв C и P (Corinthians и Paulista). В следующем году появился полноценный логотип — на щиту в бежевом поле переплетались буквы C и P, но в другом порядке и выполнены они были иным шрифтом. В 1915 году дизайн щита изменился, бежевый цвет исчез, а в переплетение была добавлена буква S, означающая слово Sport. В том же году «вертикальная» группировка букв немного расширилась, а щит стал геометрически более чётким, с ярко выраженными чёрными краями. Уже в 1916 году буквы стали располагаться в чёрном кольце, а сами они лишь немного изменились.
С 1919 года команда стала использовать эмблему, чьи элементы до сих пор присутствуют в официальном логотипе клуба. В центре чёрного кольца был помещён флаг штата Сан-Паулу. На самом кольце стала располагаться белая надпись: «S.C. CORINTHIANS PAULISTA», а также год основания — 1910. Впоследствии дизайн флага штата лишь немного изменился (в частности, контур Бразилии стал синим, а не чёрным), а окантовка года основания стала выполняться двумя пятиконечными звёздами, а не белыми точками.
| Эволюция эмблемы Спортивного клуба «Коринтианс Паулиста» в начале XX века | Эволюция эмблемы Спортивного клуба «Коринтианс Паулиста» в начале XX века | Эволюция эмблемы Спортивного клуба «Коринтианс Паулиста» в начале XX века | Эволюция эмблемы Спортивного клуба «Коринтианс Паулиста» в начале XX века | Эволюция эмблемы Спортивного клуба «Коринтианс Паулиста» в начале XX века | Эволюция эмблемы Спортивного клуба «Коринтианс Паулиста» в начале XX века | Эволюция эмблемы Спортивного клуба «Коринтианс Паулиста» в начале XX века | Эволюция эмблемы Спортивного клуба «Коринтианс Паулиста» в начале XX века |
| 1913                                                                      | 1914                                                                      | 1915                                                                      | 1915                                                                      | 1916—1919                                                                 |                                                                           |                                                                           |                                                                           |
| ------------------------------------------------------------------------- | ------------------------------------------------------------------------- | ------------------------------------------------------------------------- | ------------------------------------------------------------------------- | ------------------------------------------------------------------------- | ------------------------------------------------------------------------- | ------------------------------------------------------------------------- | ------------------------------------------------------------------------- |

В 1939 году (по другой версии, в 1940) в эмблему были добавлены пара вёсел и якорь, а также буй вокруг щита. С 1980 года буй стал обвиваться тросом. Эти изменения подчёркивали роль других видов спорта в клубе, в частности, академической гребли. Флаг штата стал более волнистым, развевающимся — символ движения и развития. С 1990 по 2005 год над эмблемой стали появляться звёзды, и до 2011 года их было четыре непосредственно над логотипом, а также чуть выше использовалась ещё одна, чуть большего размера, в честь победы в Клубном чемпионате мира 2000 года. Однако 26 октября 2011 года руководство «Коринтианса» объявило об изъятии звёзд из официального логотипа, добавив, что «в сердце каждого будет продолжать светить любимая звезда».

### Талисман
Талисманом и одним из прозвищ «Коринтианса» является мушкетёр — представитель элитной воинской части во Франции XVII—XVIII веков. Подобно персонажам романа Александра Дюма-отца «Три мушкетёра», трёх участников Лиги Паулисты 1913 года («Американо», «Германию» и «Интернасьонал») неофициально прозвали «Атосом», «Портосом» и «Арамисом». Когда «Коринтианс» выразил желание присоединиться к Лиге, ему предложили оспорить вакантное место с двумя командами — сборной штата Минас-Жерайс и ФК «Сан-Паулу» из Бишиги. «Коринтианс» стал победителем этой мини-дуэли (обыграв соперников 1:0 и 4:0 соответственно) и получил место в Лиге Паулисте, а вместе с тем и прозвище «Д’Артаньян» — по имени четвёртого мушкетёра.
Официально мушкетёр стал талисманом «Коринтианса» после первой победы команды на международном уровне — 1 мая 1929 года «тимау» на своей новой арене обыграли аргентинскую команду «Спортиво Барракас» — 3:1. Гости открыли счёт в матче, но затем Апарисио, Родригес и Рато сумели забить три мяча подряд. Оценивая эту игру, обозреватель журнала A Gazeta Esportiva Томазо Маццони написал, что игроки «Коринтианса» обладают «крепостью мушкетёров». В том же году A Gazeta Esportiva опубликовала серию художественных материалов с талисманами команд, и для «Коринтианса» был выбран именно мушкетёр.

### Форма

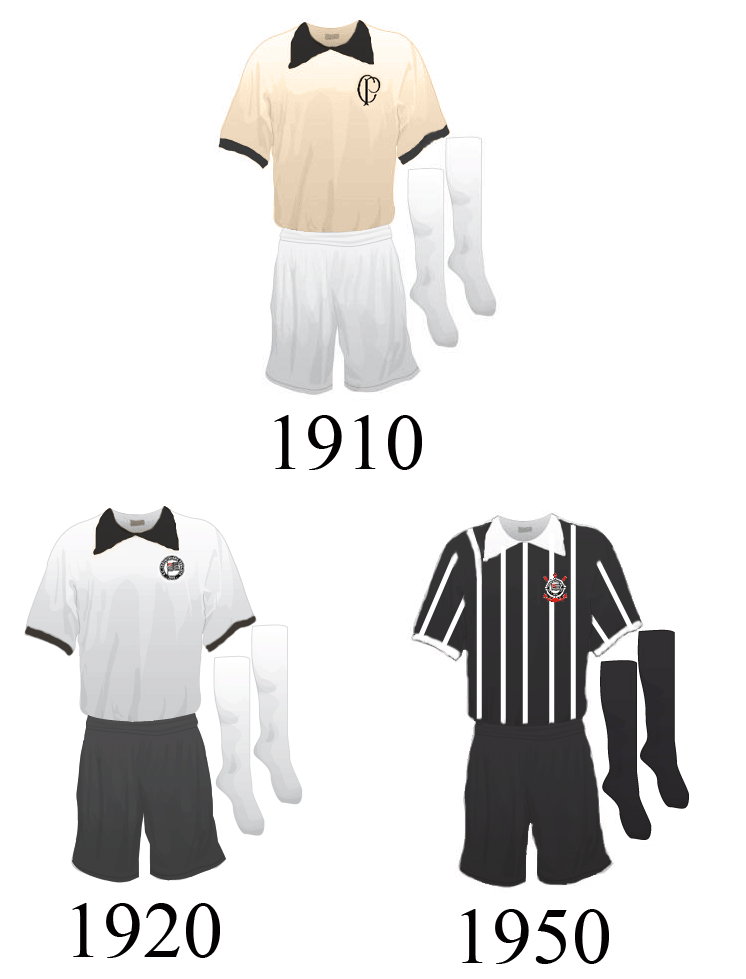
Эволюция формы «Коринтианса».

Официально первые футболки «Коринтитанса» были бежевого или кремового цвета — в честь цвета, который использовала лондонская команда «Коринтиан». При этом в футболках была дополнительная чёрная отделка, а трусы с гетрами были белого цвета. Некоторые исследователи, в частности, журналист Селсо Унзелте, подвергают сомнению официальную версию клуба об использовании кремовых футболок, поскольку в те времена материал подобного цвета считался достаточно дорогим, тем более для вновь образованного клуба. Унзелте указывает, что на чёрно-белых фотографиях оттенок футболок скорее близок к обычному белому цвету. «Коринтианс», в свою очередь, объясняет это тем, что после нескольких стирок бежевый оттенок выцвел, и после этого было принято решение использовать белые футболки на постоянной основе.
С 1920 года команда стала выступать в чёрных трусах. Подобное сочетание для основного комплекта сохраняется по сей день: в разные сезоны футболки у команды либо белые, либо слегка серебристого оттенка, либо с вертикальными тонкими полосами. В 1945 году «Коринтианс» играл в полностью чёрной форме, футболки же были покрыты тонкими продольными белыми полосами. Этот вариант формы с 1950 года стал постоянным вторым (гостевым) вариантом формы команды.
В 1949 году «Коринтианс» сыграл в официальном матче против «Португезы» в футболках гранатового цвета в память о погибшей 5 мая в авиакатастрофе итальянской команде «Торино». Гранатовые футболки были третьим комплектом формы в 2011 году.
В 1965 году «Коринтианс» сыграл в товарищеском матче против лондонского «Арсенала» в запасной форме сборной Бразилии (синие футболки, белый низ). На груди в том числе присутствовал логотип Конфедерации футбола Бразилии, от которой клуб получил специальное разрешение. Синяя форма также использовалась в качестве третьего комплекта в 2013 году.

### Покровитель
Покровителем «Коринтианса» является христианский святой, великомученик Георгий Победоносец (Сан-Жорже, São Jorge). Помимо прочего, Георгий считается покровителем воинов, с которыми ассоциируют футболистов «Коринтианса». По случайному совпадению, когда в 1920-е годы клуб выкупил земли для своего стадиона и штаб-квартиры, они оказались расположены в Парке Сан-Жорже. В настоящее время юридический адрес клуба совмещает в себе имя покровителя и библейское число: улица Сан-Жорже, 777.
С 1955 по 1977 год на территории Парка Сан-Жорже была построена часовня Святого Георгия. С 2010 года день болельщиков «Коринтианса» отмечается 23 апреля — в памятный день гибели великомученика в 303 году. Также Святой Георгий часто выступает в виде одного из талисманов клуба.

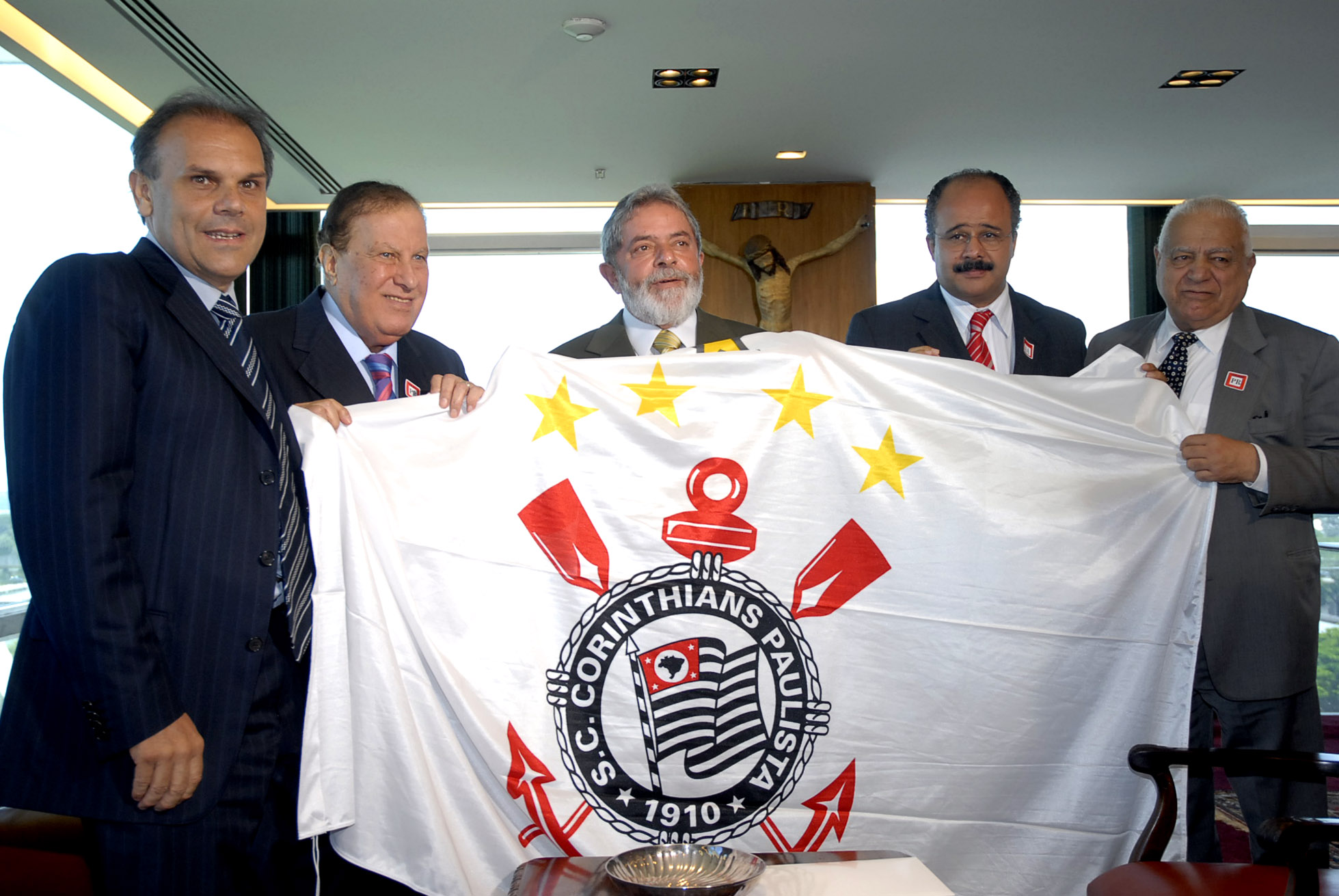
Руководители «Коринтианса» и президент Бразилии Лула с клубным флагом (2007 год)
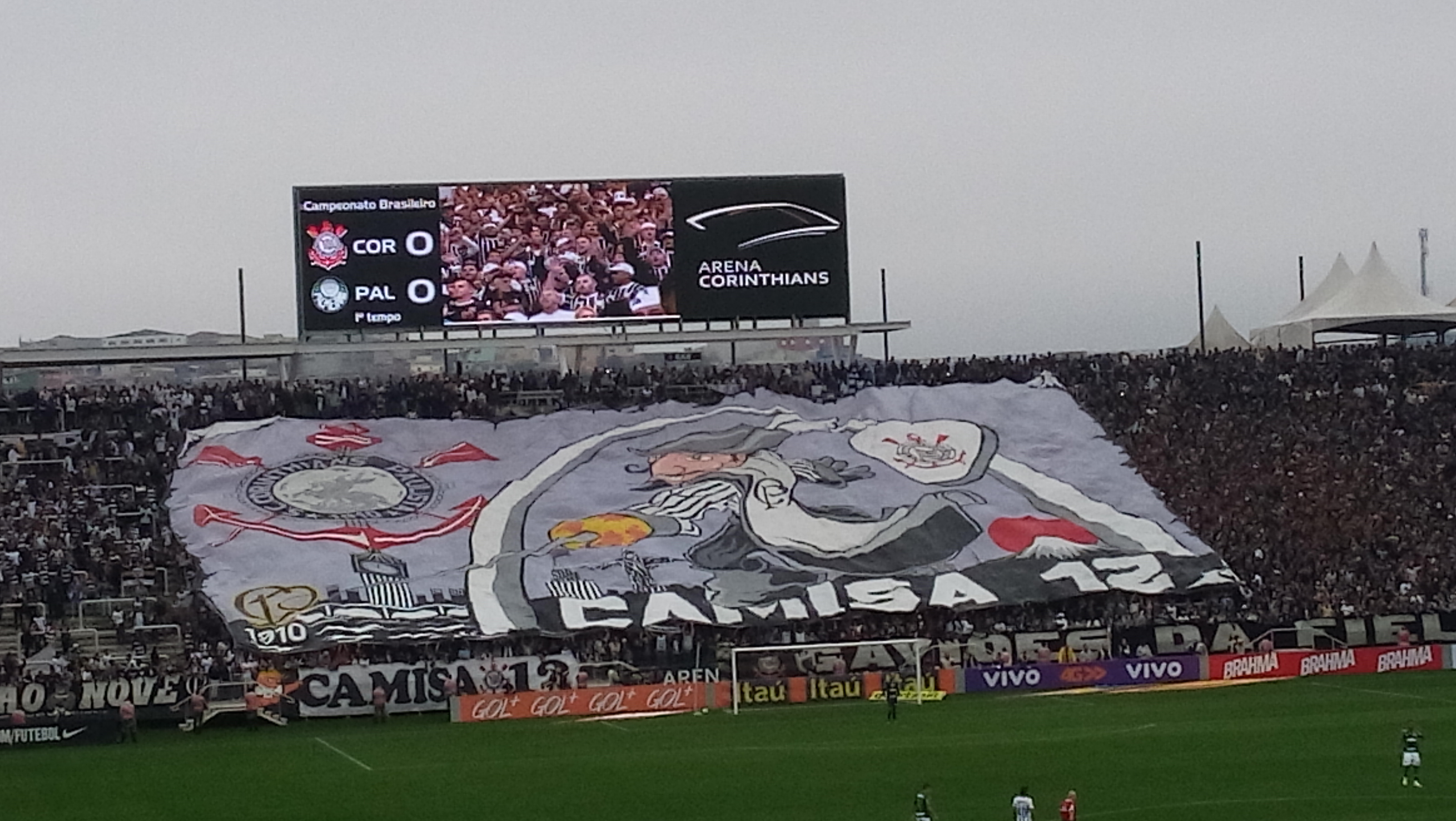
Группировка болельщиков Camisa 12 развернула на трибуне баннер с мушкетёром
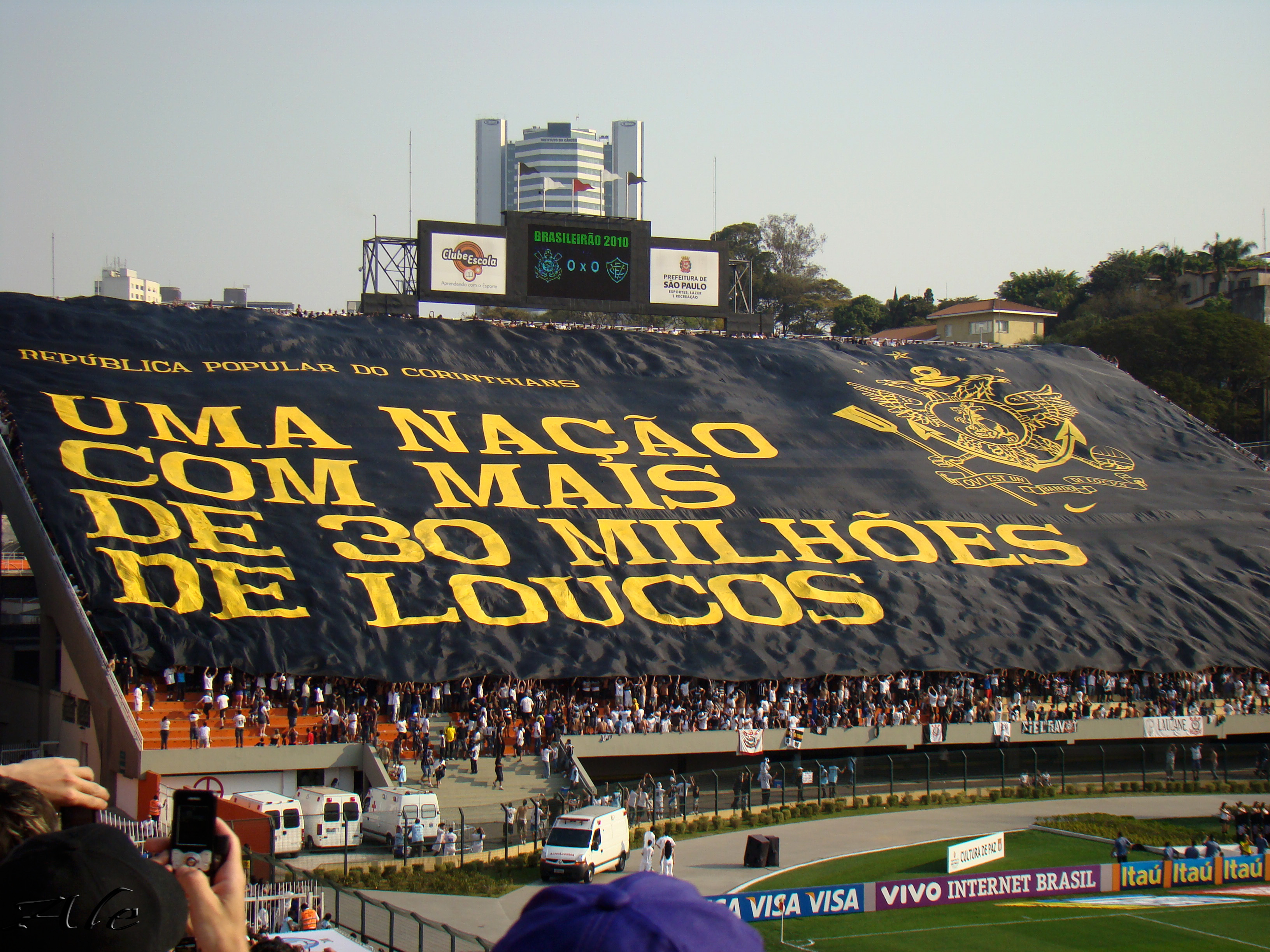
Логотип «Народной республики Коринтианс» по дизайну схож с гербом России Надпись: «Нация с более чем 30 миллионами безумцев»

## Болельщики

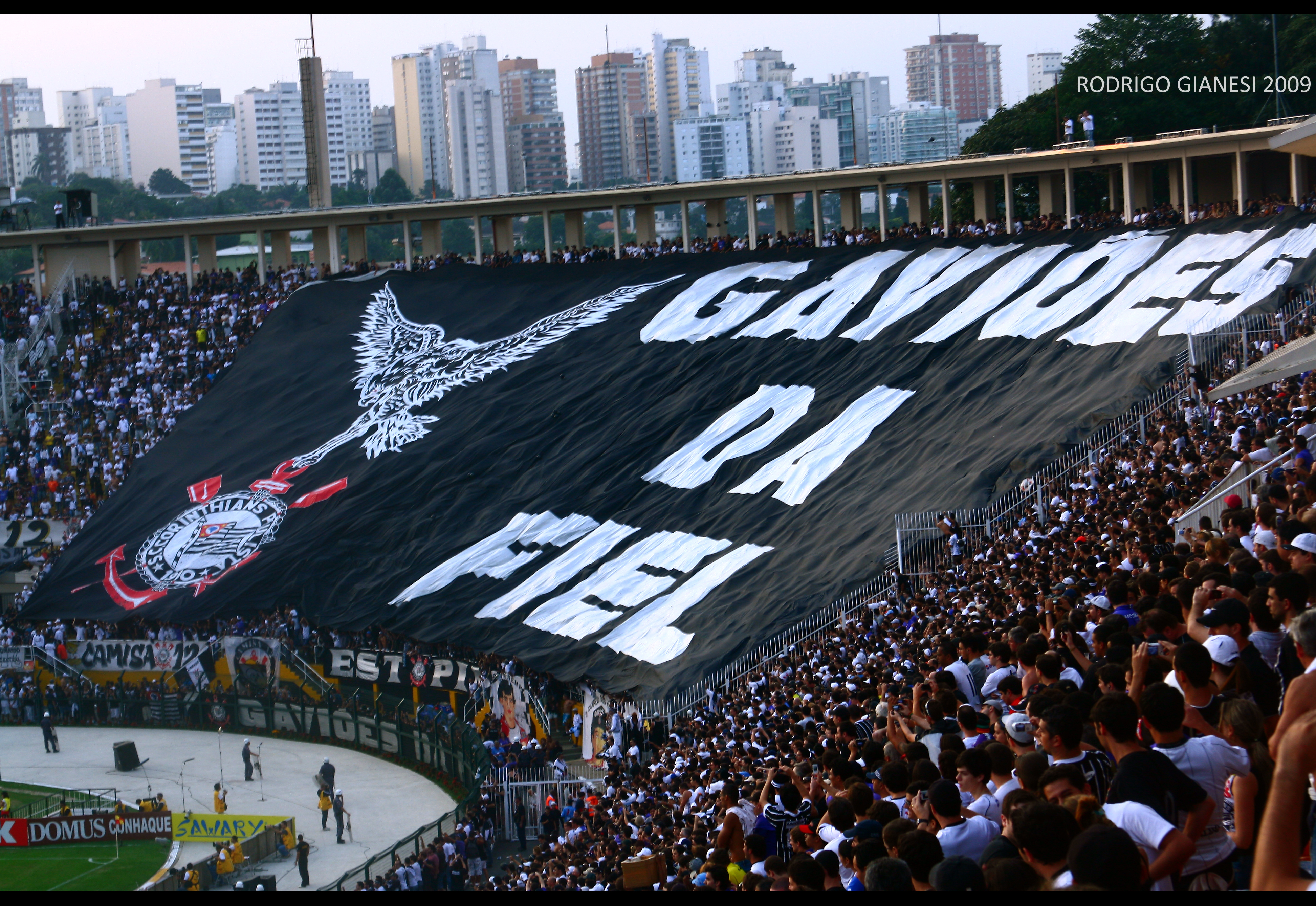
«Ястребы фиэл» на трибунах Пакаэмбу, 2009 год.

Согласно данным института исследования общественного мнения Datafolha (в составе крупнейшего медийного конгломерата Сан-Паулу Grupo Folha), за «Коринтианс» болеет 14 % населения Бразилии, то есть примерно 28,3 млн человек. Это второй показатель в стране после «Фламенго» с 18 % (36,5 млн). По данным FOX Sports, за «Коринтианс» болеют 27,3 млн человек. Согласно данным ФИФА по состоянию на сентябрь 2015 года, пятёрка самых популярных клубов Бразилии выглядит следующим образом: «Фламенго» (33 млн), «Коринтианс» (24 млн), «Сан-Паулу» (15 млн), «Палмейрас» (11,8 млн), «Васко да Гама» (10 млн). В аналогичном исследовании, опубликованным КОНМЕБОЛ в апреле 2016 года, «Фламенго» и «Коринтианс» возглавляют рейтинг самых популярных клубов Южной Америки с 35 млн и 26,35 млн болельщиками соответственно; тройку замкнула аргентинская «Бока Хуниорс» (16,5 млн).
«Тимау» также лидирует в опубликованном в 2016 году «антирейтинге» самых ненавистных команд страны с показателем 14,6 % недоброжелателей (второе место занимает «Фламенго», «антирейтинг» которого составил 8,6 %). В то же время, сам «Коринтианс» давно позиционирует себя как клуб с числом болельщиков, превышающим 30 миллионов, опираясь на данные других исследований.

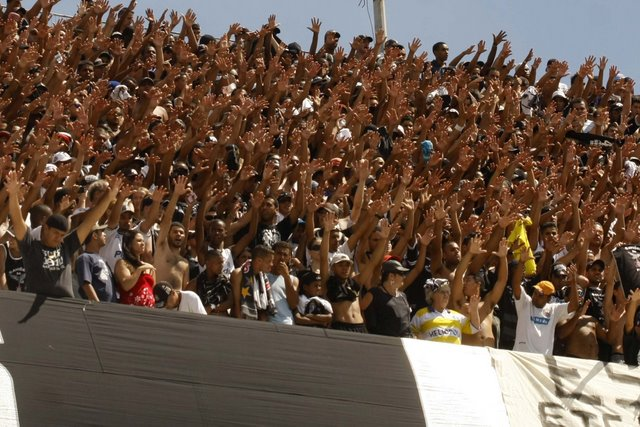
Болельщики на аркибанкаде.

Прозвище торсиды «Коринтианса» — «фиэл», переводится как «верный», «преданный», «лояльный». У «Коринтианса» есть четыре официально признанные организации болельщиков: Gaviões da Fiel («Ястребы фиэл»), Camisa 12 («Футболка 12»), Pavilhão 9 («Павильон 9»), Estopim da Fiel («Хранитель фиэл»). Самая старая организация, «Ястребы фиэл», образовалась в 1969 году, и сейчас она насчитывает более 100 тыс. членов. «Футболка 12» появилась два года спустя, в результате конфликта в руководстве «Ястребов фиэл», поэтому между этими двумя организациям имеется историческое противостояние. Школа самбы «Ястребов фиэл» является многократным победителем Карнавала Сан-Паулу.
Организованные клубы болельщиков могут оказывать большое влияние на жизнь клуба, в том числе агрессивными методами — нападением на штаб-квартиру, угрозами в адрес игроков, тренерского штаба и руководства. В частности, в 2000 году после серии неудачных матчей «фиэл» вынудили руководителей клуба уволить Освалдо ди Оливейру и разорвать контракты с несколькими лидерами, которые ранее в том же году принесли команде титул клубных чемпионов мира В 2013 году торсида ополчилась на тренера Тите и Эмерсона Шейха, которого заподозрили в нетрадиционной ориентации после его поцелуя с другом во время празднования победы над «Фламенго».
В 2010 году в рамках празднования 100-летия «Коринтианса» Nike запустила акцию «Народная республика Коринтианс» (República Popular do Corinthians). Её организаторы подчёркивали, что число болельщиков команды, превысившее 30 млн человек, вполне сопоставимо с населением независимых государств. Была принята символика этого виртуального государства, болельщики могли получить паспорт, в котором на каждой странице были размещены портреты звёзд команды. Герб «Народной республики Коринтианс» по своему дизайну был очень похож на герб России — двуглавый орёл с помещённым на груди Георгием Победоносцем, пронзающим змия; в левой лапе в качестве державы у орла был футбольный мяч, в правой в качестве скипетра — весло, вместо короны — рым от якоря.

## Текущий состав
Примечание: Флаги указываются, так как игрок может иметь более одного гражданства по правилам ФИФА.
| №  |           | Позиция | Игрок          |
| -- | --------- | ------- | -------------- |
| 1  | Бразилия  | Вр      | Уго Соуза      |
| 2  | Бразилия  | Защ     | Матеузиньо     |
| 3  | Эквадор   | Защ     | Феликс Торрес  |
| 5  | Бразилия  | Защ     | Андре Рамальо  |
| 6  | Эквадор   | Защ     | Диего Паласиос |
| 7  | Бразилия  | ПЗ      | Майкон         |
| 8  | Бразилия  | ПЗ      | Шарлес         |
| 9  | Бразилия  | Нап     | Юри Алберто    |
| 10 | Аргентина | ПЗ      | Родриго Гарро  |
| 11 | Парагвай  | Нап     | Анхель Ромеро  |
| 13 | Бразилия  | Защ     | Густаво Энрике |
| 14 | Бразилия  | ПЗ      | Раниэле        |
| 17 | Бразилия  | Нап     | Жиоване        |
| 19 | Перу      | Нап     | Андре Каррильо |
| 20 | Бразилия  | Нап     | Педро Раул     |

| №  |            | Позиция | Игрок          |
| -- | ---------- | ------- | -------------- |
| 21 | Бразилия   | Защ     | Матеус Биду    |
| 22 | Испания    | Нап     | Эктор Эрнандес |
| 25 | Бразилия   | Защ     | Кака Жуниор    |
| 27 | Бразилия   | ПЗ      | Брено Бидон    |
| 31 | Бразилия   | Нап     | Кайке Феррари  |
| 32 | Бразилия   | Вр      | Матеус Донелли |
| 35 | Бразилия   | Защ     | Лео Мана       |
| 37 | Бразилия   | ПЗ      | Райан          |
| 43 | Бразилия   | Нап     | Талес Магно    |
| 46 | Бразилия   | Защ     | Уго            |
| 47 | Бразилия   | Защ     | Жуан Педро     |
| 70 | Венесуэла  | ПЗ      | Хосе Мартинес  |
| 77 | Бразилия   | ПЗ      | Игор Коронадо  |
| 80 | Бразилия   | ПЗ      | Алекс Сантана  |
| 94 | Нидерланды | Нап     | Мемфис Депай   |

## Руководство
| Должность                            | Имя                      |
| ------------------------------------ | ------------------------ |
| Президент                            | Дуилио Монтейро Алвес    |
| 1-й вице-президент                   | Эли Верду                |
| 2-й вице-президент                   | Луис Вагнер Алкантара    |
| Директор футбольного департамента    | Роберто де Андраде       |
| Управляющий футбольного департамента | Алесандро Нунес          |
| Главный тренер                       | Вандерлей Лушембурго     |
| Ассистент главного тренера           |                          |
| Ассистент главного тренера           | Алекс Мескини            |
| Тренер по физподготовке              | Флавио де Оливейра       |
| Тренер вратарей                      | Марсело Карпес           |
| Тренер вратарей                      | Луис Фернандо дос Сантос |

## Достижения
- Чемпион Бразилии (7): 1990, 1998, 1999, 2005, 2011, 2015, 2017
- Чемпион Бразилии в Серии B (1): 2008
- Победитель Кубка Бразилии (3): 1995, 2002, 2009
- Победитель Суперкубка Бразилии (1): 1991
- Чемпион штата Сан-Паулу (30): 1914 (ЛПФ), 1916 (ЛПФ), 1922, 1923, 1924, 1928 (АПЕА), 1929 (АПЕА), 1930, 1937, 1938, 1939, 1941, 1951, 1952, 1954, 1977, 1979, 1982, 1983, 1988, 1995, 1997, 1999, 2001, 2003, 2009, 2013, 2017, 2018, 2019
- Победитель Турнира Рио-Сан-Паулу (5): 1950, 1953, 1954, 1966, 2002
- Победитель Кубка Либертадорес (1): 2012
- Победитель Рекопы Южной Америки (1): 2013
- Клубный чемпион мира (2): 2000, 2012[237][238]

### Результаты по сезонам
Ниже представлена таблица с результатами последних 10 сезонов команды:
| Год              | Лига Паулиста | Чемпионат Бразилии | Кубок Бразилии | Международные турниры                        |
| 2013             | Чемпион       | 10-е               | 1/4 финала     | \| КЛ — 1/8 финала \| \| Рекопа — чемпион \| |
| 2014             | 9-е           | 4-е                | 1/4 финала     |                                              |
| 2015             | 3-е           | Чемпион            | 1/8 финала     | КЛ — 1/8 финала                              |
| 2016             | 3-е           | 7-е                | 1/4 финала     | КЛ — 1/8 финала                              |
| 2017             | Чемпион       | Чемпион            | 1/16 финала    | ЮАК — 1/8 финала                             |
| 2018             | Чемпион       | 13-е               | Финалист       | КЛ — 1/8 финала                              |
| 2019             | Чемпион       | 8-е                | 1/8 финала     | ЮАК — 1/2 финала                             |
| 2020             | 2-е           | 12-е               | 1/8 финала     | КЛ — 2 кв. этап                              |
| 2021             | 3-е           | 5-е                | 1/16 финала    | ЮАК — Группа                                 |
| 2022             |               |                    |                | КЛ                                           |
| КЛ — 1/8 финала  |               |                    |                |                                              |
| Рекопа — чемпион |               |                    |                |                                              |

### Рекорды
- Самая крупная победа: «Сантос» — «Коринтианс» — 0:11 (Лига Паулиста, 11.07.1920)
- Самое крупное поражение: «Палестра Италия» — «Коринтианс» — 8:0 (Лига Паулиста и Турнир Рио-Сан-Паулу, 05.11.1933)
- Самая крупная победа в чемпионате Бразилии: «Коринтианс» — «Тирадентес» — 10:1 (09.02.1983)
- Самое крупное поражение в чемпионате Бразилии: «Жувентуде» — «Коринтианс» — 6:1 (28.09.2003)[239]

## Достижения в других видах спорта

### Баскетбол

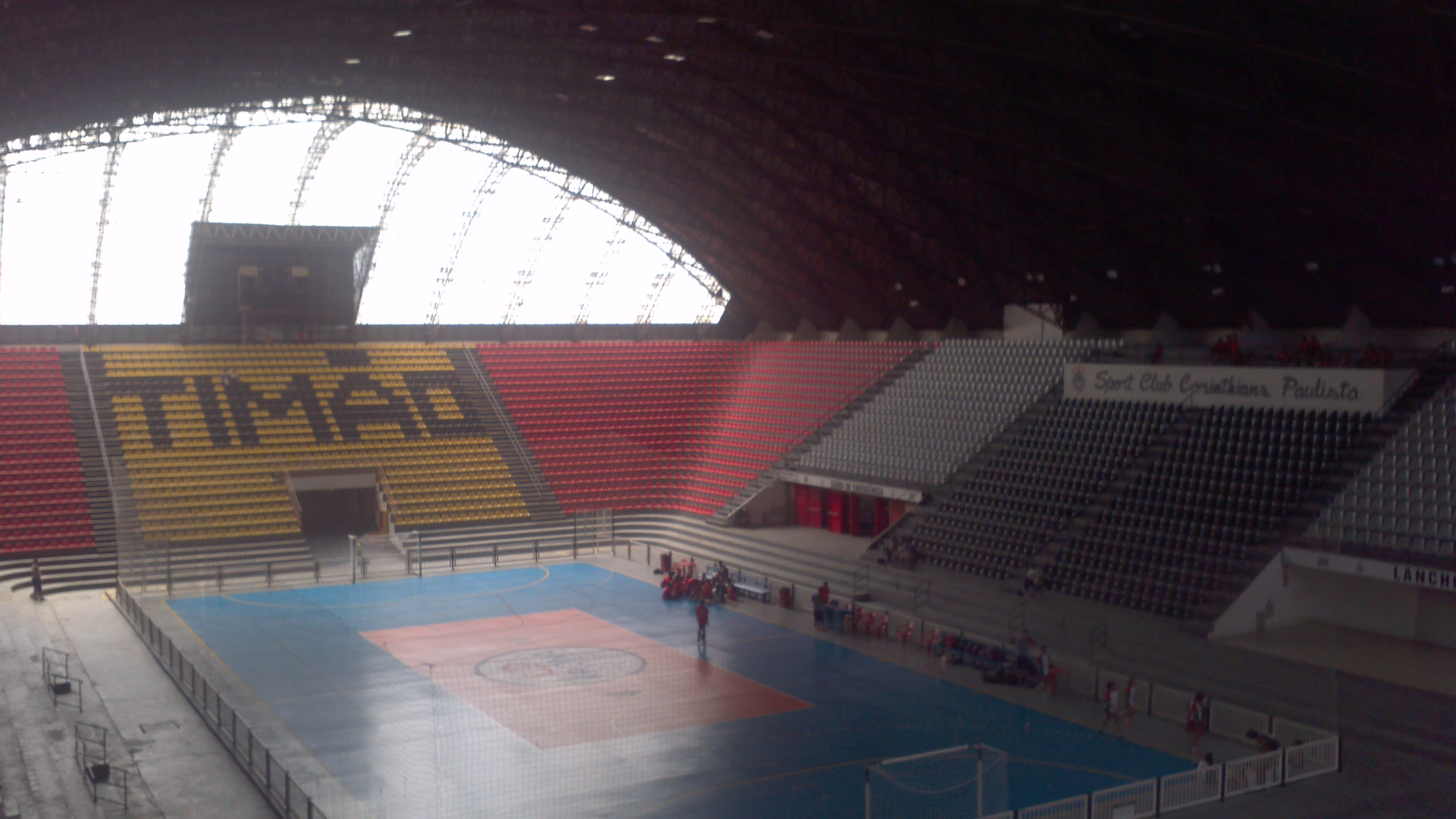
Баскетбольная площадка при Парке Сан-Жорже

Первая баскетбольная команда в «Коринтиансе» появилась в 1928 году, четырежды она становилась чемпионом Бразилии (включая три Кубка Бразилии, результаты которого позже были приравнены к чемпионским титулам). Особенно успешными для коринтийских баскетболистов были 1960-е годы.
Достижения
- Чемпион штата Сан-Паулу (14): 1935, 1939, 1947, 1951, 1952, 1954, 1955, 1964, 1965, 1966, 1968, 1969, 1983, 1985[241]
- Обладатель Кубка Бразилии (3): 1965, 1966, 1969
- Чемпион Бразилии (1): 1996
- Победитель кубка чемпионов Южной Америки (2): 1964, 1969[240]

Ниже представлены некоторые известные баскетболисты, выступавшие за «Коринтианс» и сборную Бразилии:
- Амаури Антонио Пасос — чемпион мира 1963, выступал за «Коринтианс» с 1966 по 1972 год;
- Вламир Маркес — чемпион мира 1963, самый ценный игрок ЧМ-1963, выступал за «Коринтианс» с 1962 по 1972 год;
- Роза Бранка — чемпион мира 1959 и 1963, выступал за «Коринтианс» в 1971 году[240].

### Гребля
Академическая гребля является одним из традиционных видов спорта в клубе, который начал культивироваться с подачи президента Алфредо Шуринга в 1933 году. В этот период на эмблеме клуба появились пара вёсел и якорь, которые присутствуют там и по сей день, причём позже туда добавились ещё и буй вокруг щита, а затем и трос. Клуб приобрёл 10 яхт класса B. В настоящее время флот «Коринтианса» насчитывает 60 лодок, а также ещё одно судно для обучения. В 2015 году гребец «Коринтианса» Габриэл Кампос заработал путёвку на Панамериканские игры, выиграв чемпионат Бразилии в одиночном разряде.

### Автогонки
Команда «Коринтианс» в 2008—2010 годах участвовала в чемпионате мира Суперлига Формула.
- 2008 год (совместно с EuroInternational[англ.]). Пилоты:  Энди Соучек (два этапа) и  Антонио Пиццония. Итог: 264 очка, 9-е место[244]
- 2009 год (совместно с Alan Docking Racing[англ.]). Пилот:  Антонио Пиццония. Итог: 264 очка, 8-е место[245]
- 2010 год (совместно с Azerti Motorsport[англ.]). Пилот:  Роберт Дорнбос. Итог: 363 очка, 12-е место[246]

### Американский футбол

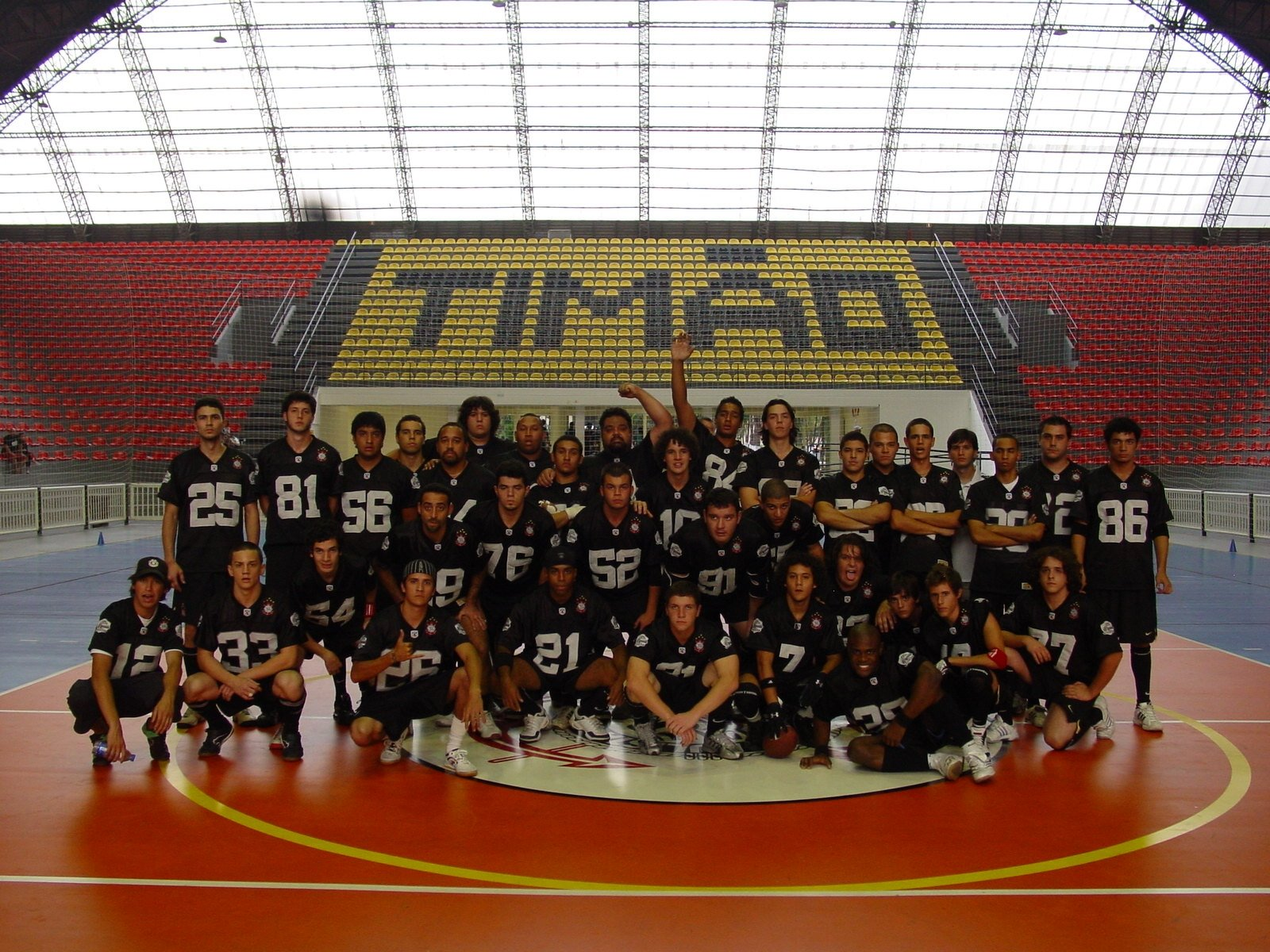
«Коринтианс Стимроллерс»

Команда по американскому футболу, принадлежащая «Коринтиансу», является одной из сильнейших в Бразилии — ей единственной удалось дважды выиграть «Кубок Тачдаун» — главное соревнование по этому виду спорта в стране, в отсутствие единого чемпионата, проводящееся с 2009 года. Также «Коринтианс Стимроллерс» выиграл четыре из пяти розыгрышей Лиги Паулисты по американскому футболу.
Достижения
- Чемпион штата Сан-Паулу (4): 2011, 2012, 2013, 2014
- Обладатель Кубка Тачдаун (2): 2011, 2012

### Мини-футбол
Мини-футбольный клуб «Коринтианса» — одно из старейших и самостоятельных подразделений в структуре клуба. Дважды футболисты клуба выигрывали престижнейшую Чашу (Taça) Бразилии (первый общенациональный турнир), 14 раз становились чемпионами штата Сан-Паулу. В 2016 году мини-футбольная команда впервые в своей истории стала победителем Лиги Футзала. В 2019 и 2020 годах команда выигрывала новый Кубок (Copa) Бразилии и Суперкубок Бразилии.
Достижения
- Чемпион Бразилии (2): 2016, 2022
- Вице-чемпион Бразилии (1): 2020
- Обладатель Чаши Бразилии (2): 1974, 2010
- Обладатель Кубка Бразилии (2): 2018, 2019
- Обладатель Суперкубка Бразилии (3): 2019, 2020, 2021
- Чемпион штата Сан-Паулу (14): 1971, 1972, 1973, 1978, 1980, 1981, 1995, 2009, 2013, 2015, 2016, 2018, 2019 (FPFS), 2019 (LPF)

### Пляжный футбол
Пляжные футболисты «Коринтианса» выиграли единственный в истории розыгрыш чемпионата Бразилии в 2012 году. В следующем году в статусе чемпиона Бразилии команда стала победителем клубного Мундиалито.
Достижения
- Чемпион Бразилии (1): 2012
- Победитель клубного Мундиалито (1): 2013

### Гандбол
Гандбольная команда в «Коринтиансе» появилась в 1970 году, спустя два года женская команда стала первым чемпионом штата Сан-Паулу, а ещё через три года мужская команда также выиграла региональное первенство. В 1987 году секция гандбола в клубе была ликвидирована, но через шесть лет гандбол вновь стал культивироваться в «Коринтиансе», но только на молодёжном уровне.
Достижения
- Чемпион штата Сан-Паулу (мужчины) (4): 1975, 1976, 1983, 1984
- Чемпион штата Сан-Паулу (женщины) (4): 1972, 1976, 1977, 1981[252]

## Знаменитости

### Знаменитые игроки
Данный список представлен на крупнейшем сайте болельщиков «Коринтианса» Meu Timão.
- Аду (1969—1974)
- Алессандро (2008—2013)
- Эдсон Аталиба (1982—1984)
- Жуан Базилио (1975—1981)
- Балтазар (1945—1957) (267 голов)
- Биро-Биро (1978—1989)
- Вампета (1998—2000, 2002—2003, 2007)
- Вилсон Мано (1986—1992, 1994)
- Виола (1988—1989, 1992—1995)
- Владимир Родригес (1972—1985, 1987)
- Карлос Гамарра (1998—1999)
- Алешандре Де Мария (1927—1931)
- Армандо Дел Деббио (1922—1931, 1935—1937, 1939)
- Дида (1999—2001, 2002)
- Динеи (1990—1992, 1998—2001)
- Дино Сани (1965—1968)
- Дитан (1966—1967, 1969—1971)
- Домингос да Гия (1944—1947)
- Жералдан (1975—1978, 1979—1981)
- Жилмар (1951—1961)
- Зе Мария (1970—1983)
- Зе Элиас (1993—1996)
- Зенон (1981—1986)
- Идарио (1949—1959)
- Кабесан (1949—1954, 1957—1960, 1961—1967)
- Валтер Казагранде (1980—1981, 1982—1983, 1985—1986, 1994)
- Родолфо Карбоне (1951—1957)
- Клаудио (1945—1957) (297 голов)
- Лиедсон (2003, 2011—2012)
- Луизан (1999—2002)
- Луизиньо (1949—1967) (172 гола)
- Марселиньо Кариока (1993—1997, 1997—2001, 2006)
- Марсело Джян (1987—1993)
- Неко (1913—1930)
- Нето (1989—1993, 1996—1997)
- Пальинья (1977—1979)
- Паулиньо (2010—2013)
- Роберто Ривелино (1965—1974) (165 голов)
- Фредди Ринкон (1997—2000, 2004)
- Роберто Беланжеро (1947—1960)
- Роналдо (2009—2011)
- Роналдо Джованелли (1988—1998)
- Руй Рей (1978—1979, 1981)
- Русо (1988—1998)
- Сократес (1978—1984) (166 голов)
- Карлос Тевес (2005—2006)
- Телеко (1934—1944) (243 гола)
- Тобиас (1975—1978)
- Тупанзиньо II (1989—1996)
- Туффи Неужен (1928—1931)
- Флавио Минуано (1965—1969)
- Шикан (2008—2013)
- Эдилсон (1997—2000)
- Эзекиэл (1990—1995)
- Эмерсон Шейх (2011—2015, 2018)

| Лучшие бомбардиры                  |       |
| Игрок                              | Голов |
| 1. Клаудио (1945—1957)             | 305   |
| 2. Балтазар (1945—1957)            | 269   |
| 3. Телеко (1934—1944)              | 254   |
| 4. Неко (1913—1930)                | 228   |
| 5. Марселиньо Кариока (1994—2010)  | 206   |
| 6. Сервилио (1938—1949)            | 200   |
| 7. Луизиньо (1948—1962, 1964—1967) | 175   |
| 8. Флавио (1964—1969)              | 172   |
| 8. Сократес (1978—1984)            | 172   |
| 10. Пауло Пизанески (1954—1960)    | 146   |

| Рекордсмены по матчам              |        |
| Игрок                              | Матчей |
| 1. Владимир Родригес (1972—1987)   | 805    |
| 2. Луизиньо (1948—1962, 1964—1967) | 604    |
| 3. Роналдо Джованелли (1988—1998)  | 602    |
| 4. Зе Мария (1970—1983)            | 598    |
| 5. Биро-Биро (1978—1988)           | 589    |
| 6. Важиньо (1971—1981)             | 551    |
| 7. Клаудио Пиньо (1945—1957)       | 550    |
| 8. Олаво (1952—1961)               | 506    |
| 9. Роберто Ривелино (1965—1974)    | 474    |
| 10. Идарио (1949—1959)             | 469    |

### Тренеры
Ниже представлена десятка главных тренеров, отсортированных по числу матчей, в которых они руководили «Коринтиансом»
| Тренеры                                                               | Игры |
| 1. Освалдо Брандао (1954—1957, 1964—1966, 1968, 1974—1978, 1980—1981) | 435  |
| 2. Тите (2004—2005, 2010—2013, 2015—2016)                             | 378  |
| 3. Мано Менезес (2008—2010, 2014)                                     | 248  |
| 4. Амилкар Барбуй (1915—1920 / 1934—1935 / 1937 / 1943)               | 239  |
| 5. Рато (1937, 1942—1943, 1951—1954)                                  | 227  |
| 6. Нелсиньо Баптиста (1990—1991, 1992—1993, 1996—1997, 2007)          | 192  |
| 7. Фабио Кариле (2010, 2016, 2017—2018, 2019)                         | 183  |
| 8. Армандо Дел Деббио (1939—1942, 1947—1948, 1963)                    | 178  |
| 9. Жорже Виейра (1979—1980, 1983—1984, 1986—1987)                     | 146  |
| 10. Вандерлей Лушембурго (1998, 2001)                                 | 134  |

Тренеры за последние 10 лет
- Тите (2010—2013)
- Мано Менезес (2014)
- Тите (2015—2016)
- Фабио Кариле (2016)
- Кристован Боржес (2016)
- Фабио Кариле (2016)
- Освалдо де Оливейра (2016)
- Фабио Кариле (2017—2018)
- Осмар Лосс (2018)
- Жаир Вентура (2018)
- Фабио Кариле (2019)
- Леандро Кука (2019)
- Диего Коэльо (2019)
- Тиаго Нунес (2020)
- Эвандро Форнари (2020)
- Диего Коэльо (2020)
- Вагнер Мансини (2020—2021)
- Фернандо Лазаро (2021)
- Силвиньо (2021—2022)
- Фернандо Лазаро (2022)
- Витор Перейра (2022)
- Фернандо Лазаро (2023)
- Кука (2023)
- Данило (2023)
- Вандерлей Лушембурго (2023—н.в.)

### Президенты
- 1.  Мигель Батталья (1910)
- 2. Алешандре Маньяни (1910—1914)
- 3. Рикардо де Оливейра (1915)
- 4. Жуан Баптиста Маурисио (1915—1916)
- 5. Жуан Мартинс де Оливейра (1917)
- — Жуан де Карвальо (1918, и. о.)
- 6. Албино Тейшейра Пинейро (1919)
- 7.  Гидо Джакоминелли (1920—1925)
- 8. Аристидес де Маседо Фильо (1925)
- 9. Эрнесто Кассано (1926)
- 10.  Гидо Джакоминелли (1927)
- 11. Эрнесто Кассано (1928)
- 12. Жозе Типалди (1929)
- 13. Филипе Коллона (1929—1930)
- 14. Алфредо Шуриг (1930—1933)
- 15. Жуан Баптиста Маурисио (1933)
- 16. Жозе Мартинс Коста Жуниор (1933—1934)
- 17. Мануэл Коррешер (1935—1941)
- 18. Марио Энрике Алмейда (контроллер) (1941)
- 19. Педро де Соуза (1941)
- 20. Мануэл Домингос Корреия (1941—1943)
- 21. Алфредо Инасио Триндаде (1944—1946)
- 22. Лоуренсо Фло Жуниор (1947—1948)
- 23. Алфредо Инасио Триндаде (1948—1959)
- 24. Висенте Матеус (1959—1961)
- 25. Вадих Элу (1961—1971)
- 26. Мигел Мартинес (1971—1972)
- 27. Висенте Матеус (1972—1981)
- 28. Валдемар Пирес (1981—1985)
- 29. Роберто Паскуа (1985—1987)
- 30. Висенте Матеус (1987—1991)
- 31. Марлене Матеус 1991—1993
- 32. Алберто Дуалиб 1993—2007
- — Клодомил Орси (2007, и. о.)
- 33.  Андрес Санчес 2007—2011
- — Роберто де Андраде (2012, и. о.)
- 34. Марио Гобби Фильо (2012—2015)
- 35. Роберто де Андраде (2015—2018)
- 36.  Андрес Санчес 2018—2021
- 37. Дуилио Монтейро Алвес (2021—н. в.)

## Комментарии
1. ↑  Associação Paulista de Esportes Atléticos («Ассоциация спортивной атлетики Сан-Паулу»)
2. ↑  Liga Paulista de Foot-Ball («Футбольная Лига Паулисты»)
3. ↑  На тот момент — «Сан-Паулу да Флореста»; с 1935 года — просто ФК «Сан-Паулу».
4. ↑  До 2014 года турнир проводился под эгидой Федерации футбола штата Риу-Гранди-ду-Сул.
5. ↑  Объединение популярнейших команд страны.